# Portugiesische Kolonialgeschichte

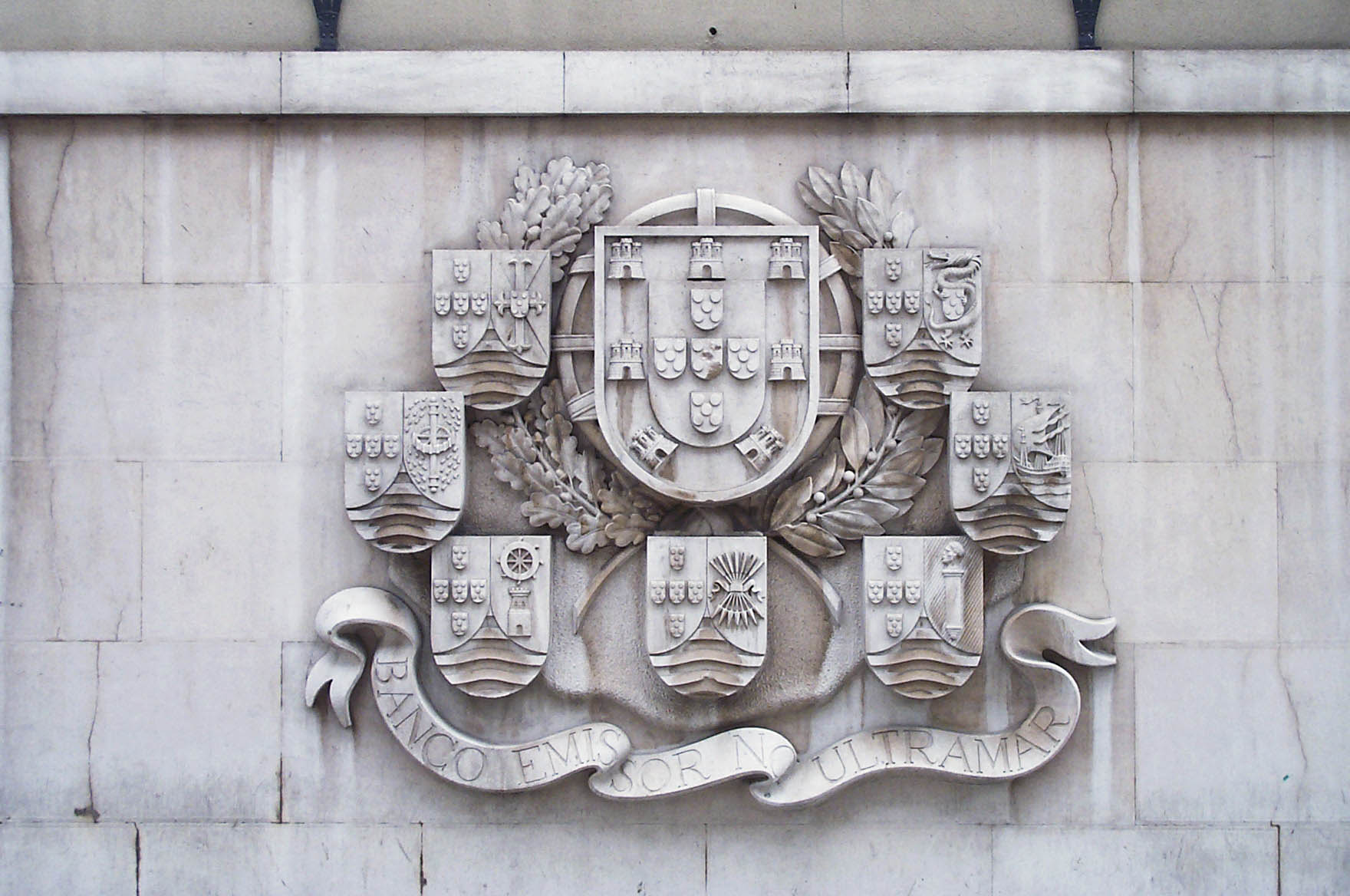
Das Wappen Portugals und seiner Überseeprovinzen an der Fassade des Banco Nacional Ultramarino in Lissabon.

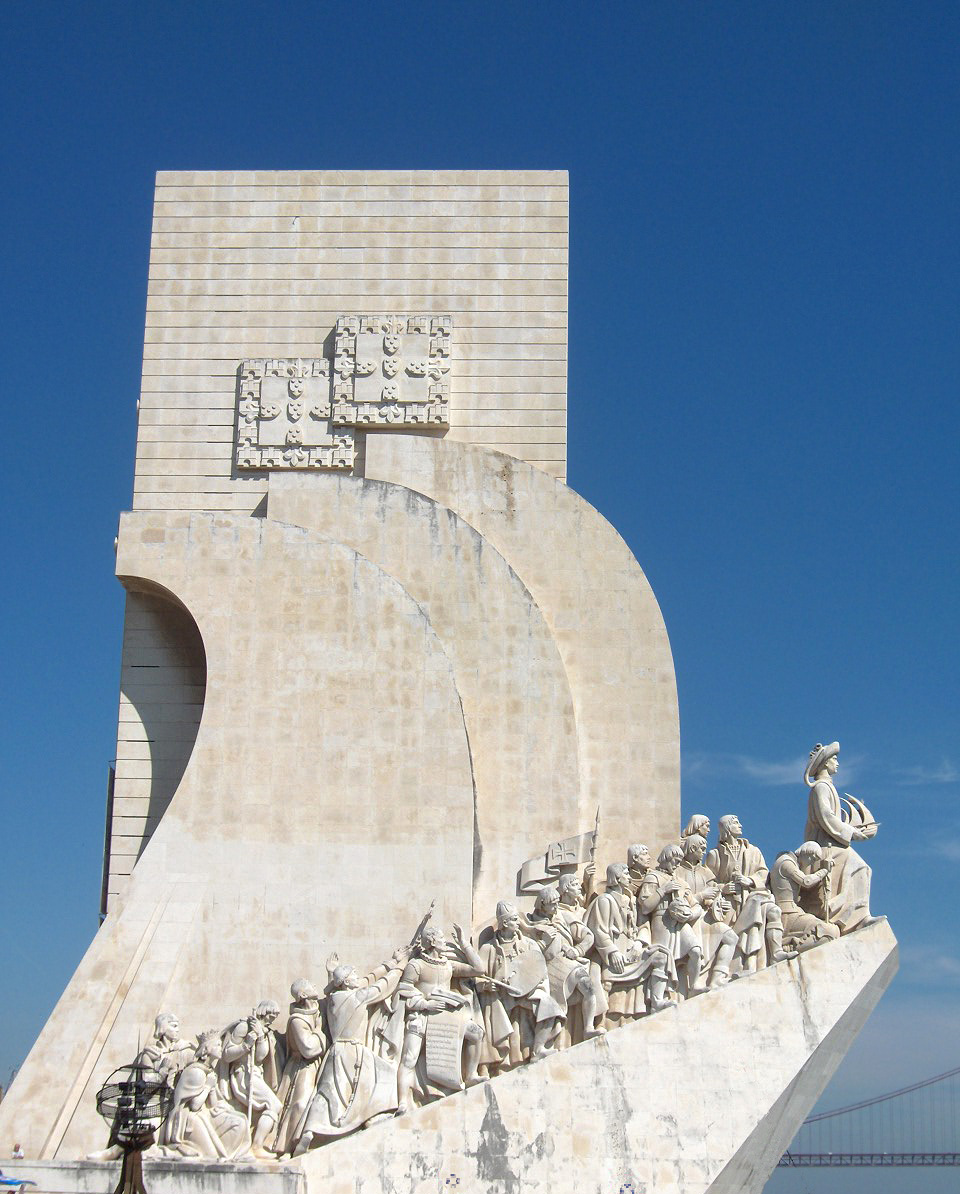
Das Entdeckerdenkmal in Lissabon

Die portugiesische Kolonialgeschichte umfasst nahezu 600 Jahre: Sie begann 1415 mit der Eroberung Ceutas und Expeditionen entlang der afrikanischen Küste zur Erkundung des Seewegs nach Indien, die das Zeitalter der Entdeckungen einleiteten, und endete 1999 mit der Rückgabe der letzten portugiesischen Überseeprovinz Macau an die Volksrepublik China. Das portugiesische Kolonialreich war mit Besitzungen in Afrika, Indien, Arabien, Südostasien,  China und Amerika, das erste tatsächliche Weltreich und das am längsten bestehende Kolonialreich Europas. 
Nachdem Vasco da Gama 1498 die Route um das Kap der Guten Hoffnung nach Calicut entdeckt hatte, stieg Portugal durch den Indienhandel zur führenden Handels- und Seemacht des 15. und 16. Jahrhunderts auf. Ihre Blütezeit erlebte diese unter den Königen aus dem Hause Avis, insbesondere unter Manuel I. (1495–1521). Das kleine Königreich Portugal war aufgrund seiner geringen Bevölkerungszahl zunächst nicht daran interessiert, größere Territorien in Besitz zu nehmen. Vielmehr wurden an den Küsten Afrikas und Arabiens punktuell Faktoreien gegründet und strategisch wichtige Städte wie Malakka erobert, um die Handelsrouten von und nach Asien zu sichern und Konkurrenten auszuschalten. Auch an den Herkunftsorten der Handelswaren, etwa auf den  Gewürzinseln, wurden solche Stützpunkte errichtet. Zunächst bildete nur das 1500 von Pedro Álvares Cabral entdeckte, dünn besiedelte Brasilien eine Ausnahme von dieser Vorgehensweise. Erst im 19. Jahrhundert erweiterten die Portuguiesen ihre Besitzungen in Angola und Mosambik zu großräumigen Kolonien.
Der Niedergang des portugiesischen Kolonialreichs setzte bereits um das Jahr 1600 ein. Zunächst expandierten die Niederländer, später auch Briten und Franzosen in Asien und entrissen den Portugiesen einen Großteil ihrer asiatischen Überseegebiete. Während viele andere europäische Besitzungen im Zuge der Dekolonisation um 1960, dem Afrikanischen Jahr, unabhängig geworden waren, hielt Portugal unter dem autoritären Regime António de Oliveira Salazars, dem Estado Novo, als eine der letzten europäischen Mächte an seinen Kolonien in Afrika fest. Diese erlangten erst 1975, nach der Nelkenrevolution, ihre Unabhängigkeit.

## Geschichte

### Die Situation in Portugal vor der Expansion

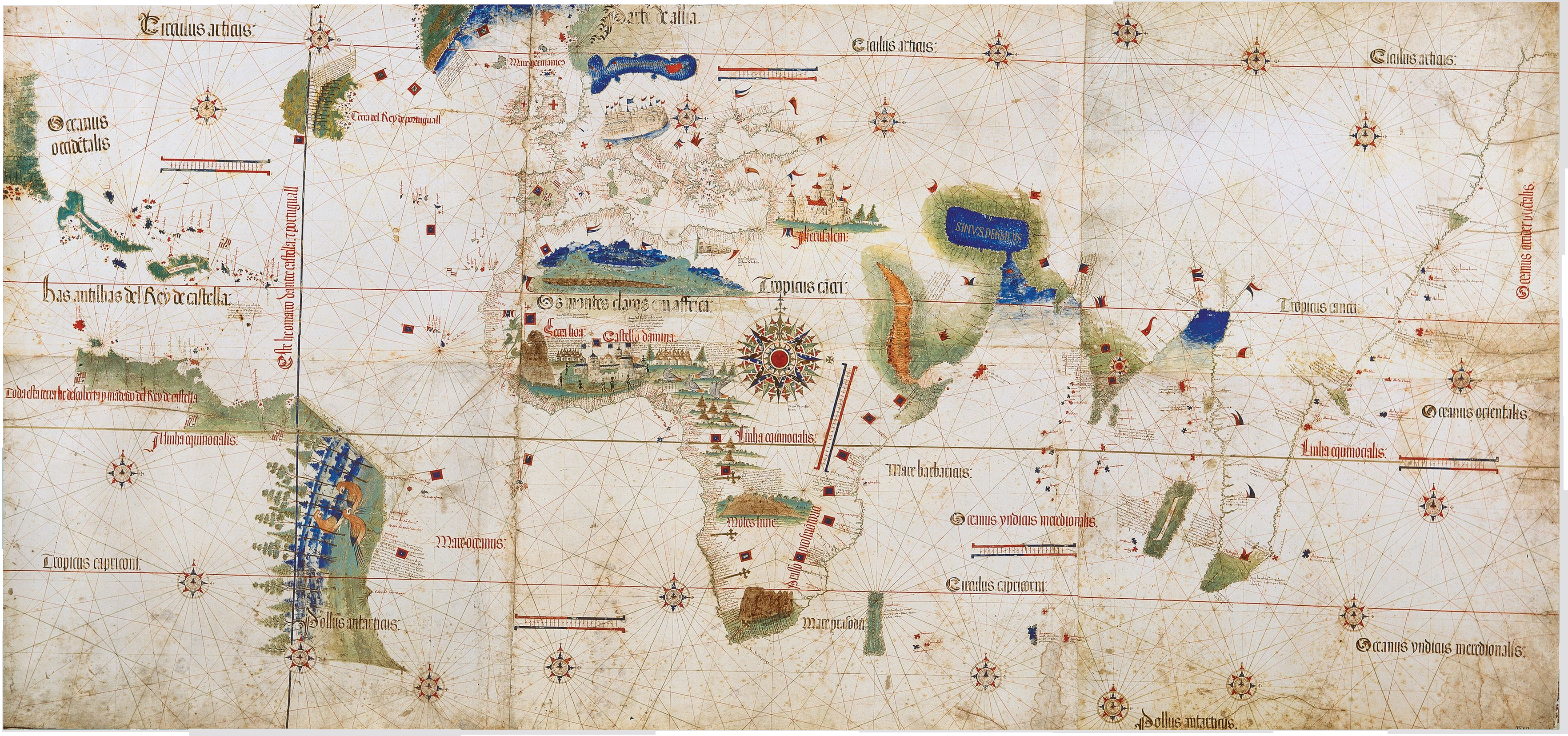
Cantino-Planisphäre, 1502

Das Königreich Portugal hatte blutige Schlachten gegen die Mauren in der Reconquista geführt. Diese endete 1251 für Portugal mit der Eroberung der Algarve. Danach gab es noch einige Auseinandersetzungen mit Kastilien, die mit der Schlacht von Aljubarrota 1385 endeten. Das portugiesische Großbürgertum, die Fidalgos, hatte damit sein militärisches Betätigungsfeld verloren und war somit praktisch arbeitslos. Man suchte daher nach Möglichkeiten, wie man die Fidalgos von eventuellen Waffengängen gegen den König abhalten konnte; außerdem suchten die Könige nach Möglichkeiten, mehr nationalen Ruhm zu gewinnen.
Für die Portugiesen waren weniger das Streben nach Macht und Prestige als wirtschaftliche Notwendigkeiten der Grund, ihr Machtgebiet außerhalb Europas auszudehnen. Die Landflucht im 13. Jahrhundert hatte Portugal abhängig von Getreideimporten gemacht, da die eigene Landwirtschaft die knapp eine Million Einwohner nicht mehr ernähren konnte. Man empfand es als Schande, Getreide aus dem muslimischen Maghreb einführen zu müssen (ebenso aus Sizilien, dem Baltikum, der Normandie und der Bretagne). Auch Tuch, Eisen, Kupfer und Waffen mussten im Ausland gekauft werden. Die Folge war ein Abfließen von Zahlungsmitteln und Edelmetallen (Gold und Silber). Als eigene Handelsgüter gab es nur Salz, Kork, Olivenöl und Wein. Zwar hatte Portugal damals bereits Faktoreien in Málaga, Rouen und Honfleur, Handelsniederlassungen in Flandern und Händler in Montpellier, Marseille und Montagnac, doch der Umfang des Außenhandels reichte nicht aus, die Wirtschaft des Landes voranzubringen. Immerhin konnte man 1353 mit England Handelsfreiheit für die jeweiligen Kaufleute aushandeln. Nach Kastilien führten am Ende des 15. Jahrhunderts nur zwei Handelswege; Portugal war weit überwiegend zum Meer hin orientiert. Seit dem 12. Jahrhundert besaß man eine bescheidene Kriegsflotte, die bei der Reconquista gegen die Mauren eingesetzt wurde. Unter Ferdinand I. (1345–1383) wurde die Companhia das Naus gegründet, um die Handelsflotte zu fördern. Zu Beginn des 15. Jahrhunderts verbanden Portugal mit dem restlichen Europa zwei wichtige Seerouten: Die eine führte durch den Golf von Biscaya und über Dieppe bis nach Brügge, die zweite nach Sevilla. Der Aufbau der Flotten führte aber zu einem weiteren Verlust an Arbeitern in der Landwirtschaft und einem höheren Bedarf an Schiffszwieback, so dass noch mehr Getreide im Lande fehlte. So fiel der Blick auf die arabischen Großhändler und den Getreidemarkt in Marokko, der damaligen Kornkammer Nordafrikas.
Ende des 14. Jahrhunderts litt Portugal zudem unter einer massiven Goldknappheit. Nach 1383 wurde in Portugal keine einzige Goldmünze mehr geprägt. 50 Jahre hindurch waren nur noch ausländische Gold- und Kupfermünzen im Umlauf. Dazu kam es ab 1460 auch noch zu einer Silberknappheit, da die traditionellen Silberlieferanten Portugals in Deutschland aufgrund von Pest und Hungersnöten immer mehr ausfielen. Gold wurde mühsam über Karawanenwege aus afrikanischen Reichen südlich der Sahara importiert. Weitere Handelswaren aus der Region waren neben Zucker, Kupfer und Salz auch Sklaven. Endpunkt dieser Karawanen war Ceuta, das auch als bester Hafen Marokkos galt. So wurde die Stadt an der Straße von Gibraltar das erste Ziel der portugiesischen Expansion außerhalb Europas.
Die katholische Kirche sah zudem in einer Expansion die Möglichkeit, heidnische Gebiete zu missionieren. Sie wurde ein entscheidender Faktor bei den portugiesischen Unternehmungen in Übersee.

### Expeditionen unter Heinrich dem Seefahrer

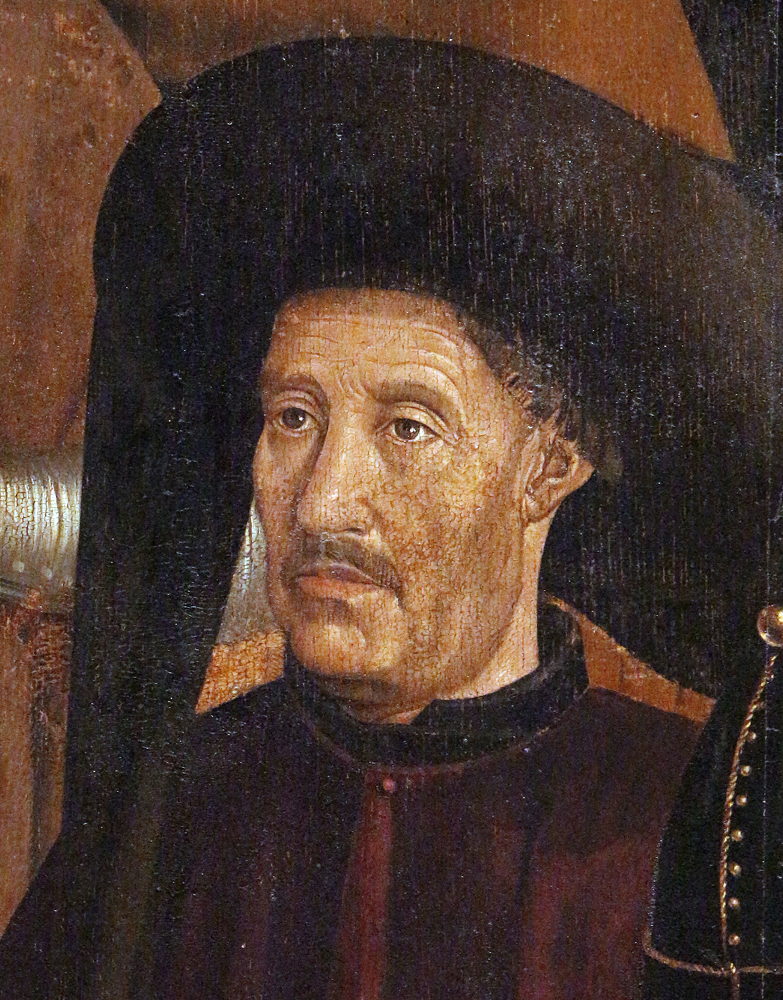
Heinrich der Seefahrer. Ausschnitt aus einem Gemälde des 15. Jahrhunderts (Nuno Gonçalves zugeschrieben)

1415 eroberte Portugal unter Johann I. Ceuta und gewann so seine erste Besitzung außerhalb Europas. Heinrich der Seefahrer (1394–1460), ein Prinz des portugiesischen Königshauses, initiierte ab 1418 die Portugiesischen Entdeckungsfahrten entlang der afrikanischen Küste. Diese verfolgten drei Zwecke: die Sicherung des Handels mit den afrikanischen Reichen südlich der Sahara, die Entdeckung eines östlichen Seewegs nach Indien und den Gewürzhandel unter die Kontrolle Portugals zu bringen. In der Folge wurden 1419 Madeira und 1427 die Azoren in Besitz genommen. 1434 umrundete Gil Eanes das Kap Bojador, das bis dahin für unpassierbar gehalten wurde, und 1436 entdeckte Afonso Gonçalves Baldaia den Rio do Ouro, eine weite Bucht in der Westsahara. 1441 erreichten Nuno Tristão und Antão Gonçalves das Cabo Branco im heutigen Mauretanien und 1445 kam Dinis Dias bis zum Cabo Verde, dem westlichsten Punkt Afrikas.
1446 wurden der Entdecker Nuno Tristão und 18 seiner Männer (beim Versuch, Frischwasser aufzunehmen) durch Einheimische getötet. Dieser Vorfall südlich des Gambiaflusses war der erste seiner Art. Ab diesem Zeitpunkt wurden die Artillerie auf den portugiesischen Schiffen verstärkt und die Landekommandos bewaffnet. Versuche, mit den lokalen afrikanischen Herrschern am Cabo de Não und am Cabo Verde Bündnisse zu schließen, um den Warenaustausch und den Sklavenhandel zu sichern, schlugen fehl, da die ausgesandten portugiesischen Unterhändler nie zurückkehrten.
Nach diesen Fehlschlägen wurden zunächst keine weiteren Fahrten zu einer weiteren Erforschung der afrikanischen Küste ausgesandt. Verantwortlich waren die hohen Kosten und die bis dahin mageren Gewinne. Noch war der Sklavenhandel nicht lukrativ genug, was in der portugiesischen Heimat bemängelt wurde. Aber die Aussichten für ökonomischen Erfolg waren vorhanden. Am Rio do Ouro hatten die Portugiesen als Lösegeld für maurische Gefangene Goldstaub erhalten, und die westafrikanischen Reiche von Mali, Kanem und Songhai stellten sich als potenzielle Handelspartner dar. In den Folgejahren wurde eine wirtschaftlich tragfähige Basis geschaffen. Zudem stellte sich mit Kastilien nun ein europäischer Konkurrent gegen Portugal, der befürchtete, durch portugiesische Ansprüche auf die bisher erforschten Gebiete vom möglichen Reichtum des Südens ausgeschlossen zu sein. Der Streit um die Kanarischen Inseln tat ein Übriges: zwischen 1451 und 1454 kämpften die beiden Nachbarn um die Inseln. Am 8. Januar 1454 griff Papst Nikolaus V. mit der Bulle Romanus Pontifex in den Konflikt zwischen den beiden katholischen Mächten ein und sprach den Portugiesen die Eigentumsrechte für die zu entdeckenden Gebiete von Kap Bojador bis zur Südspitze Afrikas zu, obwohl die Ausdehnung der Gebiete noch unbekannt war. Hierdurch waren die Investitionen für die Entdeckungsfahrten zumindest politisch abgesichert. Die Kanaren verblieben jedoch in der Hand Kastiliens.

Zu den ökonomischen Problemen gesellten sich praktische Schwierigkeiten. Mit zunehmender Entfernung mussten immer mehr Proviant an Bord der Schiffe transportiert und unbekannte Meeresströmungen und Winde gemeistert werden. Auch die nach Süden hin zunehmende Feindseligkeit und Wehrhaftigkeit der afrikanischen Küstenbewohner musste mit in Betracht gezogen werden. Der Historiker Michael Zeuske beschreibt die portugiesische Expansion entlang der westafrikanischen Küste in den Jahren 1415 bis 1488 als „eine lange und komplizierte Lehrzeit im Fach tropischer Menschenhandel und Akkumulation aus Kriegsgefangenentransporten sowie der Etablierung von Wirtschafts- und Infrastrukturen sowie material culture der Gewalt zu diesem Zweck“.

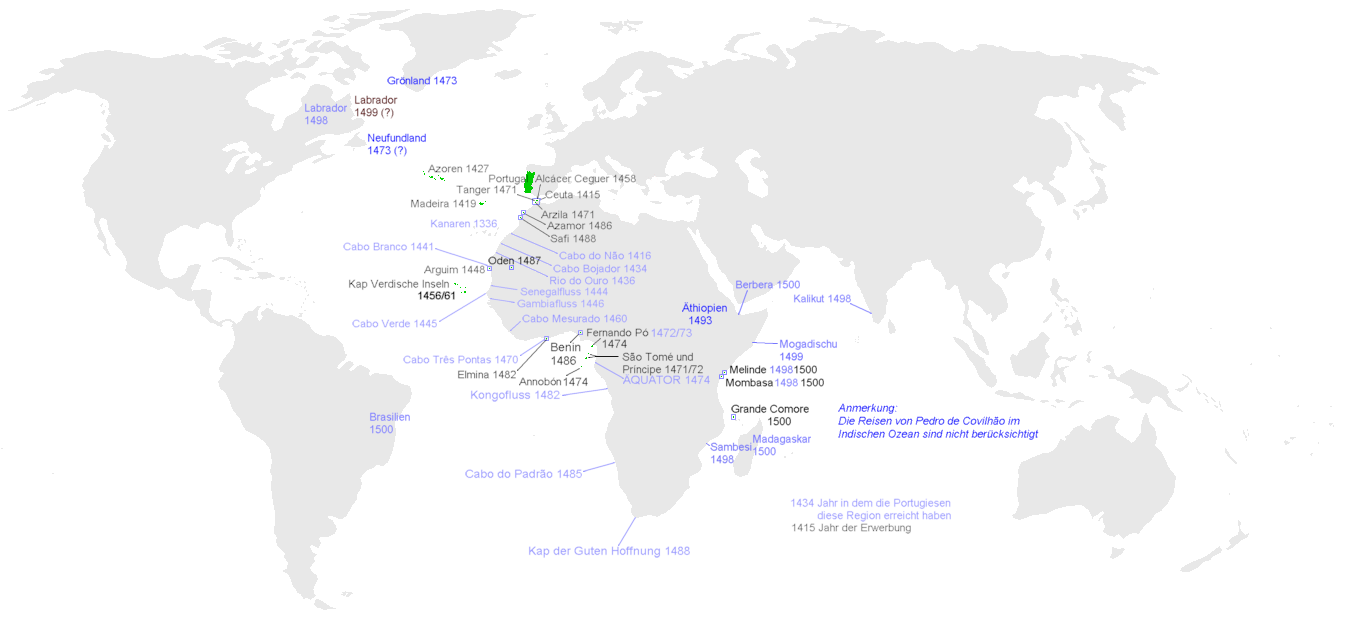
Das Portugiesische Kolonialreich im Jahr 1500 und die von Portugal erforschten Gebiete (blau)

1455 drangen wieder erste Expeditionen in unbekannte Gebiete vor. Der Gambiafluss wurde näher erforscht. Man glaubte, dass dieser Fluss ein Seitenarm des Nils sei und dass man über ihn das Kaiserreich von Äthiopien erreichen könne. Im 15. Jahrhundert gab es immer wieder diplomatische Kontakte mit dem christlichen Reich in Ostafrika, die aber durch die Wegroute durch das muslimische Ägypten erschwert waren. Portugal erhoffte sich einen starken Verbündeten gegen den Islam in Afrika. Der Gambia führte jedoch nicht in das 6000 Kilometer entfernte Reich, und Äthiopien zeigte sich auch später nicht sonderlich begeistert von der Idee eines Krieges gegen die starken muslimischen Nachbarn.
Eine von den Expeditionen, die den Gambiafluss erforschen sollten, kam 1456 unter Alvise Cadamosto vom Kurs ab und entdeckte die östlichen Inseln der Kap Verden. Etwa fünf Jahre später entdeckten andere Expeditionen auch die westlichen Inseln des Archipels. Damit stand Portugal eine dritte Basis im Atlantik zur Verfügung, auf der seine Schiffe auf dem Weg zum südlichen Afrika und später nach Brasilien Proviant aufnehmen konnten.

### Die Entdeckung des Seewegs nach Indien
Beim Tod Heinrichs des Seefahrers 1460 hatten die Portugiesen die Westküste Afrikas bis zum Cabo Mesurado im heutigen Liberia erkundet. Aufgrund der chronischen Geldknappheit sollte es aber fast 10 Jahre dauern, bis Portugals Seefahrer erneut auf Entdeckungsfahrt gingen. Ein weiterer Grund für die Wartezeit war auch das geringe Interesse Königs Alfons V., die klimatisch für Portugiesen ungesunden und bisher wenig profitablen Gebiete Westafrikas zu erforschen, trotz seines Beinamens der Afrikaner. Alfons V. widmete sich zunächst der Eroberung weiterer Städte und Handelsplätze in Marokko. Bereits 1458 gelang dies mit Alcácer-Ceguer und 1471 mit Tanger und Arzila. Erst 1468 verpflichtete sich der Geschäftsmann Fernão Gomes zur Erforschung jährlich weiterer 100 Leguas der afrikanischen Küste. Als Gegenleistung erhielt er für fünf Jahre (der Vertrag wurde 1473 um ein Jahr verlängert) alle wirtschaftlichen Rechte in Westafrika. Ausgenommen waren der Handelsposten Arguim und die Atlantikinseln. 1470 erreichte man das Cabo Três Pontas im Westen des heutigen Ghana, und 1471 gelangten João de Santarém und Pêro Escobar zur ghanaischen Goldküste mit der Goldmine Shama (Samma) und bis zum Cabo Formoso im Nigerdelta. Zwischen 1471 und 1474 wurden die vorgelagerten Inseln São Tomé, Príncipe, Fernando Póo und Annobón entdeckt. 1474 überquerten Lopo Gonçalves und Rui de Sequeira auch erstmals den Äquator und stießen bis zum heutigen Gabun vor.

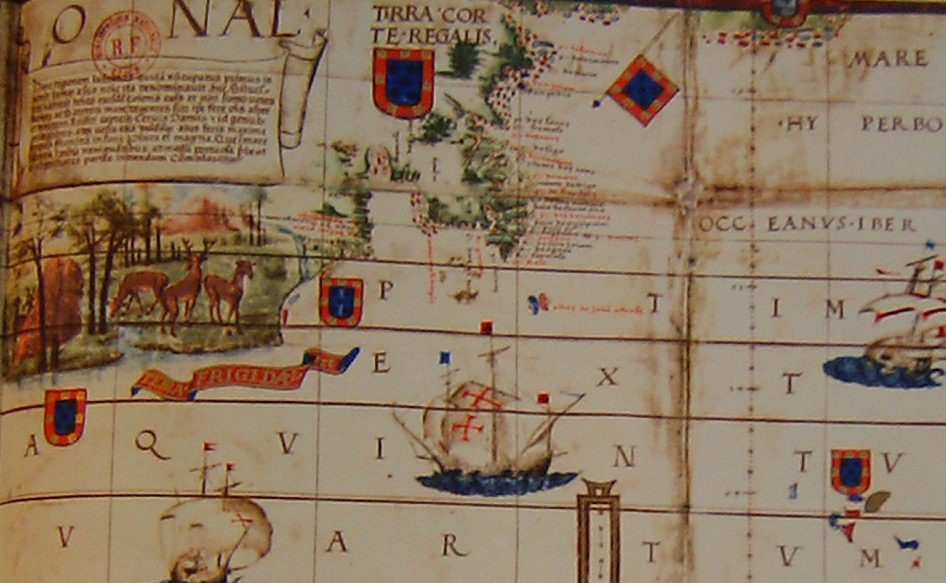
Portugiesische Karte von Nordamerika und Grönland 1519

João Vaz Corte-Real fuhr 1473 in einer gemeinsamen portugiesisch-dänischen Expedition bis nach Grönland, und es gibt Hinweise, dass sie bis Neufundland (Terra Nova do Bacalhau) kam. Später soll es sogar portugiesische Siedlungsversuche in der Region gegeben haben, und portugiesische Expeditionen sind 1500 eventuell bis Florida vorgedrungen. Portugiesische Namen auf Karten des beginnenden 16. Jahrhunderts lassen diesen Schluss zu.
Die Entdeckungen unter der Ägide von Fernão Gomes und das Gold aus Shama brachten die portugiesische Wirtschaft in Schwung. Beides veranlasste Kastilien, trotz der päpstlichen Bullen in den Golf von Guinea zu fahren und Sklaven nach Sevilla zu verschiffen. Dazu kam der Kastilische Erbfolgekrieg (1474–1479). 1479 verzichtete Kastilien schließlich im Vertrag von Alcáçovas auf die Oberhoheit über die Kanarischen Inseln, auf Besitzansprüche auf Madeira, die Azoren und alle Gebiete südlich von Kap Bojador und damit auf die Erforschung der Ostroute nach Indien. Der portugiesische König verzichtete seinerseits auf den Thron von Kastilien.

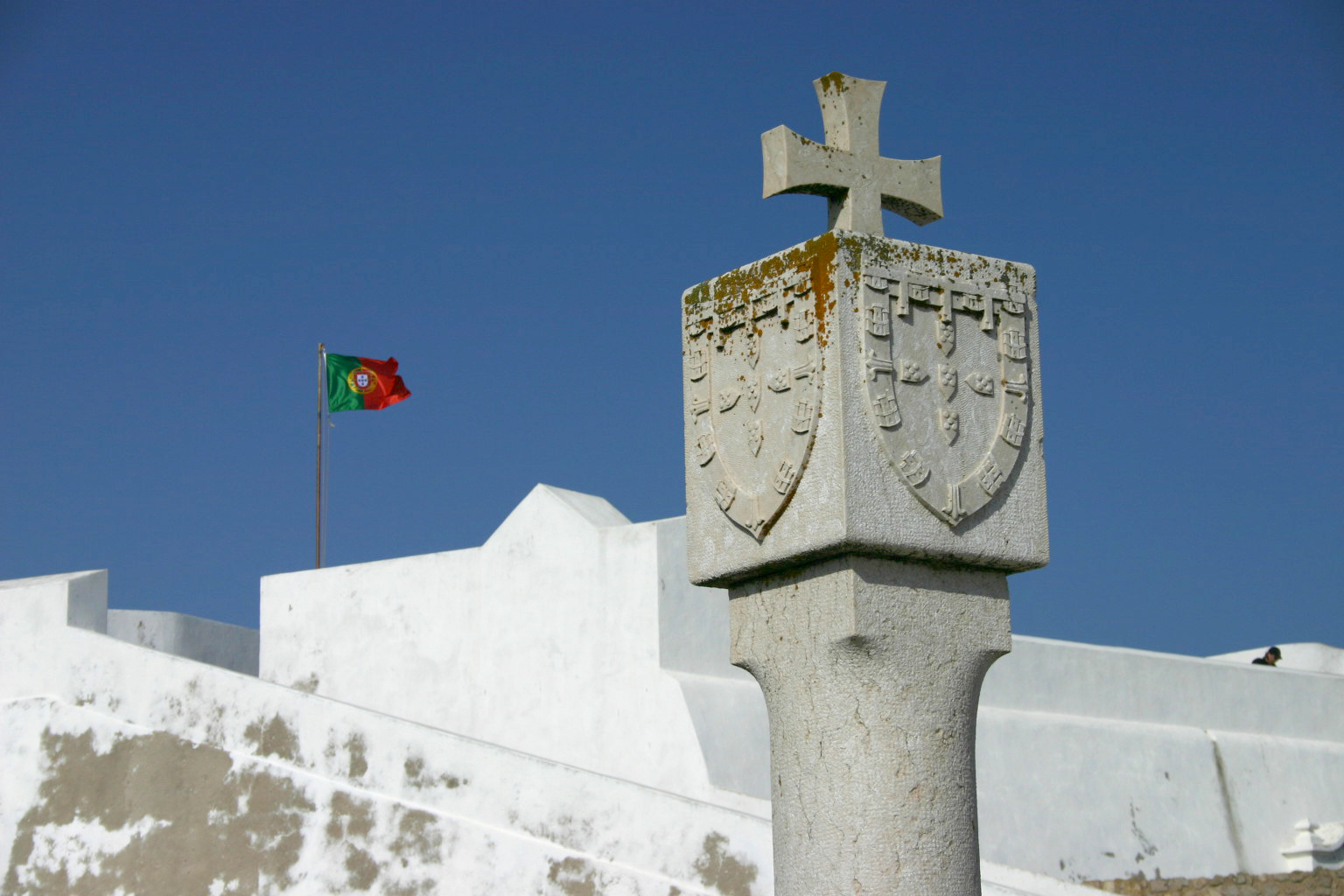
Symbol der Besitznahme: Ein Padrão in Sagres

An der Goldküste errichteten die Portugiesen 1482 das Fort São Jorge da Mina (Elmina). Der Posten, besetzt mit einer Garnison von 63 Mann, wurde zum wichtigen Handelsplatz für den Warentausch gegen Gold. Zu dem bereits langen Titel der portugiesischen Könige (rei de Portugal e do Algarve, Senhor de Septa, Senhor d’Alcacere em Africa) gesellte sich nun der des Senhor de Guinea. Ab sofort wurden die Entdecker angewiesen, statt Holzkreuzen nunmehr steinerne Säulen (Padrões, singular: Padrão) an markanten Punkten der Küste aufzustellen, um die Besitzansprüche Portugals zu unterstreichen. Auf den Säulen stand in lateinischer und portugiesischer Sprache das Jahr der Aufstellung, der Name des Seefahrers und des regierenden Königs. Der erste Entdecker, der diese Säulen setzte, war Diogo Cão, der 1482 die Mündung des Kongo entdeckte.

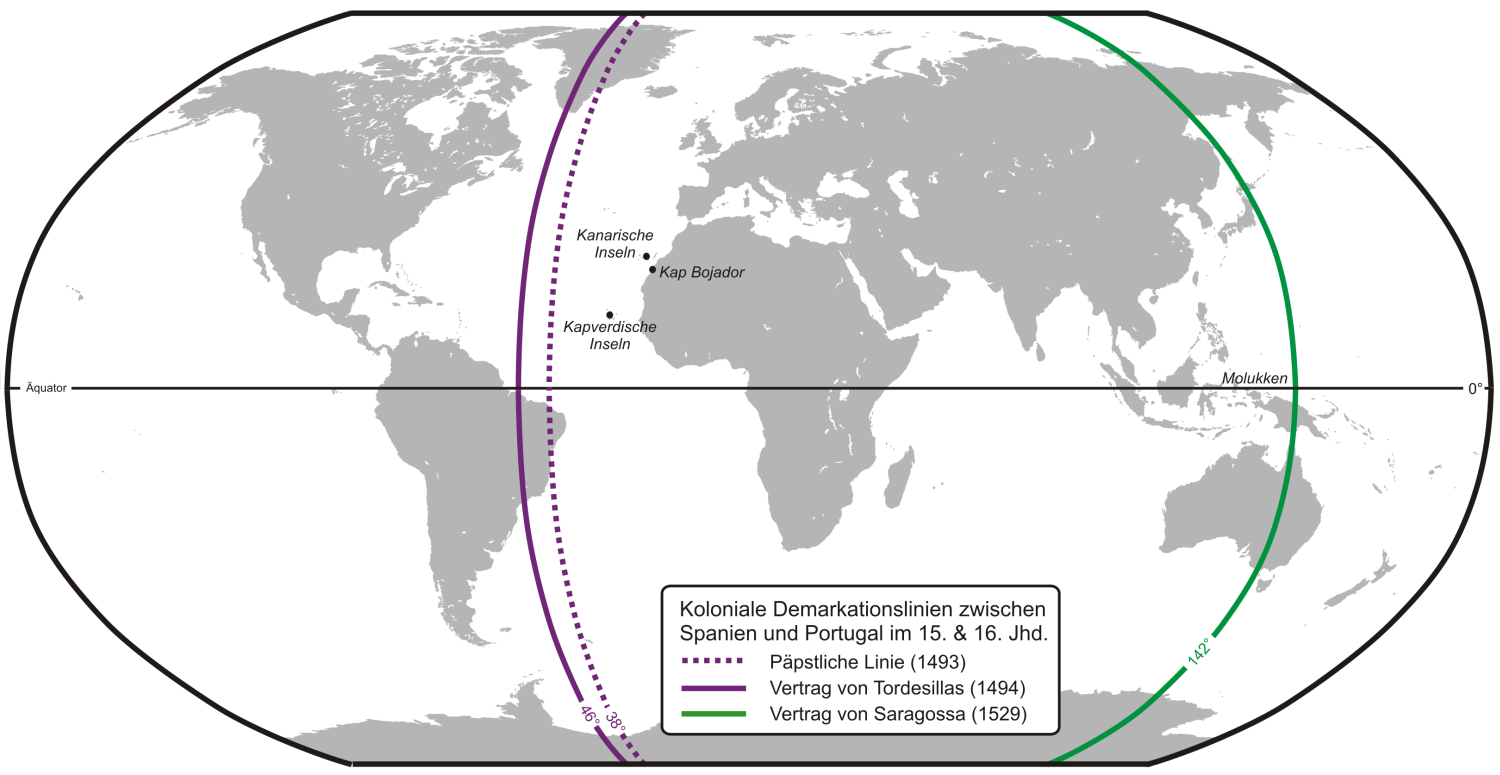
Die Aufteilung der Welt zwischen Spanien und Portugal

Zurück in Lissabon, wurde Cão von einem Mann namens Christoph Kolumbus angesprochen, der ihn um Hilfe für sein Projekt der Erforschung des westlichen Seewegs nach Indien bat. Allerdings fand Kolumbus in Portugal keine Unterstützung. Man vermutet heute, dass aus der geheimen Reise Corte-Reals 1473 der portugiesische König über das kalte, ärmliche Land im Westen informiert war und daher eine Erforschung als nicht lohnend ansah. Außerdem wusste man in Portugal, dass Kolumbus sich bei der Berechnung des Erdumfangs und der Entfernung nach Indien irrte. Dazu kam noch die erfolgreiche Reise Diogo Cãos, die auf eine baldige Umrundung Afrikas hoffen ließ. Dennoch soll sich König Johann II. bittere Vorwürfe gemacht haben, als Kolumbus 1493 auf dem Rückweg von seiner ersten Reise in Lissabon Station machte und von seiner Entdeckung berichtete. Allerdings brauchte der König nicht lange, um festzustellen, dass die neu entdeckten Gebiete südlich der Kanarischen Inseln lagen und diese laut dem Vertrag von Alcaçovas damit zu Portugal gehörten. Sofort wurde der Anspruch an das spanische Königshaus übermittelt und ein Geschwader unter Francisco de Almeida zur Besetzung der Inseln vorbereitet. Eine erneute Auseinandersetzung zwischen Spanien und Portugal drohte. Schließlich teilte Papst Alexander VI. die Welt im Vertrag von Tordesillas (1494) in eine östliche, portugiesische Sphäre und in eine westliche für den damaligen Konkurrenten Spanien auf, was im Vertrag von Saragossa (1529) präzisiert wurde. Auf dem amerikanischen Kontinent war der Osten Brasiliens als portugiesischer Einflussbereich vorgesehen. Der Vertrag war im Prinzip bis 1777 in Kraft, wurde aber in vielen Teilen nicht eingehalten. Die Portugiesen führten Expeditionen und eventuell auch Kolonisationsversuche in Nordamerika durch und dehnten sich in Brasilien schnell über die Vertragsgrenze hinweg aus. Im Gegenzug besetzte Spanien die Philippinen und engagierte sich auf den Molukken.
1485 war Diogo Cão auf einer zweiten Reise vermutlich bis zur Walfischbucht im heutigen Namibia gekommen. Drei Jahre später umrundete Bartolomeu Dias schließlich das Kap der Guten Hoffnung und fuhr bis zum Fluss Groot-Visrivier im Osten des heutigen Südafrika. Bereits 1487 waren die Portugiesen Pêro da Covilhã und Afonso de Payva aufgebrochen, um auf arabischen Schiffen die Küsten des Indischen Ozeans zu bereisen und mit dem weiteren Ziel, ein Bündnis mit dem christlichen Kaiser von Äthiopien gegen die Araber zu schmieden. Sie gelangten von Alexandria und Sues aus zum Roten Meer. De Payva trennte sich von seinen Begleitern, um direkt nach Äthiopien zu reisen, verschwand aber auf dem Weg dorthin, während da Covilhã nach Aden und weiter an die Malabarküste Indiens, zur Handelsstadt Sofala im heutigen Mosambik und möglicherweise bis nach Madagaskar reiste. Auf einer weiteren Reise besuchte er die Hafenstadt Hormus. Schließlich erreichte da Covilhã 1493 auch den Hof von Kaiser Na’od I. von Äthiopien in Aksum. Da Covilhã blieb bis zu seinem Tod 1530 in Äthiopien. Das portugiesisch-äthiopische Militärbündnis mit dem Ziel, den Islam in Afrika zu stoppen, kam nicht zustande, aber da Covilhã hatte schon vorher aus Kairo seine Reiseberichte nach Lissabon geschickt. Sie sind heute leider nicht mehr erhalten, doch geht man davon aus, dass sie Vasco da Gama zur Verfügung standen, als er auf seine Reise ging. Seine Aufgabe bestand im Prinzip ohnehin nur darin, die Strecke vom Groot-Visrivier bis nach Sofala zu erforschen, denn die Route von der ostafrikanischen Handelsstadt bis nach Goa in Indien gehörte schon damals zu den meistbefahrenen Seefahrtsrouten und wurde von arabischen Händlern bedient.
Die drei Karavellen São Gabriel, São Rafael und São Miguel wurden zusammen mit dem Versorgungsschiff Berrio da Gama unterstellt. Die Schiffe wurden mit der damals modernsten Schiffsartillerie bestückt, da man mit einem bewaffneten Konflikt mit den Arabern rechnete. Sie würden sich ihr Handelsmonopol im Indischen Ozean nicht kampflos nehmen lassen. Am 8. Juli 1497 stach da Gama in See. Bartolomeu Dias reiste bis zu den Kapverdischen Inseln als Berater mit. Um den Flauten im Golf von Guinea zu entgehen, fuhr da Gama nicht entlang der afrikanischen Küste, sondern in der Mitte des Atlantiks nach Süden, bis er dann nach Osten drehte und Anfang November die südafrikanische Küste erreichte. In der Sankt-Helena-Bucht wurden die Schiffe überholt und mit Einheimischen Handelskontakte geknüpft. Erst nach mehreren Anläufen gelang am 22. November die Umrundung des Kaps der Guten Hoffnung und da Gama landete am 25. November in Angra de São Braz (Mossel Bay), wo er einen Padrão aufstellte und das Versorgungsschiff aufgab. Zu Weihnachten erreichte man einen Küstenstrich Südafrikas, den Vasco da Gama Natal (Weihnachten) nannte. Am 10. Januar 1498 ankerte die Flotte in der Delagoabucht, wo heute Maputo liegt, die Hauptstadt Mosambiks. Aufgrund der freundlichen Bewohner nannte Vasco da Gama das Land Terra da Boa Gente (Land der guten Leute). Sofala wurde bei der Weiterfahrt verfehlt, aber am 22. Januar gelangte man zur Mündung des Sambesi, wo wieder ein Padrão errichtet wurde. Im März entdeckte man die Ilha de Moçambique. Am 7. April 1498 kam die Flotte nach Mombasa, wo arabische Kaufleute erstmals versuchten, da Gamas Weiterfahrt zu verhindern. Hier traf man auf Christen aus Äthiopien und Syrien und auf chinesische Händler. Unterstützung fanden die Portugiesen in Melinde (Malindi), einer Handelsstadt etwas weiter nördlich, die in Konkurrenz mit Mombasa stand. Ab hier führte der arabische Lotse Ahmad ibn Majid (Melemo Cama) Vasco da Gama durch die Gewässer. Am 29. April 1498 wurde der Äquator überquert, und am 17. oder 18. Mai kam das indische Gebirge der Westghats in Sicht. Das Geschwader ankerte am 20. Mai 1498 in der kleinen Hafenstadt Capocate nördlich von Kalikut. Mit dem Samorim (Herrscher) von Kalikut wurde ein Handelsvertrag geschlossen, aber als nach einigen Zwischenfällen mit arabischen Händlern sich die Stimmung allmählich gegen die Portugiesen richtete, verließen sie die Stadt Ende August. Man fuhr etwas Richtung Norden bis zu den Angediven, bevor man am 5. Oktober endgültig Indien mit Laderäumen voller Gewürze verließ. Nach einer vierteljährigen Fahrt erreichte man Mogadischu. Weiter ging es nach Melinde und vorbei an Mombasa, doch musste wenig später die São Rafael aufgegeben werden, da die Mannschaft durch Krankheit zu stark dezimiert worden war. Auf der mosambikanischen Insel Ilha de São Jorge wurde der letzte Padrão aufgestellt. Am 10. Juni 1499 erreichte das erste Schiff aus da Gamas Flotte Lissabon, Vasco da Gama kam aufgrund der Krankheit seines Bruders Paulo erst im September wieder in der Heimat an, wo er mit großen Ehren empfangen wurde. Ein Viertel der Mannschaft war auf der Reise umgekommen. Der Dichter Luís de Camões schrieb die Geschichte der Fahrt in dem portugiesischen Nationalepos Die Lusiaden (Os Lusiades) nieder.

### Kontrolle über den Indischen Ozean

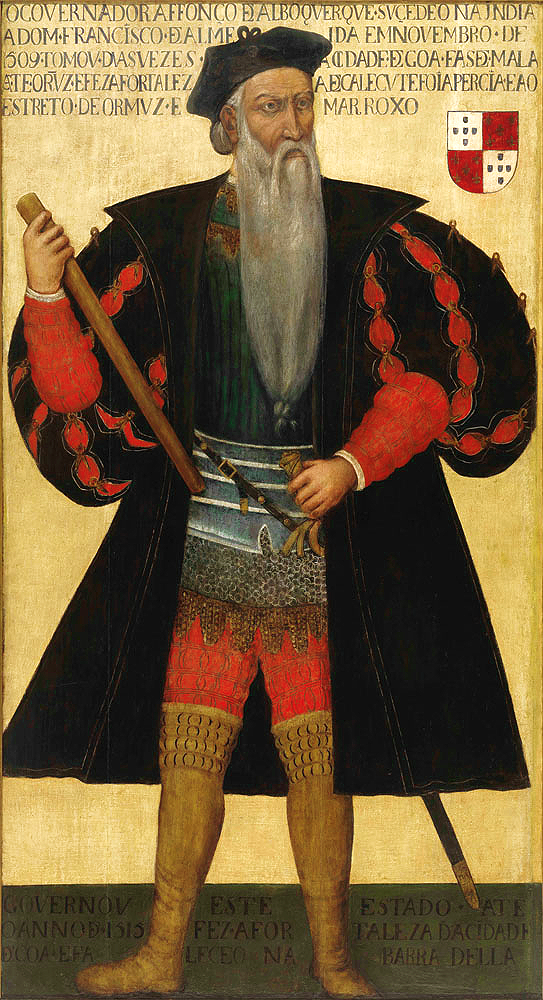
Afonso de Albuquerque (Bild aus dem 16. Jh.)

Gleich nach der Rückkehr von Vasco da Gama wurde eine zweite Indienfahrt vorbereitet. Am 9. März 1500 stachen 13 Schiffe mit 1500 Mann Besatzung unter dem Kommando von Pedro Álvares Cabral in See. Wie da Gama zuvor schlug Cabral von den Kapverdischen Inseln aus einen großen Bogen nach Westen, um den Passatwinden zu entgehen. Am 21. April kam ein Berg in Sicht, der Monte Pascoal (Osterberg) getauft wurde; am 23. April 1500 landete Cabral als erster Europäer an der Küste Brasiliens nahe dem heutigen Porto Seguro und nahm das Land für Portugal in Besitz. Die ersten Jahre diente Brasilien nur als Zwischenstopp auf der Route Europa–Indien, bis seine Reichtümer (Brasilholz, Diamanten) entdeckt wurden. Die Entdeckung erregte jedoch selbst zu dieser Zeit kein großes Aufsehen. Dies kann daran liegen, dass Cabral Brasilien zunächst für eine größere Insel hielt oder dass man bereits von dessen Existenz wusste. Die Küste könnte schon von anderen Seeleuten zuvor gesichtet worden sein, worauf einige Berichte über portugiesische Expeditionen nach Südamerika in den 1490ern schließen lassen. Auf Cabrals Fahrt über den Südatlantik gingen mehrere Karavellen in einem Sturm verloren. Unter den Opfern war auch Bartolomeu Dias, der Entdecker des Kaps der Guten Hoffnung. Die Flotte war im Sturm auseinandergerissen worden. Während Cabral in Mosambik Zwischenstation machte, segelte Diogo Dias an der Ostküste Madagaskars entlang nach Norden, bis er Mogadischu und schließlich Berbera am Eingang zum Roten Meer erreichte. Beim ostafrikanischen Quíloa (Kilwa) trafen sich die Schiffe wieder. Weiter ging es nach Melinde und mit dort angeheuerten, arabischen Lotsen nach Kalikut. Wieder kam es zu Handgreiflichkeiten mit arabischen Händlern. Schließlich wurden die portugiesische Faktorei gestürmt und später 28 Portugiesen getötet. Doch Cabral fuhr nicht wie da Gama einfach davon, er beschlagnahmte die Ladung einer arabischen Flotte im Hafen, ließ die Schiffe verbrennen und beschoss anschließend die Stadt. Über 600 Einwohner sollen dabei gestorben sein. Cabral fuhr dann mit seinem Geschwader weiter nach Cochin. Dieser Stadtstaat war, ebenso wie seine Nachbarn Cannanore (Kannur) und Coulão (Kollam), dem Herrscher von Kalikut untergeben, weswegen sie gerne ein Bündnis mit Portugal gegen ihn eingingen. Portugal erhielt dadurch Handelsstützpunkte an der Malabarküste. Der nun beginnende Gewürzhandel brachte endlich die erforderlichen Einnahmen, um die getätigten Investitionen zu decken. Cabral erforschte noch die Goldminen des Monomotapa (heute in Simbabwe und Mosambik), bevor er 1501 nach Lissabon zurückkehrte.
1503 wurden die Seychellen (Ilhas do Almirante) und Sokotra (Socotorá) entdeckt. Im selben Jahr erhielt Afonso de Albuquerque vom Herrscher von Cochin die Erlaubnis zum Bau der ersten portugiesischen Festung in Indien. Das italienisch-arabische Handelsmonopol im Indienhandel war gebrochen. Natürlich versuchten die ehemaligen Handelsherren, sich gegen die portugiesische Konkurrenz zu wehren. So drohte der ägyptische Sultan der Mamluken, Palästina und die heiligen Stätten zu zerstören, wenn die Portugiesen sich nicht zurückziehen würden, doch Portugal ließ sich von den Drohungen nicht einschüchtern. Die Portugiesen begannen nun mit dem systematischen Aufbau eines Stützpunktesystems zur Absicherung ihrer Präsenz und des damit einhergehenden lukrativen Handels. 1505 ernannte König Manuel I. den Heerführer Francisco de Almeida zum ersten Vizekönig von Portugiesisch-Indien und entsandte ihn mit 22 Schiffen und 2500 Mann, darunter 1500 Marinesoldaten, nach Indien. Im selben Jahr eroberte de Almeida die ostafrikanischen Handelsstädte Sofala, Quíloa und Mombasa, die bisher in Opposition gegen Portugal standen. Letztere war auch bisher Konkurrent des portugalfreundlichen Melinde. Nahe Goa ging de Almeida in Indien an Land und baute ein Fort und ein Handelskontor im befreundeten Cannanore. Erste Hauptstadt der Portugiesen in Indien wurde Cochin. De Almeidas Sohn Lourenço fuhr inzwischen weiter nach Süden und betrat als erster Portugiese Ceylon, das im Laufe des 16. Jahrhunderts von den Portugiesen erobert werden sollte. Auf dem Rückweg vernichtete Lourenço de Almeida am 17. März 1507 bei Cannanore die Flotte des Herrschers von Kalikut.
1507 besetzte Afonso de Albuquerque die Insel Sokotra und am Eingang des Persischen Golfs in der Straße von Hormus die wichtige Stadt Hormus. Zwar baute man gleich eine Festung, da man aber zu wenig Männer hatte, musste die Stadt 1508 vorerst wieder aufgegeben werden. Mit der Eroberung von Sokotra und Hormus war der Golf von Aden und der Persische Golf für ägyptische und venezianische Schiffe versperrt, weswegen der Sultan der Mamluken eine Kriegsflotte entsandte. Beim Zusammentreffen der Flotten 1508 beim heutigen Mumbai wurde Lourenço de Almeida getötet, woraufhin sein Vater einen Rachefeldzug begann und die Städte Chaul (Tschoul) und Kalikut plünderte. Ende des Jahres erreichte Albuquerque die Malabarküste und überbrachte Almeida vom König die Anweisung, dass Albuquerque das Amt des Gouverneurs Indiens übernehmen solle und de Almeida abgesetzt sei. De Almeida weigerte sich aber mit der Begründung, er müsse erst den Tod seines Sohnes rächen, danach werde er sein Amt abgeben. Am 3. Februar 1509 vernichtete de Almeida in der Seeschlacht von Diu die ägyptische Flotte und errang damit für Portugal die Vorherrschaft im Indischen Ozean. De Almeida gab sein Amt ab und begab sich auf die Rückreise nach Portugal. Nahe dem heutigen Kapstadt am Salt River kamen er und 64 weitere Portugiesen aber am 1. März 1510 im Kampf mit einheimischen Khoikhoi ums Leben.

Das portugiesische Kolonialreich im 16. Jh. (grün)

Am 25. November 1510 gelang es Albuquerque, Goa endgültig zu erobern. Bereits im Frühjahr 1510 konnten die Portugiesen Goa einnehmen, verloren es aber wieder für kurze Zeit an die Adil Shahi Dynastie. Ende 1510 fiel auch das Machtzentrum Kalikut in die Hände Portugals. Im September 1509 hatte Diogo Lopes de Sequeira erstmals die Häfen Pedim und Pacém auf Sumatra besucht und die Malaiische Halbinsel erreicht, jedoch scheiterte der erste Versuch, Malakka an der nach ihm benannten Meeresstraße zu erobern. 1511 wurde die Stadt letztlich unter großen Verlusten genommen. Damit war der größte Gewürzmarkt und der indisch-chinesische Handel in der Hand Portugals. Mit den Herrschern von Birma, Java und Kotschinchina wurden Handelsverträge abgeschlossen. 1513 plante Albuquerque die Eroberung von Mekka und Sues, doch bereits im selben Jahr scheiterte die Einnahme von Aden. Die weitergehenden Eroberungspläne Richtung Rotes Meer wurden daraufhin aufgegeben.
1515 eroberte Albuquerque Hormus zum zweiten Mal. Auf dem Rückweg erreichte ihn die Nachricht seiner Absetzung durch Manuel I. Albuquerques Erfolge hatten die Befürchtung wachsen lassen, er könne sich eines Tages gegen den König wenden. Albuquerque starb verbittert am 16. Dezember 1515 in Goa.

### Die Erforschung Ostasiens

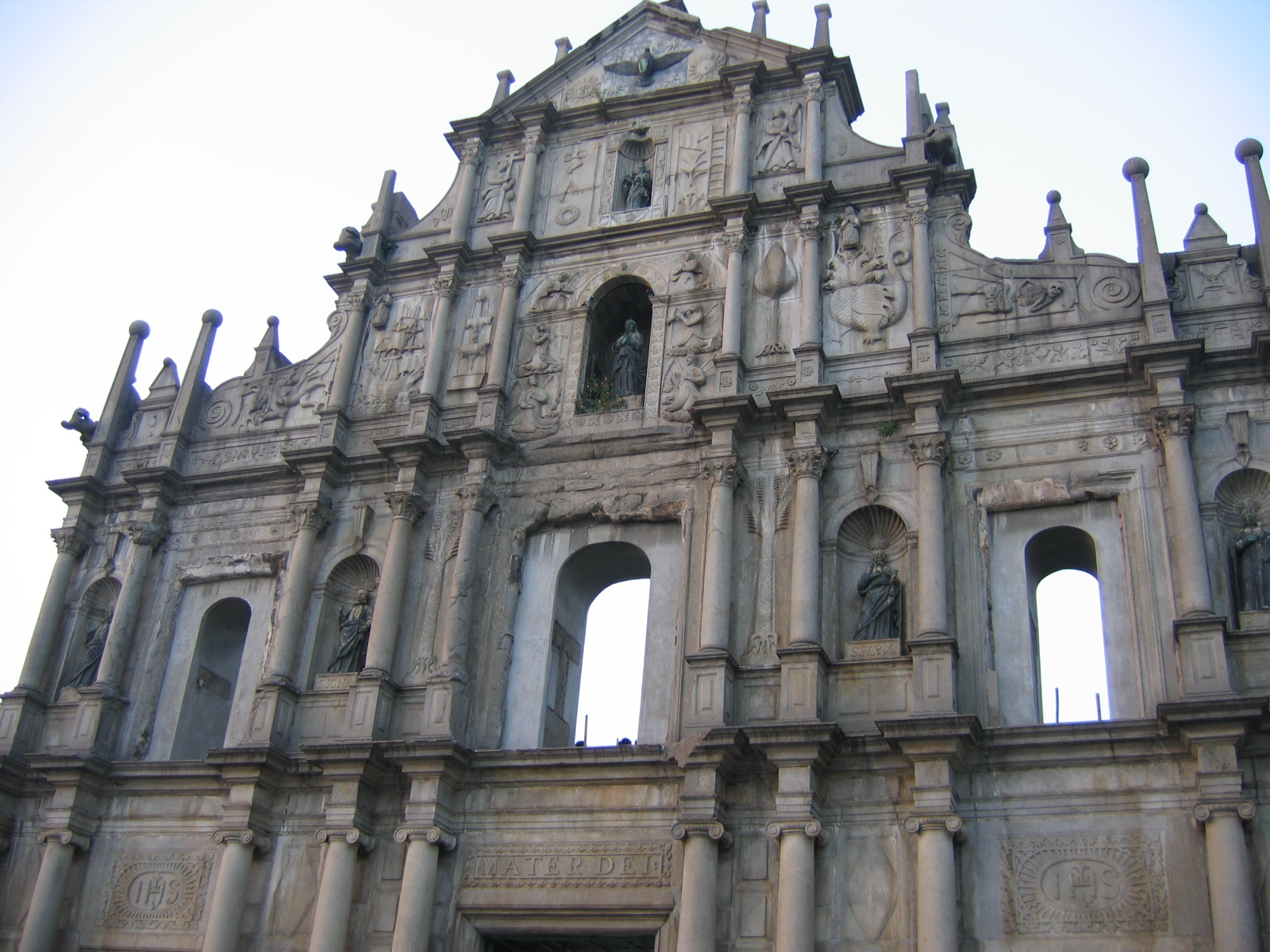
Ruinen von São Paulo in Macau

Nach der zunächst gescheiterten Eroberung Adens 1513 ging die Expansion Richtung Osten weiter. Bereits 1511/12 erforschten António de Abreu und Francisco Serrão mit drei Schiffen die Inseln Südostasiens. Java, Timor, Ambon, Seram (früher: Ceram), die Banda-Inseln und Alor gehörten zu deren Entdeckungen. Als Erste erreichten sie den Westpazifik. Ferner beschrieb de Abreu die Küste von Neuguinea, wo er aber nicht landete. Erst Jorge de Meneses betrat als erster Europäer die Insel 1526 und gilt als Neuguineas europäischer Entdecker. Serrão gelangte in einer zweiten Fahrt zur nördlichen Molukkeninseln Ternate, auf der 1513 eine portugiesische Faktorei errichtet wurde. Die Rivalität zwischen den lokalen Sultanaten Ternate und Tidore nutzten die Portugiesen, um hier eine Handelsbasis aufzubauen. Später erforschte Serrão auch die Nordküste Borneos.

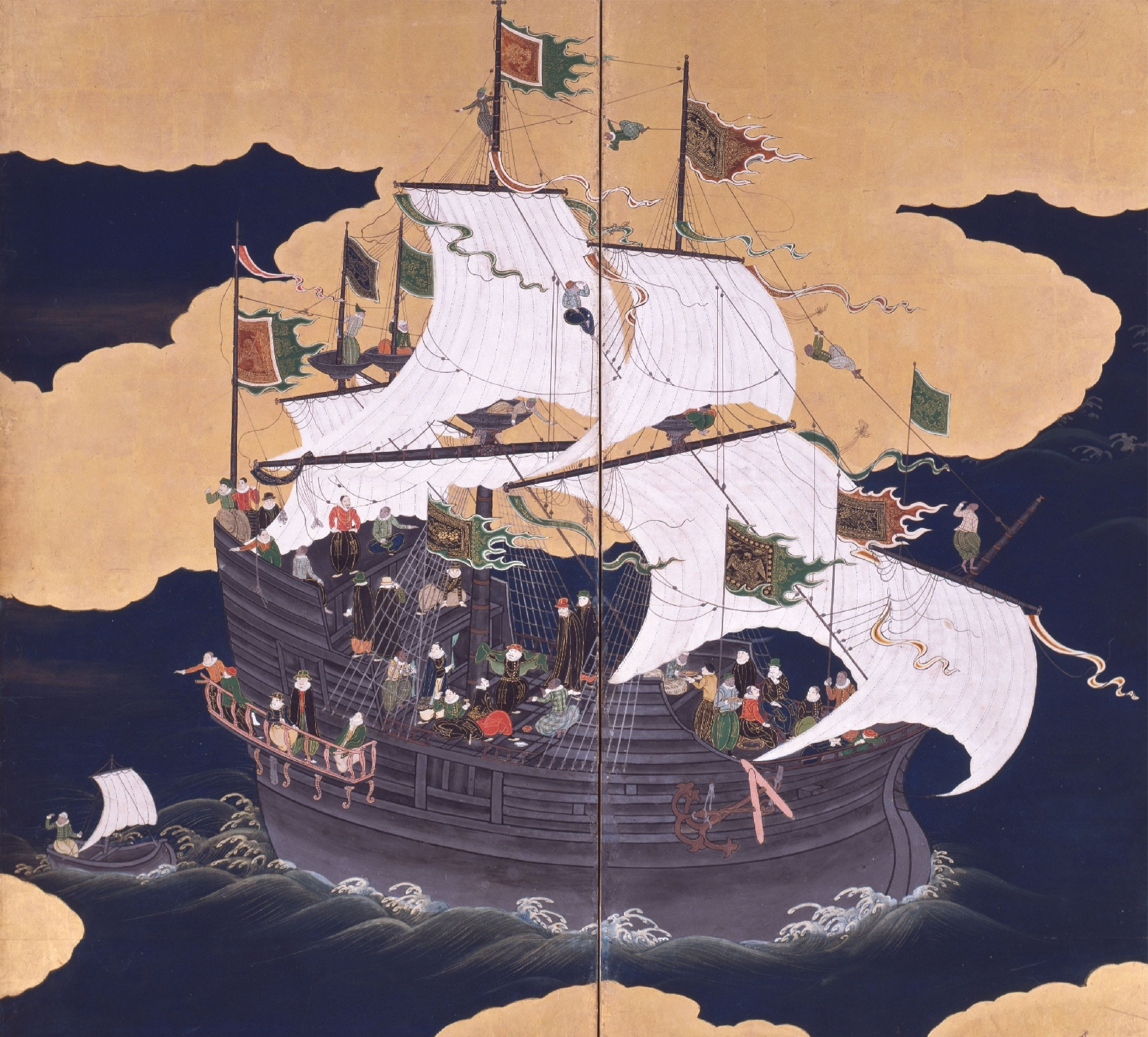
Portugiesische Karacke auf japanischem Gemälde (Kano Naizen [1570–1616])

Jorge Álvares segelte als erster Portugiese nach China und landete im Mai 1513 (andere Quellen: 1515) an der Mündung des Perlflusses auf der Insel Lintin, wo er einen Padrão aufstellte. Ihm folgte 1514 bis 1516 der Italiener Raffaello Perestrello, der für Portugal auf der Dschunke eines chinesischen Kaufmanns Kanton besuchte. 1517 kam es unter Fernão Pires de Andrade bei Tamão (Tuen Mun 屯門) in den späteren New Territories von Hongkong zu Kämpfen mit der chinesischen Armee. 1519 wurde Tamão von den Portugiesen besetzt. Perestrello hatte berichtet, dass der chinesische Kaiser gute Beziehungen mit Portugal wünsche, worauf Albuquerque 1520 Tomé Pires mit einer diplomatischen Mission über Nanjing nach Peking entsandte. Dort wurde Pires jedoch fürs erste auf Anraten des ehemaligen Herrschers von Malakka unter Arrest gestellt. Erst als Kaiser Zhengde in Peking eintraf, konnte Pires bei ihm vorsprechen. Da Zhengde aber kurz darauf 1521 starb, wurde Pires zurück an den Perlfluss geschickt, bis der neue Kaiser ihm neue Anweisungen senden werde. Kaiser Jiajing war aber den Portugiesen gegenüber feindlich gestimmt. Noch im selben Jahr wurden in Tamão alle Portugiesen außer Pires hingerichtet. Erst 1543 wurde der Handel von den Chinesen wieder aufgenommen, und 1557 durften sich die Portugiesen in Macau niederlassen, das sich zum Zentrum des portugiesischen Handels in Ostasien entwickelte. 1543 erreichten die Portugiesen die japanische Insel Tanegashima. Die Portugiesen organisierten im folgenden Jahrhundert den Handel zwischen China und Japan (siehe Chinahandel), wurden aber 1639 zugunsten der Niederländer aus dem Japanhandel ausgeschlossen, deren Niederlassung in Japan auf die Insel Dejima in der Bucht von Nagasaki beschränkt war.
Eine Karte des 16. Jahrhunderts scheint zu beweisen, dass portugiesische Forscher, nicht Briten oder Niederländer, die ersten Europäer waren, die Australien entdeckten. Die Karte zeigt genaue geografische Details entlang der australischen Ostküste auf Portugiesisch. Der Portugiese Cristóvão de Mendonça führte demnach 1522 eine Flotte von vier Schiffen in die Botany Bay, fast 250 Jahre vor James Cook.

### Niedergang der kolonialen Macht

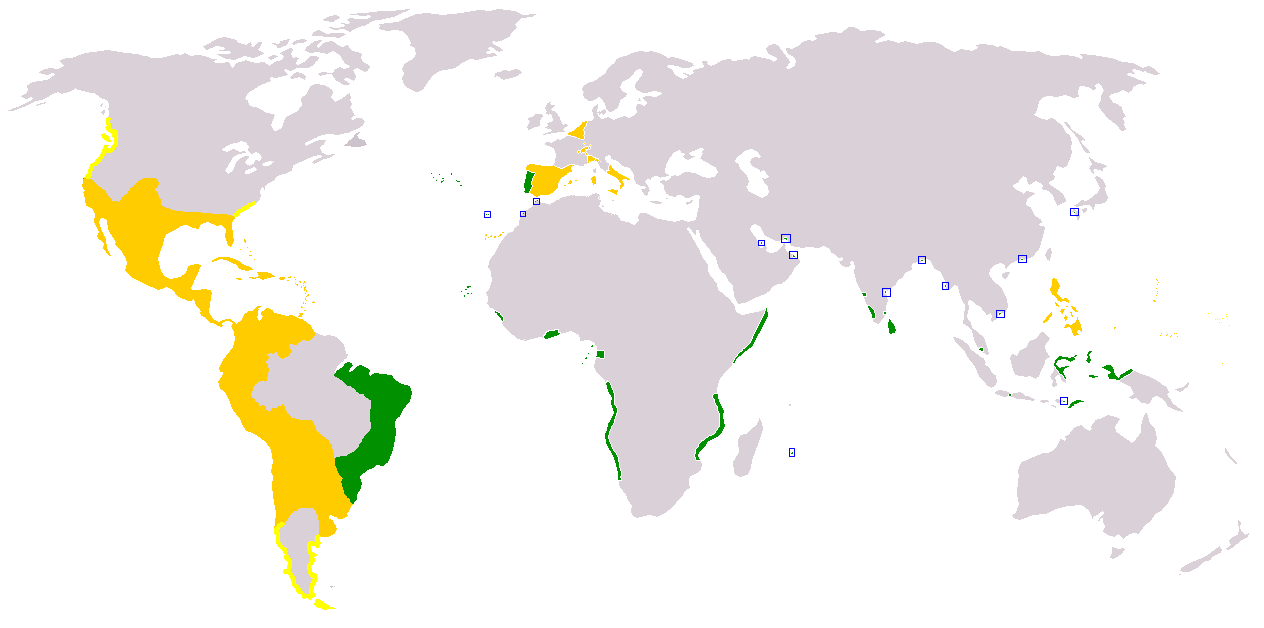
Personalunion von Spanien (gelb) und Portugal (grün) um das Jahr 1600. (Hellgelb: von Spanien beansprucht)

War zwischen 1505 und 1515 der Gewürzhandel über das Mittelmeer zum Erliegen gekommen, so kamen ab 1516 wieder Waren aus Indien über Alexandria nach Europa. Auch der Handel über die Pilgerstraße nach Mekka konnte von den Portugiesen nicht unterbunden werden, ebenso wenig jener über die Seidenstraße und die Hafenstädte Palästinas und des Schwarzen Meeres.
Die Gewinne aus dem Handel mit Indien und Afrika im 15. und 16. Jahrhundert galten als Privateigentum des portugiesischen Königs. Unter Manuel I. (1495–1521) wurden sie nicht gewinnbringend, sondern in Prunkbauten und Hofhaltung investiert; der Manuelinische Stil zeugt noch heute davon. Weitere Profiteure der Handelsgewinne waren die Kirche, der Adel und das Großbürgertum, das sich an den Fahrten mit Investitionen beteiligte. Der Großteil des Volkes ging leer aus. Unter den Kolonialbeamten grassierte die Bestechlichkeit. Unter Johann III. (1521–1557) stiegen die Auslandsschulden ins Unermessliche. 1549 musste die portugiesische Niederlassung in Antwerpen geschlossen werden und Sebastian I. (1557–1578) musste gar den Staatsbankrott erklären.

Das portugiesische Kolonialreich im Jahr 1700

1578 fiel König Sebastian I. bei dem Versuch, ganz Marokko zu erobern, in der Schlacht von Alcácer-Quibir. Sein Nachfolger wurde Heinrich I., der als Kardinal kinderlos blieb. Mit ihm starb der letzte männliche Angehörige des Hauses Avis, und Portugal fiel in Personalunion an Spanien. Zudem waren 40.000 Portugiesen und Söldner bei dem marokkanischen Abenteuer umgekommen, was die militärische Schlagkraft Portugals auf lange Zeit schwächte. Die Staatskasse musste zum größten Teil zur Auslösung portugiesischer Gefangener aus marokkanischer Gefangenschaft verwendet werden. Größere Reserven waren ohnehin nicht angelegt worden, so dass man im Konkurrenzkampf mit den anderen europäischen Nationen nicht mehr mithalten konnte.

Das portugiesische Kolonialreich im Jahr 1800

Der territoriale Niedergang des portugiesischen Kolonialimperiums setzte im 17. Jahrhundert ein, als die Niederländer begannen, sich ebenfalls in Afrika, Amerika und Asien zu engagieren, und den Portugiesen einen Großteil ihrer asiatischen Kolonien wie Malakka, Ceylon und die Gewürzinseln entrissen (siehe auch Niederländisch-Portugiesischer Krieg). Zudem war Portugal in Personalunion mit Spanien automatisch mit England verfeindet, weswegen England nun auch gegen die Kolonien seines bisherigen engsten Verbündeten Portugal vorging. An der Ostküste Afrikas eroberte der Oman die meisten portugiesischen Besitzungen.
Am 1. November 1755 traf mit dem Erdbeben von Lissabon ein weiterer harter Schlag das Königreich, durch den seine Hauptstadt nahezu komplett zerstört wurde. Portugal wurde nun zum Spielball der mächtigeren europäischen Staaten und Lissabon 1807 von den Truppen Napoleons besetzt. Die portugiesische Königsfamilie floh nach Brasilien und Rio de Janeiro wurde neuer Regierungssitz. Nach dem Ende des Krieges erhielt Brasilien 1815 den Status eines in Personalunion mit Portugal regierten Königreichs. Als Brasilien wieder den Status einer Kolonie erhalten sollte, ließ sich der portugiesische Kronprinz als Peter I. zum Kaiser von Brasilien krönen und erklärte 1822 die Unabhängigkeit des Landes, womit Portugal seine größte und reichste Kolonie endgültig verlor. Übrig blieben im 19. und 20. Jahrhundert als letzte Flächengebiete noch Mosambik und Angola sowie einige kleine Besitzungen in Westafrika (Guinea-Bissau), Indien und Ostasien. Das Hinterland dieser Kolonien wurde erst in dieser Zeit der wirklichen Kontrolle Portugals unterworfen. Davor beschränkte man sich jenseits von Brasilien auf Handelsposten, dünne Küstenstreifen und Schutzverträge mit einheimischen Herrschern. Die wirkliche koloniale Macht wurde in den beanspruchten Gebieten jedoch erst nach dem Verlust Brasiliens aufgebaut. In der liberalen Verfassung von 1822 wurde die portugiesische Nation als „Union aller Portugiesen beider Hemisphären“ beschrieben, womit die Einheit zwischen Mutterland und den Kolonien beschworen wurde. In der Cortes waren die asiatischen und afrikanischen Provinzen mit sieben Delegierten vertreten.
Auch die darauffolgende Verfassung, die Charta von 1826, hielt in Artikel 1 fest, dass das Königreich Portugal die politische Vereinigung aller Portugiesen bilde. Artikel 2 zählte die Gebiete auf und Artikel 3 betonte, dass Portugal nicht auf die Ansprüche auf diese Gebiete verzichte. Als Portugiese wurde in Titel II, Artikel 7 definiert: „Alle, welche in Portugal und seinen Besitzungen geboren und gegenwärtig nicht Brasilianer sind.“ Schon früher war den Einheimischen der Kolonien die Möglichkeit gegeben worden, als Assimilado die portugiesischen Staatsbürgerrechte zu erhalten. Dafür mussten fünf Bedingungen erfüllt werden: Man musste älter als 18 Jahre sein, die portugiesische Sprache beherrschen, seine Familie versorgen können, sich das Wissen aneignen, um die Pflichten als Staatsbürger zu erfüllen, und man durfte weder Deserteur noch Wehrdienstverweigerer gewesen sein. Im Gegensatz dazu wurden Nichtassimilierte immer weiter entrechtet und zum Beispiel zu Zwangsarbeit herangezogen. 1914 gipfelte die Ungleichbehandlung im Prinzip, dass Nichtassimilierte nicht weiter unter das portugiesische Zivilrecht fielen, sondern nach lokalem Gewohnheitsrecht zu behandeln seien, wie es die Kolonialbehörden festgelegt hatten, beschnitten von Aspekten, die „gegen das Naturrecht verstoßen.“ 1836 wurde das Amt des Generalgouverneurs im Unterschied zum untergeordneten Gouverneur geschaffen. 1838 entstand das Staatssekreteriat für Marine und Übersee. In den 1850er-Jahren wurde angeordnet, dass dem Gouverneur ein Conselho Governativo (Regierungsrat) beigestellt werden solle, um ihn zu unterstützen.

Portugals Plan der Verbindung der südafrikanischen Kolonien, die Mapa Cor-de-Rosa 1886

1885 scheiterte Portugal mit seinen Ansprüchen auf das Gebiet von Belgisch-Kongo durch den Einspruch Deutschlands. Portugal erhielt nur die Garantie für seine Besitzungen in Cabinda, Angola und Mosambik, allerdings ohne Festlegung der inneren Landesgrenzen. Hier lautete die Auflage, dass man Truppen und Zivilbeamte entsenden müsse, um die beanspruchten Gebiete zu besetzen. Der Traum von einer Landbrücke zwischen den Besitzungen in Angola und Mosambik kollidierte aber mit den britischen Plänen einer englischen Kolonie vom Kap bis Kairo. Auch wenn Frankreich und Deutschland einen portugiesischen Puffer unterstützten, konnte Portugal trotz der ausbrechenden nationalen Begeisterung für den Kolonialismus nicht die Ressourcen zur effektiven Besatzung aufbringen. Immerhin wurden einige Expeditionen in die heutigen Gebiete von Malawi, Sambia und Simbabwe ausgesandt, so dass Portugals Außenminister Henrique Barros Gomes 1887 den Kolonialmächten eine Landkarte vorlegte, auf der die von Portugal beanspruchten Landstriche rosa eingefärbt waren, die Mapa Cor-de Rosa. Großbritannien wies die Ansprüche zurück und stellte Portugal am 11. Januar 1890 ein Ultimatum, sich aus Rhodesien und dem Njassaland zurückzuziehen. Andernfalls drohte man mit dem Abbruch der diplomatischen Beziehungen und entsandte sogar ein Kriegsschiff nach Lissabon (Kanonenbootpolitik). Das Zurückweichen des portugiesischen Königs vor der britischen Drohung im Vertrag von London vom 20. August 1890, der vom portugiesischen Parlament nie ratifiziert wurde, und die portugiesische Niederlage in der Schlacht an der Pembe-Furt (1904) gegen aufständische Ovambo sollten mitverantwortliche Auslöser der Ereignisse sein, die zum Sturz der Monarchie in Portugal 1910 führten.
Den letzten Gebietsgewinn erhielt Portugal nach dem Ersten Weltkrieg, als es durch den Vertrag von Versailles, als Entschädigung für die deutsche Besetzung des Nordens von Mosambik, das Kionga-Dreieck zurückerhielt. Im Zweiten Weltkrieg blieb Portugal neutral. Trotzdem wurden Portugiesisch-Timor und Macau von den Japanern besetzt (Siehe: Schlacht um Timor). Portugal erhielt die beiden Kolonien nach Ende des Krieges zurück.

### Portugiesisches Kolonialreich seit 1945 und Dekolonialisierung

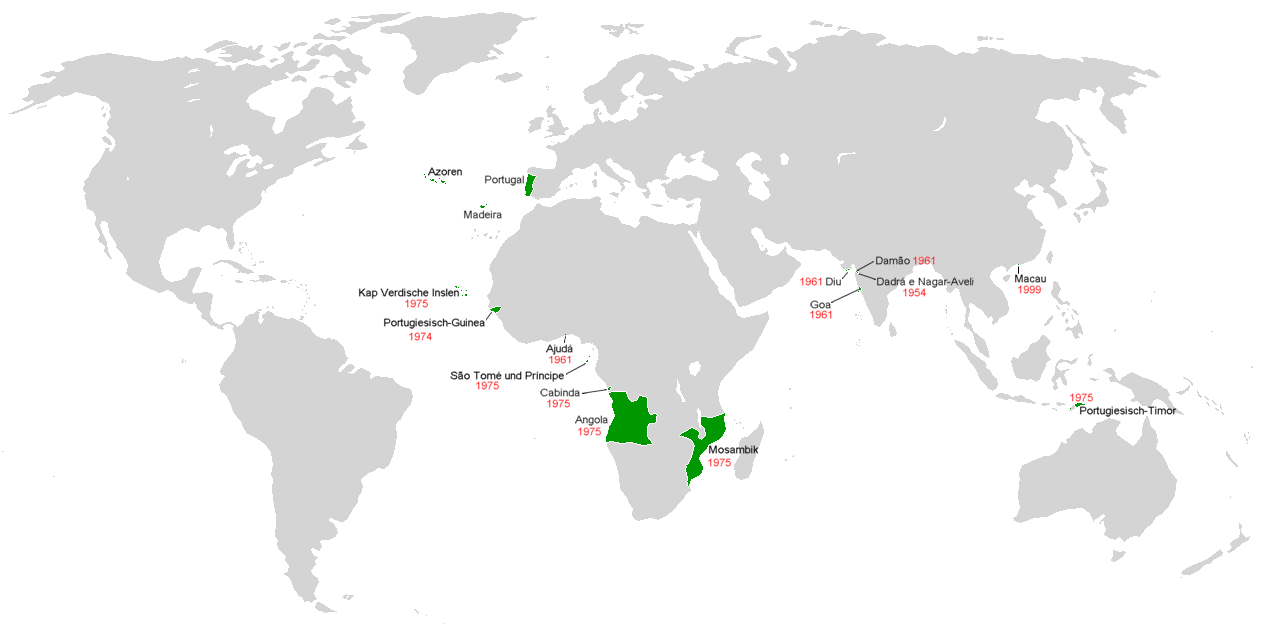
Portugals Überseeprovinzen im 20. Jahrhundert mit Jahr des Verlustes

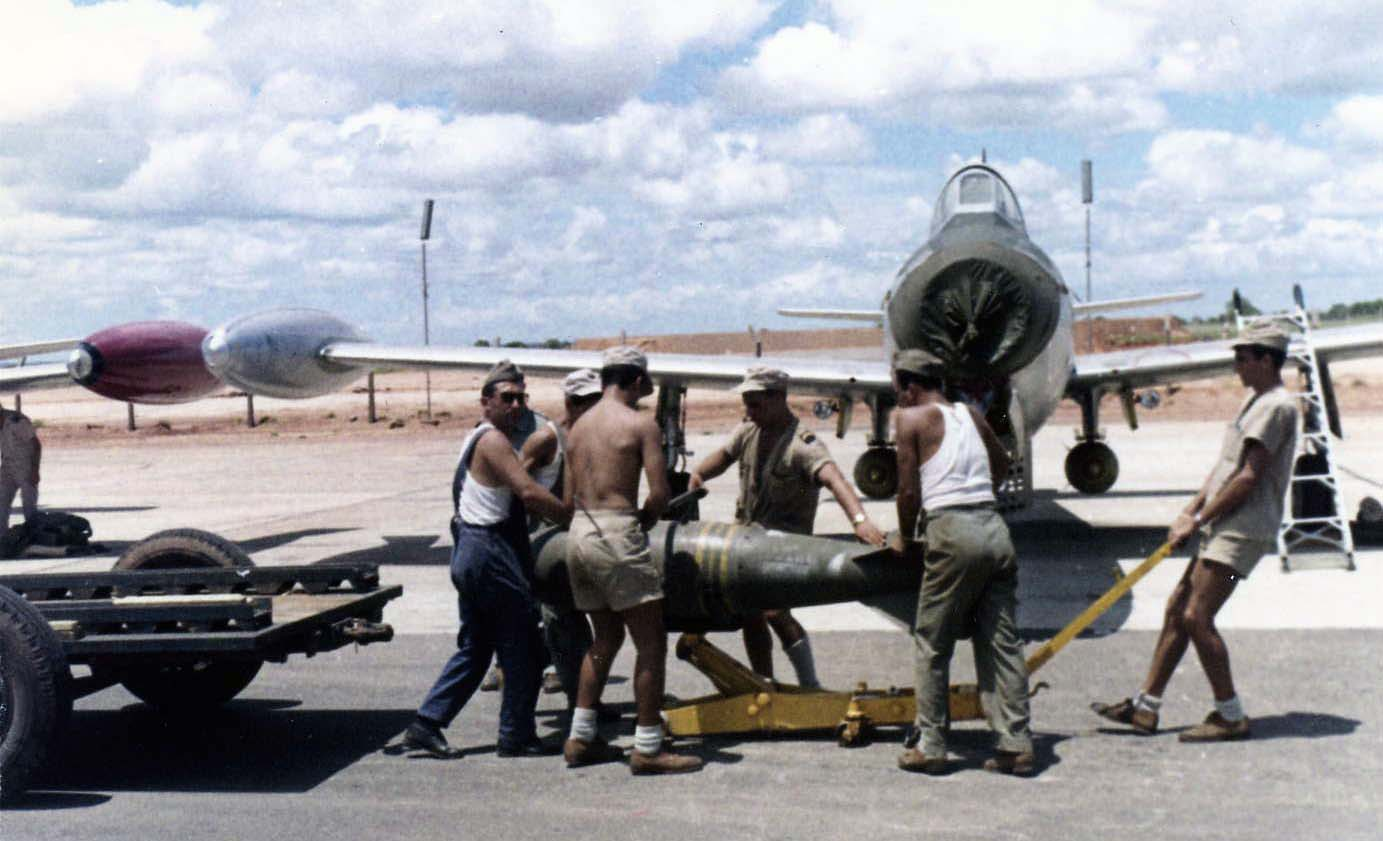
Portugiesische Soldaten in den 1960er Jahren in Luanda

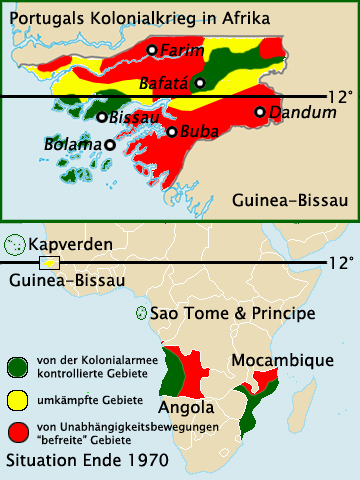
Situation in Portugals afrikanischen Kolonien Ende 1970

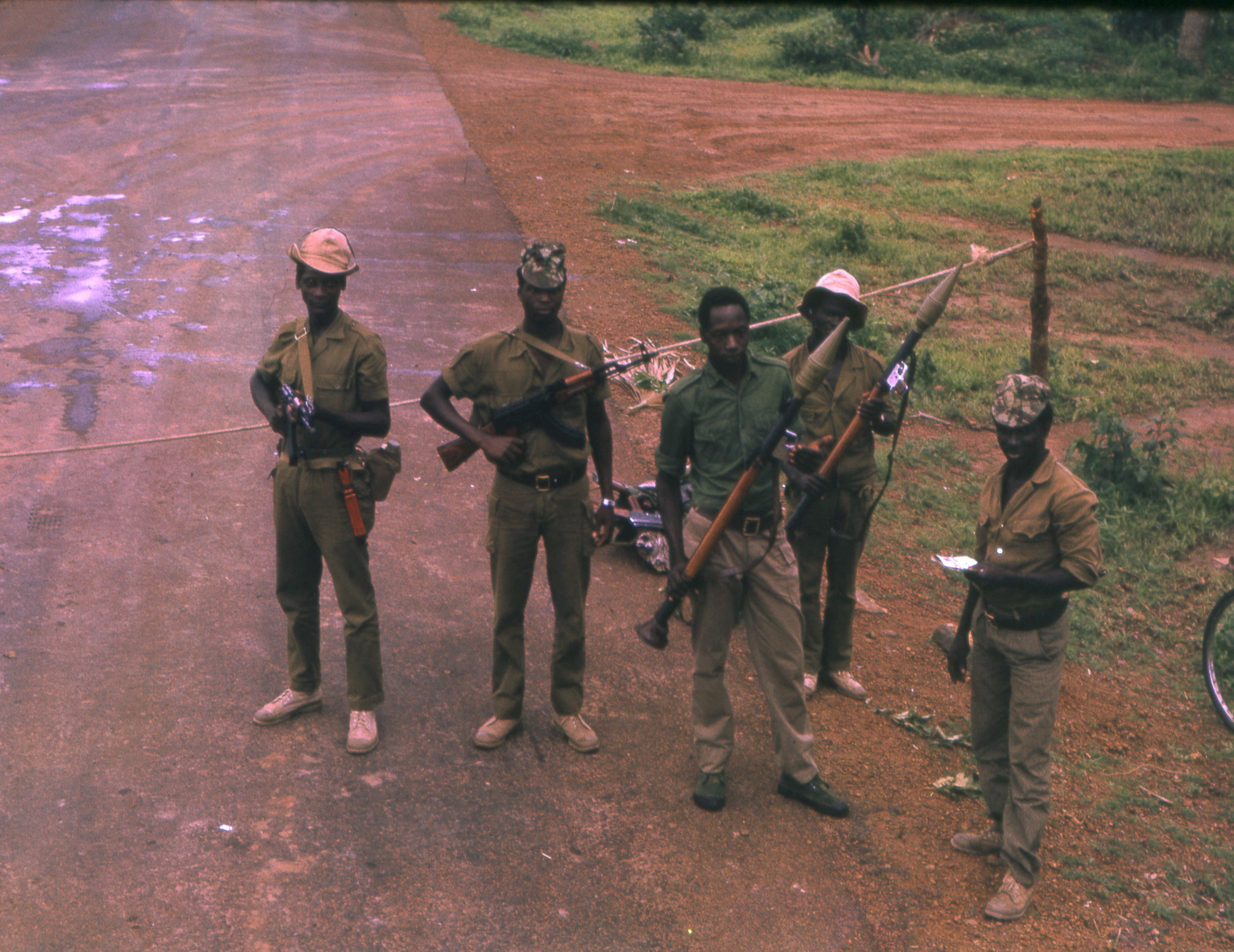
Kontrollposten der PAIGC 1974

Im Gegensatz zu anderen Kolonialmächten wie Großbritannien oder Frankreich hielt Portugal seine letzten Kolonien trotz des blutigen Kolonialkriegs in Portugiesisch-Guinea, Angola und Mosambik bis in die 1970er Jahre. Dieses imperiale Beharren gegen den allgemeinen Entkolonialisierungstrend und gegen wirtschaftliche Vernunft war das Ergebnis der Kolonialpolitik des autoritären Estado Novo (portugiesisch: „Der neue Staat“) unter António de Oliveira Salazar und seinem Nachfolger Marcelo Caetano. In Großbritannien und Frankreich hatten sich nach dem Ersten Weltkrieg liberale Demokratien gebildet, die ihren Kolonien beschränkte Autonomie gewährten. Die Autonomiebestrebungen der britischen und französischen Kolonien, die durch den aufkommenden Liberalismus bestärkt wurden, führten nach dem Zweiten Weltkrieg zur völligen Unabhängigkeit der meisten Kolonien. Portugal hatte sich dagegen bis 1974 kaum von diktatorischen Prinzipien entfernt. Aus der Monarchie erwuchs nach der von Krisen geprägten Ersten Portugiesischen Republik die Diktatur des sogenannten Neuen Staates unter António de Oliveira Salazar (1889–1970), die versuchte, Portugal eine wichtige Rolle zu bewahren. Die Autonomiebestrebungen in den portugiesischen Kolonien wurden mit Militärgewalt unterdrückt. Am Ende hatte Portugal mehr Soldaten in den afrikanischen Kolonien als im eigenen Land (1974 waren es 80 % der Armee), und die Militärausgaben verschlangen fast 60 % des Staatshaushalts. Erst nach der Nelkenrevolution, die das autoritäre Regime 1974 beendete, entließ die nun demokratische Regierung ihre afrikanischen Kolonien in die Unabhängigkeit. Die indischen Besitzungen waren bereits in den 1950er und 1960er Jahren von Indien annektiert worden. Genauso erging es dem Fort São João Baptista d’Ajudá, das 1961 von Dahomey besetzt wurde. Die Annexionen wurden erst nach der Nelkenrevolution von Portugal anerkannt. Portugiesisch-Timor (Osttimor) sollte zu dieser Zeit auf die Unabhängigkeit vorbereitet werden, während Macau 1976 nur innere Autonomie gewährt wurde, da die Volksrepublik China vor einer Übernahme die Klärung der Hongkong-Frage verlangte.
In Portugiesisch-Timor kam es zum Bürgerkrieg zwischen den führenden Parteien, und die wachsende Bedrohung durch Indonesien zwang die lokale FRETILIN, am 28. November 1975 einseitig die Unabhängigkeit auszurufen. Nur neun Tage später wurde Osttimor durch Indonesien besetzt und annektiert. Weder die Unabhängigkeitserklärung noch die Annexion durch Indonesien wurden von Portugal anerkannt. Auch für die UNO blieb Osttimor „abhängiges Territorium unter portugiesischer Verwaltung“, bis 1999 die ehemalige Kolonie unter UN-Verwaltung kam.
In Macau bestand die portugiesische Verwaltung bis zur friedlichen Rückgabe an die Volksrepublik China am 20. Dezember 1999. Damit endete die über 500 Jahre alte Kolonialgeschichte Portugals.

### Die Folgen für die Gegenwart
Heute gehören neben Kontinental-Portugal nur noch die beiden Inselgruppen der Azoren und Madeira zum portugiesischen Staatsgebiet. Sie haben inzwischen einen Autonomiestatus.

Gemeinschaft der Portugiesischsprachigen Länder, dunkelblau: Mitgliedsstaaten; hellblau: Beobachterstatus; rot: Sitz der CPLP

Portugal und die sieben ehemaligen Kolonien, die Portugiesisch als Amtssprache verwenden, sind in der Gemeinschaft der Portugiesischsprachigen Länder (CPLP) organisiert. Mauritius und Äquatorialguinea haben Beobachterstatus, die Volksrepublik China hat ihn für Macau 2006 beantragt. Seit 2006 finden regelmäßig die Jogos da Lusofonia (Lusophonischen Spiele) statt, ein Sportereignis, in dem die portugiesischsprachigen Länder und Regionen gegeneinander antreten. Neben den Jogos da Lusofonia-Mitgliedern Macau und den Staaten mit Portugiesisch als Amtssprache, sind Äquatorialguinea, Indien und Sri Lanka assoziiert. Ghana, die indonesische Insel Flores und das spanische Galicien, dessen Regionalsprache Galicisch mit dem Portugiesischen verwandt ist, erwägen eine Teilnahme.
Portugal war bereits mit der Unabhängigkeit der Kolonien und verstärkt nach seinem Beitritt zur Europäischen Gemeinschaft Ziel von Einwanderern aus den ehemaligen Kolonien. 2006 lebten 418.000 Ausländer legal in Portugal, davon kamen 68.000 von Kap Verde, 64.000 aus Brasilien, 34.000 aus Angola und 25.000 aus Guinea-Bissau. Die Anzahl der Chinesen, zumeist aus Macau, nimmt immer mehr zu.
In den ehemaligen Kolonien haben Portugiesen auch in der Bevölkerung ihre Spuren hinterlassen. In allen gibt es mit einem unterschiedlichen Bevölkerungsanteil eine Mischbevölkerung mit den jeweiligen einheimischen Ethnien, die Mestiços genannt wird, teilweise gibt es auch eine portugiesische Restbevölkerung. Portugiesische Kreolsprachen werden in Sri Lanka, Malakka sowie auf den Kapverdischen Inseln und Flores gesprochen.

## Die Wirtschaft im portugiesischen Kolonialreich

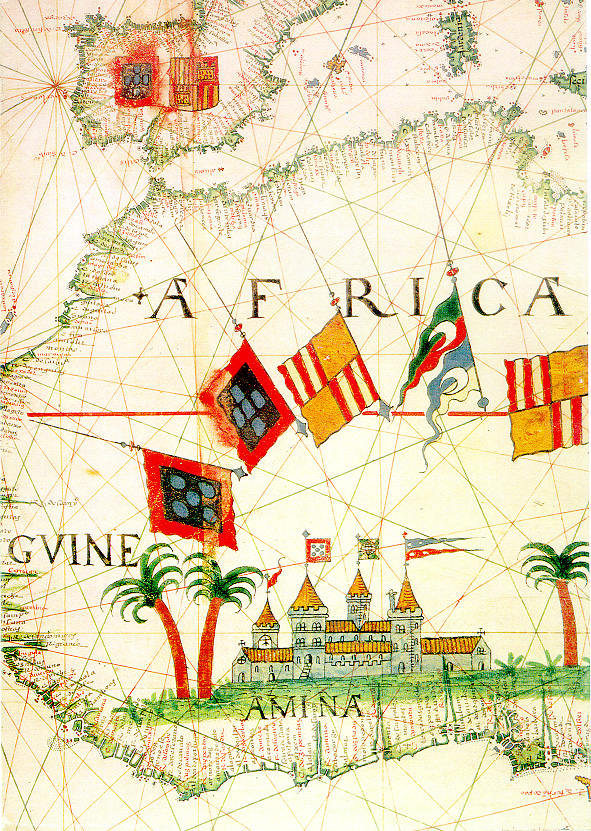
Karte Westafrikas aus dem 16. Jahrhundert

Portugal war vor der Expansion in Übersee ein überwiegend von der Landwirtschaft geprägtes Land. Nach Beginn der Entdeckungsfahrten errichtete man entlang der afrikanischen Küste Handelsposten, von denen aus der Handel mit dem Hinterland betrieben wurde. Festungen sorgten für die Sicherung der Handelswege und Einflusssphären. 1444 wurde die Companhia de Lagos gegründet, die das Handelsmonopol für Afrika erhielt.
Bereits 1441 hatte Antão Gonçalves die ersten schwarzafrikanischen Sklaven nach Portugal mitgebracht. Davor hatte man Mauren und die Urbevölkerung der Kanarischen Insel versklavt, was aber schwierig war, da beide Völker sehr wehrhaft waren. Bei Schwarzafrikanern war die Jagd leichter. Man fing sie selber, meist wurden sie von maurischen oder schwarzafrikanischen Händlern abgekauft. Vom 1448 gegründeten Handelsstützpunkt Arguim (im heutigen Mauretanien) aus begann ein reger Handel mit Sklaven, der weitere Entdeckungsreisen der Portugiesen finanzierte; andere Reichtümer waren bis dahin nicht gefunden worden. Nur die Zuckergewinnung, zum größten Teil auf Madeira, brachte ebenfalls Profite.
1444 trafen 280 Sklaven in der portugiesischen Stadt Lagos ein, davon waren 46 der Gewinnanteil für Heinrich den Seefahrer. Um 1450 herum kamen jährlich 700 bis 800 Sklaven nach Portugal. Mit der Entdeckung des Kongoflusses 1482 nahm der Sklavenhandel stark zu. Jährlich wurden auf den Sklavenmärkten von Lissabon und Lagos 12.000 Menschen verkauft. In dieser Zeit entwickelte sich der Kongo als Hauptlieferant von Sklaven, später wurde es Angola.
Ein Großteil der Sklaven wurde nach Kastilien, Aragon und das übrige Europa verkauft. Nur ein Teil blieb in Portugal und wurde dort in der Landwirtschaft (wie zum Beispiel den Zuckerrohrplantagen auf Madeira) oder im Haus eingesetzt. Aus Elmina kam dazu jährlich eine halbe Tonne Gold und mit Guineapfeffer (Afromomum melegueta) aus Westafrika das erste Gewürz. 1493/94 importierte man 1711 Zentner, zwischen 1498 und 1504 dann 2440 Zentner. Weitere Handelsgüter wurden Gummiarabikum, Zibetkatzen, Baumwolle und Elfenbein. Eingetauscht wurden diese Waren gegen Weizen, Stoffe, Kleidungsstücke, Korallenketten und Silber. Weitere Gewinne brachten die Fischerei, der Walfang und die Jagd auf Seehunde.
Um die Erforschung der fremden Gebiete voranzutreiben, wurden 1469 die Handelsrechte an der afrikanischen Küste für insgesamt sechs Jahre an Fernão Gomes und 1502 die Nutzungsrechte von Brasilien an Fernão de Noronha vergeben. Dafür verpflichteten sich die Geschäftsleute, jährlich eine festgesetzte Länge der Küste zu erforschen.

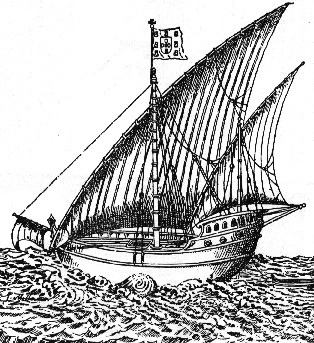
Das Rückgrat der Wirtschaftsmacht Portugal: Eine Karavelle um das Jahr 1500

Als Vasco da Gama 1498 den Seeweg nach Indien entdeckt hatte, war der Weg zum asiatischen Markt offen. Mit der zweiten Indienreise Vasco da Gamas 1502 war erstmals der Gewinn höher als die Investitionen. Das portugiesische Königshaus machte einen Gewinn von 400 Prozent. Die arabische und italienische Konkurrenz wurde durch die Besetzung von Gebieten an der Straße von Hormus und am Golf von Aden ausgeschaltet. Weitere Städte wurden an der ostafrikanischen Küste und in Indien erobert, ebenso Ceylon und Gebiete in Südostasien. Aus Indien kamen nun diverse Handelsgüter nach Portugal: Pfeffer (Piper nigrum), das teuerste Gewürz im Mittelalter (in Lissabon brachte Pfeffer einen Gewinn von 500 Prozent), Ingwer, Gewürznelken, Muskat, Kampfer, Borax, Wermut, Kardamom, Kurkuma, Abelmoschus, Opium, Sarsaparille und Aloe. Ceylon steuerte Zimt bei, der als Tribut den lokalen Herrschern für Schutzvereinbarungen abgepresst wurde. Mit Erreichen der Gewürzinseln erhielt Portugal die Kontrolle über die Produktionsstätten von Gewürzen, wie Gewürznelken von den Molukken und Muskat von den Bandainseln.
Von Afrika aus begann der Handel mit Sklaven nun auch nach Arabien und Amerika. Andere Handelsgüter waren Elfenbein, Gold, Diamanten und Edelhölzer, wie Brasilholz aus Südamerika und Sandelholz, das von Timor nach China exportiert wurde, wo Portugal Mitte des 16. Jahrhunderts im Rahmen des Chinahandels Handelsposten errichtete. Da es sowohl Chinesen, als auch Japanern verboten war ihr Land zu verlassen, betrieb Portugal über Nagasaki in der Epoche des Nanban-Handels (1571–1638) den Handel zwischen den beiden Reichen und brachten im Tausch gegen Silber Seide und auch Feuerwaffen nach Japan.
In Brasilien begann man im 16. Jahrhundert mit dem Aufbau von Zuckerrohrplantagen. Waren hier zuerst Indianer als billige Arbeitskräfte eingesetzt worden, ersetzte man diese bald durch afrikanische Sklaven, die weniger anfällig für europäische Krankheiten waren. 1649 wurde die Allgemeine Gesellschaft des Brasilienhandels (Companhia Geral do Comércio do Brasil) gegründet, die weitreichende Handelsmonopole in Brasilien hatte. Sie sollte bis 1720 existieren. Ab dem 19. Jahrhundert wurde auch Kaffee in den Kolonien angebaut (Brasilien 1805, Portugiesisch-Timor 1815).
Während der Personalunion mit Spanien (1580–1640) wurden die Portugiesen immer mehr durch Spanier in ihren Handelsgebieten bedrängt. Portugal drohte zu einer einfachen spanischen Provinz abzusteigen. Dazu verdrängten Perser, Araber aus dem Oman sowie die Niederlande und England, die mit Spanien im Krieg waren, Portugal immer mehr aus ihren Kolonien. Nach der Befreiung von der spanischen Herrschaft musste Portugal weitere Verluste durch die Niederlande hinnehmen, so in Indien, Südostasien und an der Goldküste. Aus Brasilien konnten die Niederländer wieder vertrieben werden, jedoch ging der lukrative Handel zwischen Japan und China nach dem Shimabara-Aufstand an die Niederlande verloren. Der Oman vertrieb Portugal nicht nur aus dem Nahen Osten, auch ein Großteil der Ostküste Afrikas und der damit verbundene Sklavenhandel ging verloren.
Schon in der zweiten Hälfte des 17. Jahrhunderts überschwemmte englischer Zucker aus Jamaika und Barbados und Tabak aus Virginia den Markt und ließ die Preise für diese portugiesischen Exportgüter aus Brasilien stark fallen. England erhielt durch mehrere Verträge freie Handelsrechte in Portugal und seinen Kolonien, während portugiesische Händler durch englische Steuern dort benachteiligt wurden. Zwar wurde Ende des 17. Jahrhunderts ein Importverbot für Wollstoffe erwirkt, um den einheimischen Markt zu schützen, doch 1703 schlossen England und Portugal den Methuenvertrag. Er legte fest, dass England wieder ohne Hindernisse Textilien nach Portugal und dessen Kolonien exportieren durfte, während Portugal für seine Weinexporte geringere Steuern in England zahlen musste als die französische Konkurrenz. Zwar wurde dadurch die Portweinproduktion im Norden des Mutterlandes gefördert, die gerade beginnende heimische Textilproduktion ging aber zu Grunde, was später auch die industrielle Revolution in Portugal verzögerte. Das Handelsdefizit Portugals gegenüber England versuchte man mit Gold und Diamanten aus Brasilien zu finanzieren. Die Zahlungen stiegen von 447.347 Pfund Gold (1741) auf 1.085.558 Pfund Gold (1760).
Die Zerstörung der Hauptstadt Lissabon durch das Erdbeben von 1755 ließ Portugal endgültig auf die hinteren Plätze der Wirtschaftsmächte Europas zurückfallen. Im Konkurrenzkampf mit anderen Kolonialmächten hatte Portugal immer öfter das Nachsehen. In den Napoleonischen Kriegen versuchte Frankreich dreimal das portugiesische Mutterland zu besetzen. Die beginnende Industrialisierung kam zum Erliegen. Das Land wurde durch die Taktik der verbrannten Erde, die sowohl Franzosen als auch Engländer angewandt hatten, verwüstet. Zwischen 1810 und 1820 wurde Portugal de facto selbst zum Protektorat von Großbritannien. Als 1822 die mittlerweile wichtigste Kolonie Brasilien die Unabhängigkeit erlangte, war das Ende der Wirtschaftsmacht besiegelt.

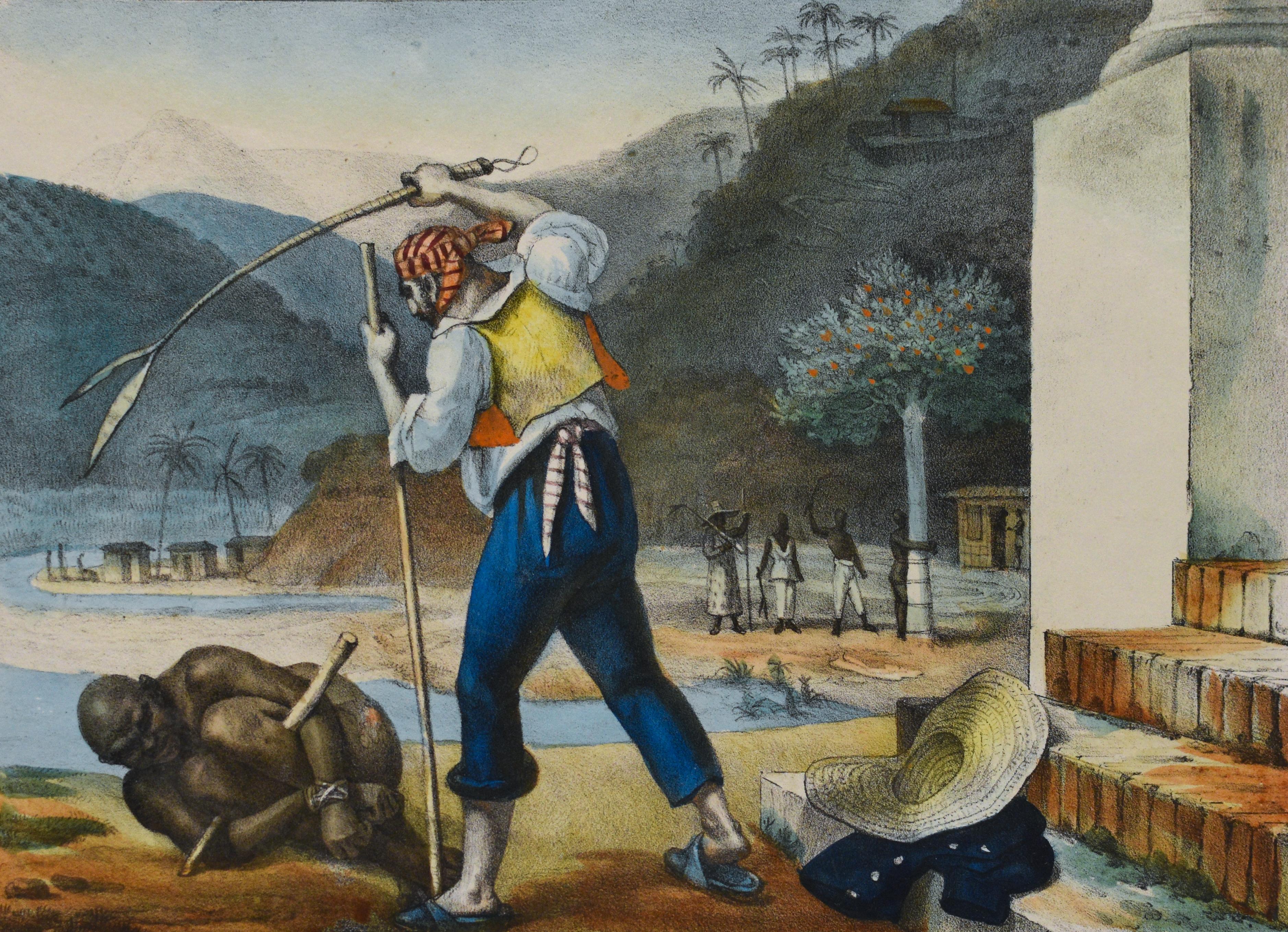
Sklaverei in Brasilien. Gemälde von Jean-Baptiste Debret (1768–1848).

Bereits 1807 verbot Großbritannien den Sklavenhandel (Slave Trade Act 1807) und bekämpfte von da an auch aktiv den Sklavenhandel anderer europäischer Staaten. Auf dem Wiener Kongress 1815 wurden Sklaverei und Sklavenhandel geächtet. In Portugal und seinen Kolonien wurde die Sklaverei endgültig 1869 abgeschafft.
Die Kolonien entwickelten sich immer mehr zum Verlustgeschäft. So war Portugal nicht in der Lage Mosambik zu erschließen, weswegen man 1891 fast ein Drittel des Landes an die britischen Firmen Companhia de Moçambique und Companhia do Niassa verpachtete. Die Folge war, dass die Kolonie praktisch von britischem und südafrikanischem Kapital beherrscht wurde und das britische Pfund weiter verbreitet war als der portugiesische Escudo. Im Angola-Vertrag vereinbarten Deutschland und Großbritannien am 30. August 1898 eine gemeinsame Anleihe, für welche die portugiesischen Kolonien als Pfand vorgesehen waren. Im Falle der erwarteten Zahlungsunfähigkeit Portugals sollten Angola, Nordmosambik und Portugiesisch-Timor an Deutschland, Südmosambik an Großbritannien fallen. Bereits 1899 wurde der Vertrag aber durch die Verlängerung der britischen Schutzgarantie für Portugal und all seine Besitzungen unterlaufen. Der Erste Weltkrieg rettete schließlich Portugals Kolonien vor weiteren deutschen Expansionsbestrebungen in Afrika.

## Die Verwaltung der Kolonien

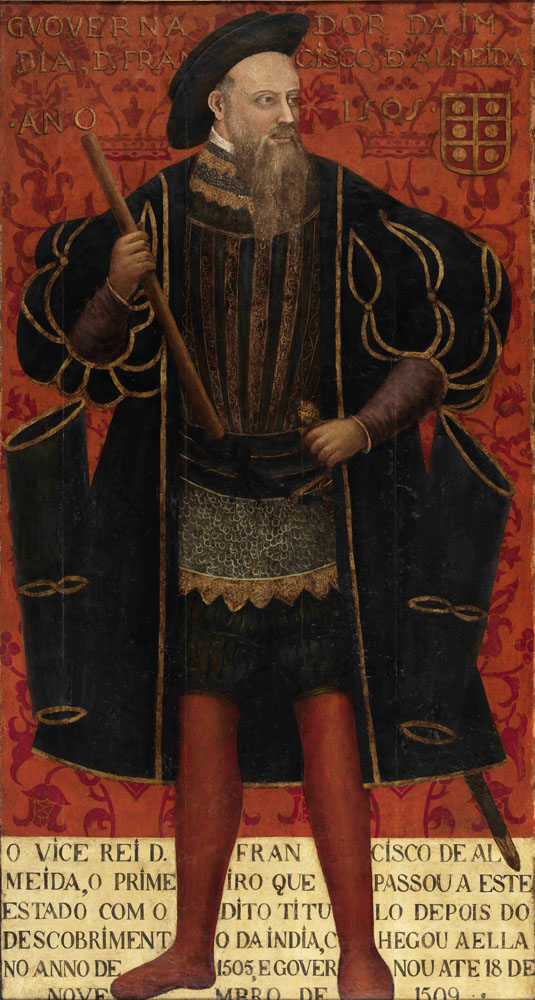
Francisco de Almeida, der erste portugiesische Vizekönig von Indien, in einem Porträt des 16. Jahrhunderts von unbekannter Hand, Nationalmuseum für Alte Kunst, Lissabon

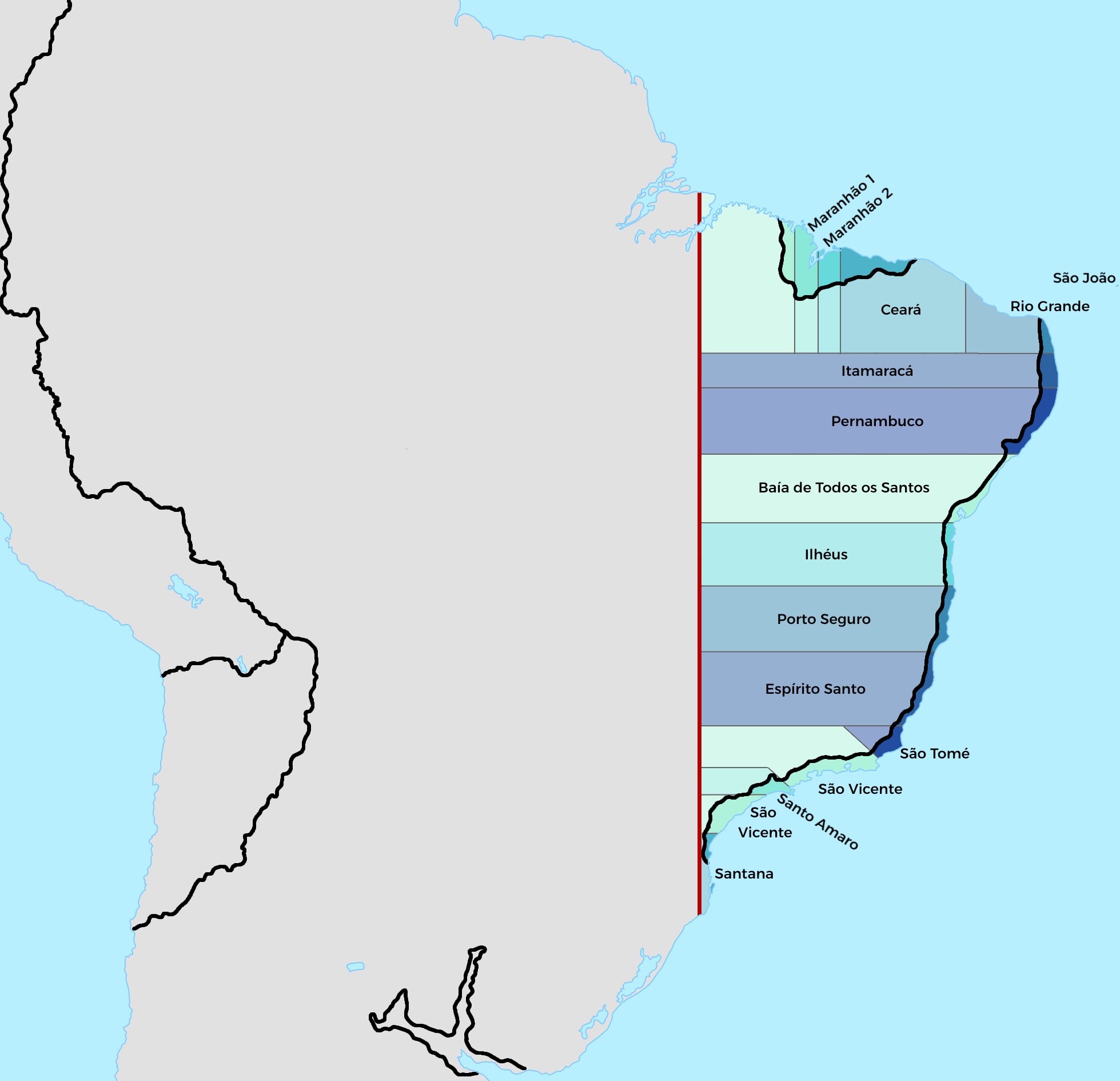
Capitanías Hereditarias in Brasilien im Jahr 1534

Da die Entfernungen zwischen Portugal und den indischen Besitzungen zu groß waren, um sie effektiv von Portugal aus verwalten zu können, richteten die Portugiesen den Estado da Índia ein, unter der Regentschaft eines vom portugiesischen Monarchen ernannten Gouverneurs bzw. Vizekönigs, der weitreichende Vollmachten besaß. Im Gegensatz zum spanischen Kolonialreich war die Amtsbezeichnung des Vizekönigs jedoch nur ein Titel, der sporadisch an Personen mit großen Verdiensten verliehen wurde. So wurde nicht jeder Gouverneur des Estado da Índia automatisch zum Vizekönig erhoben. Beispielsweise Afonso de Albuquerque („Afonso der Große“), der den eigentlichen Grundstein des portugiesischen Kolonialreiches in Asien und Afrika legte, blieb nur Gouverneur. Hauptstadt wurde Goa an der Westküste Indiens. Von hier aus wurden die Besitzungen im Nahen Osten, in Südostasien, China, Japan und Ostafrika verwaltet.
Die brasilianische Küste teilte König Johann III. im 16. Jahrhundert in 15 Capitanías Hereditarias ein und vergab diese an Adlige und Personen aus dem Mittelstand. 1549 wurde São Salvador da Bahía de Todos os Santos, das heutige Salvador da Bahia, zur Hauptstadt aller Capitanías und ein Generalgouverneur eingesetzt.
Angola (Portugiesisch-Westafrika) wurde 1575 zur Kolonie erklärt und 1589 zur Kronkolonie erhoben. Die Kapverdischen Inseln bildeten schon 1495 mehrere Kronkolonien, die 1587 zu einer einzigen vereinigt wurden. Cacheu an der Westafrikanischen Küste wurde 1640 zur Capitanía. Von ihr wurde 1696 Bissau als eigenständige Capitanía abgetrennt und 1753 als separate Kolonie unter die Oberhoheit von der Kronkolonie der Kap Verden gestellt.
Ab 1702 hatte Timor einen eigenen Gouverneur, der zunächst in Lifau, später in Dili residierte und für die gesamten Besitzungen auf den Kleinen Sundainseln die Verantwortung hatte. Zuvor hatte der jeweilige zuständige Generalkapitän diese Aufgaben übernommen. Die Oberhoheit Goas blieb bestehen.
1714 wurde Brasilien zum Vizekönigreich erhoben und 1763 die Hauptstadt in den wirtschaftlich aufstrebenden Süden nach Rio de Janeiro verlegt. Die indischen Besitzungen erhielten 1757 das Recht, Abgeordnete in das portugiesische Parlament zu entsenden.
Das seit 1569 einem Generalkapitän unter der Oberhoheit Goas unterstellte Mosambik (Kolonie unter Goa seit 1609), wurde 1752 zur Kolonie direkt unter der Herrschaft Portugals.
Nachdem die portugiesische Königsfamilie vor Napoleon aus Lissabon fliehen musste, wurde Rio de Janeiro zum Regierungssitz des Reiches. Brasilien erhielt 1815 den Status eines Königreichs, das in Personalunion mit Portugal gemeinsam regiert wurde. Als Brasilien später diesen Rang verlieren und Portugal wieder untergeordnet werden sollte, erklärte Peter I. die Unabhängigkeit von Portugal.
1844 wurde Macau zur eigenständigen Überseeprovinz (província ultramarina) erklärt, mit Oberhoheit über die südostasiatischen Besitzungen, doch schon 1883 wurden Macau und das als letzte Besitzung im Indonesischen Archipel verbliebene Portugiesisch-Timor, wieder mit dem Estado da Índia zusammengelegt und von Goa aus verwaltet.
Bissau und Cacheu wurden 1879 als Kolonie Portugiesisch-Guinea wieder vereinigt. 1883 wurde Cabinda (Portugiesisch-Kongo) zum Protektorat Portugals. 1932 wurde Cabinda der Oberhoheit Angolas unterstellt, ab 1934 galt es als abhängiges Territorium von Angola. 1946 wurde Cabinda wieder als eigenständiger Distrikt wiederhergestellt, der bis 1975 bestehen blieb. Cabinda rief einseitig eine unabhängige Republik aus, die von Portugal nicht anerkannt wurde, und wurde schließlich von Angola annektiert.
Da ab 1822 offiziell die Kolonien und das Mutterland gleichgestellt waren, erfolgte die Verwaltung nun durch die jeweiligen Ministerien in Lissabon. Folge war allerdings, dass die Kolonien ständig benachteiligt wurden. Ab 1835 war daher das Marineministerium für die Verwaltung der Kolonien verantwortlich, ab 1851 übernahm das neu gegründete Ministerium für Überseeische Gebiete (Conselho Ultramarino) die Aufgabe. Das wurde aber 1868 aus Geldmangel wieder aufgelöst und die Verwaltung ging wieder an das Marineministerium. Die Gouverneure der Kolonien wurden in ihrer Entscheidungsfreiheit beschränkt. Sämtliche Angelegenheiten mussten mit der Administration in Lissabon abgestimmt werden.
1946 erhielt Portugiesisch-Indien die Bezeichnung Überseeprovinz, die ab 1951 auch für die anderen portugiesischen Kolonien verwendet wurde. Man wollte auf diese Weise nicht mehr als Kolonialmacht gelten, sondern als „multiethnische und plurikontinentale Nation“ (Nação Multirracial e Pluricontinental), deren Überseeprovinzen ein integrierter und nicht abtrennbarer Teil sind. Auch die Bezeichnung Portugiesisches Kolonialreich (Império Colonial Português) wurde nicht mehr verwendet. Wirkliche Unterschiede in der Verwaltung ergaben sich daraus nicht, aber die portugiesischen Kolonien erhielten das Recht auf eine Vertretung im Parlament von Lissabon. Zudem wurden Macau und Portugiesisch-Timor eigenständige Überseeprovinzen ohne Oberhoheit von Goa. Wenige Jahre später gingen die portugiesischen Territorien in Indien und Ajudá in Westafrika verloren.
Anfang der 1970er gab es erneut kleinere Reformen, Mosambik und Angola wurden 1971 zum Staat (estado) innerhalb Portugals ernannt. Die Einwohner Portugiesisch-Timors erhielten 1972, mit der Umwandlung der Überseeprovinz zu einer autonomen Region, eine eingeschränkte portugiesische Staatsbürgerschaft. Die Nelkenrevolution brachte schließlich die meisten Besitzungen Portugals auf den Weg zur Unabhängigkeit. Nach kurzen Übergangsverwaltungen wurden die afrikanischen Gebiete in die Unabhängigkeit entlassen. Die Annexionen einzelner portugiesischer Besitzungen durch Indien und Dahomey wurden anerkannt.
Kurz nachdem sich Portugiesisch-Timor 1975 einseitig für unabhängig erklärt hatte, wurde es von Indonesien besetzt. Da die Besatzung international nie anerkannt wurde, blieb Osttimor offiziell bis zur Entlassung in die Unabhängigkeit 1999 portugiesisches Territorium.
Macau wurde 1976 offiziell zum Chinesischen Territorium unter portugiesischer Verwaltung erklärt und der Besitzung innere Autonomie gewährt wurde. Der Volksrepublik China wurden nach und nach immer mehr Rechte zum Einspruch überlassen, bis Macau 1999 endgültig an China zurückgegeben wurde.

## Die ehemaligen Kolonien und Stützpunkte Portugals

### Afrika

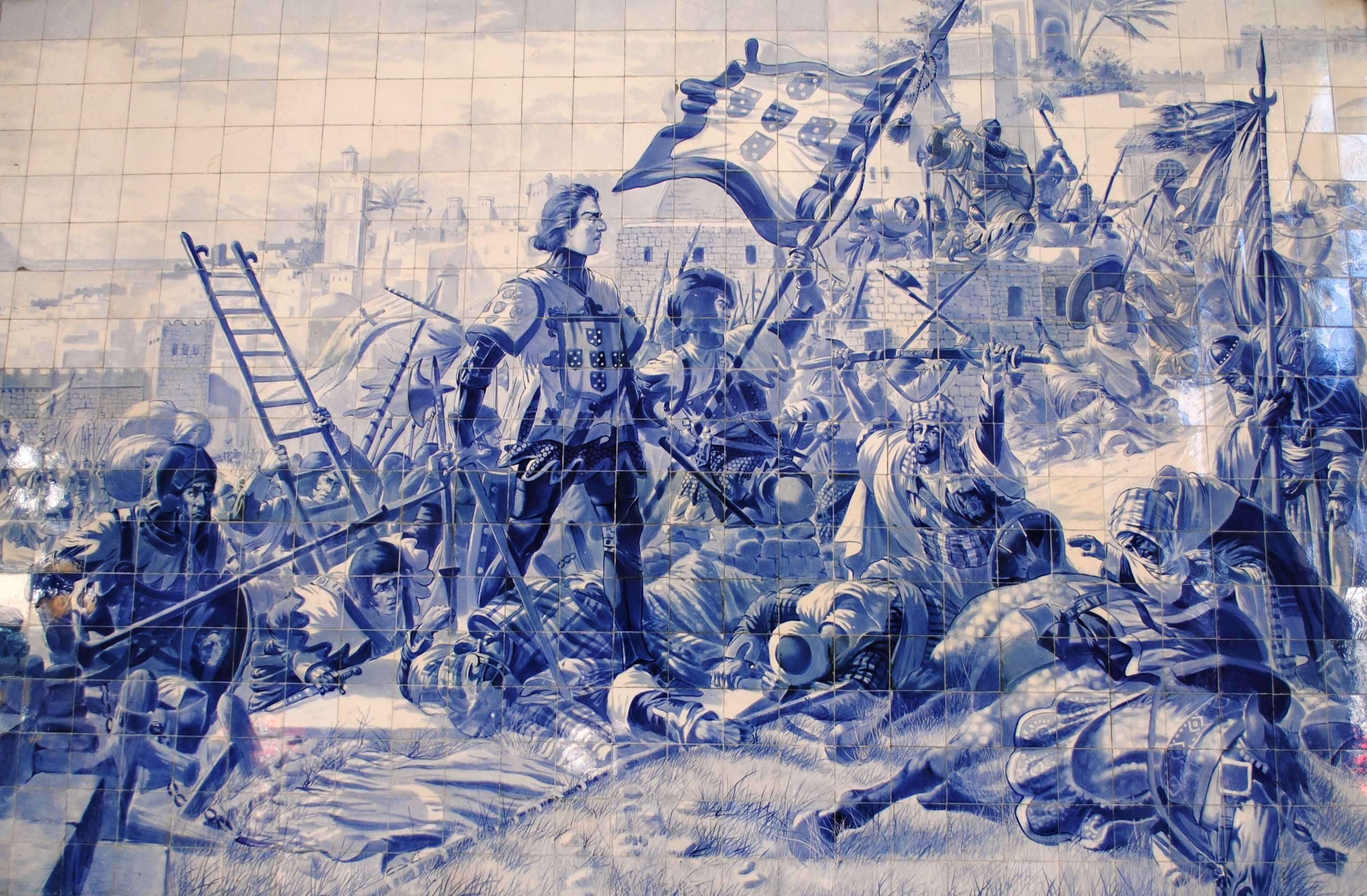
Heinrich der Seefahrer bei der Eroberung von Ceuta 1415. Phantasievolle Historiendarstellung von Jorge Colaço (1864–1942) auf Wandfliesen in der Vorhalle des Bahnhofs Porto São Bento

Afrika war das erste Ziel der Expansionsbestrebungen Portugals. Was zuerst mit einer Weiterführung der Reconquista in Marokko begann, wurde unter der Führung von Heinrich dem Seefahrer zu einer gezielten Erforschung der afrikanischen Küste mit dem Seeweg nach Indien als Endziel. Diesen sicherten Stützpunkte, die wie eine Perlenkette entlang der afrikanischen Küste aufgebaut oder erobert wurden. Außerdem dienten sie als Handelsposten mit dem Landesinneren für Gold, Elfenbein und Sklaven. 1454 sprach Papst Nikolaus V. Portugal die Eigentumsrechte für die Westküste Afrikas zu.
An der Ostküste Afrikas wurden die Portugiesen durch die Araber aus dem Oman zurückgedrängt und die anderen Großmächte Europas übernahmen nach und nach die Einflussbereiche Portugals, das mit seiner kleinen Bevölkerung nicht dauerhaft das weitläufige Reich halten konnte. Erschwerend kam noch die Zeit der Personalunion mit Spanien dazu, die Portugal zeitweise zu einer Provinz degradierte. 1869 wurde die Sklaverei in Portugal und seinen Kolonien beendet. Auf dem afrikanischen Kontinent blieben bis ins 20. Jahrhundert nur einige wenige Kolonien übrig, die nach verlustreichen Kolonialkriegen und der Nelkenrevolution von 1974 schließlich in die Unabhängigkeit entlassen wurden. Diese wurde in den meisten Fällen unzureichend vorbereitet; in mehreren Fällen gab es Chaos, Diktatur und Bürgerkrieg, was noch Jahrzehnte lang Folgen für diese Länder hatte (in Angola Bürgerkrieg bis 2002 ; in Mosambik bis 1992).

#### Marokko

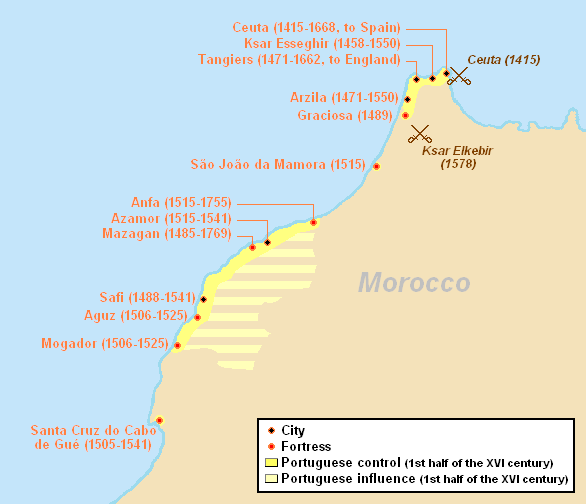
Portugals ehemalige Besitzungen an Marokkos Küste

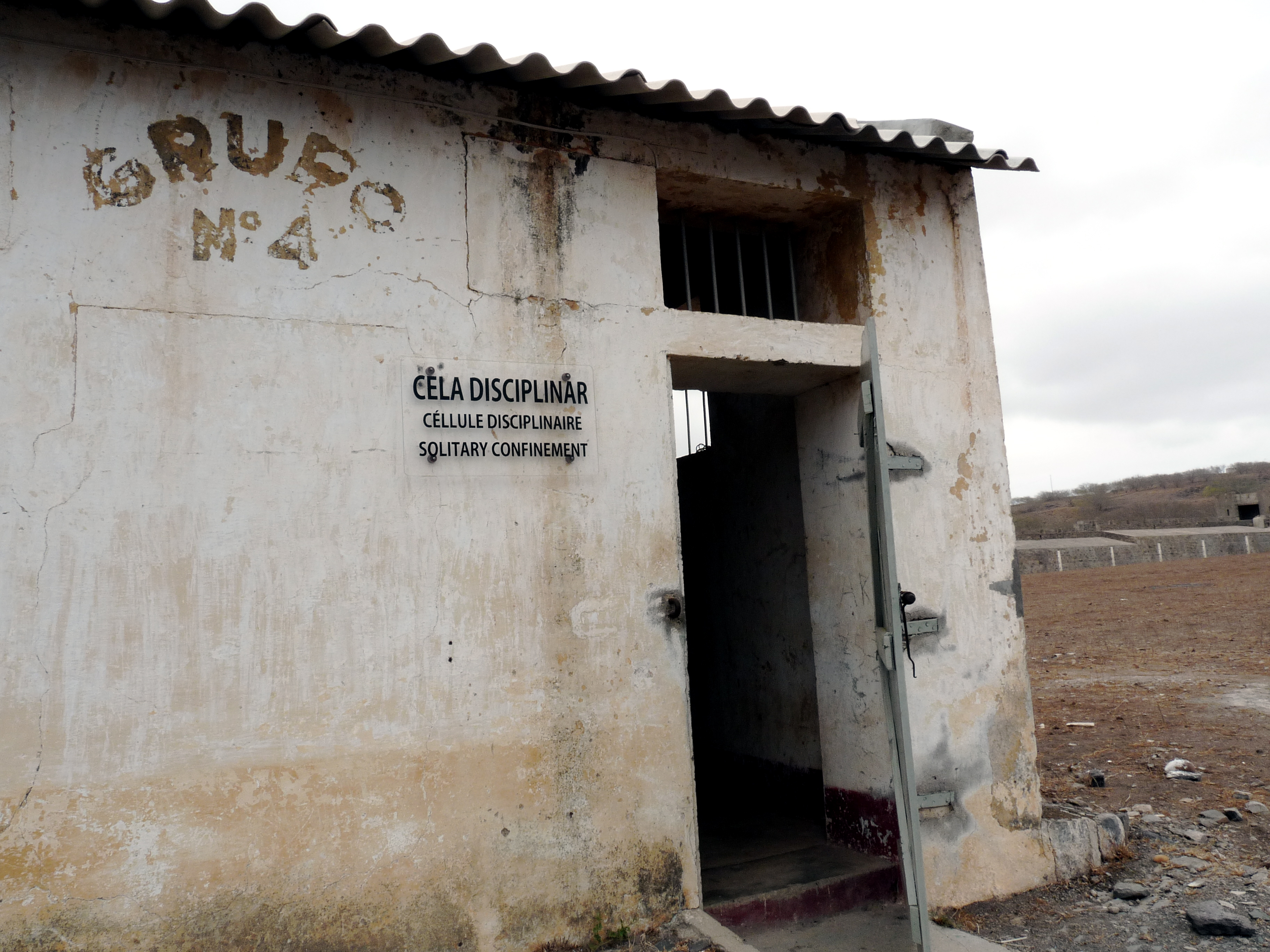
Einzelzelle des Konzentrationslagers Tarrafal (Kap Verde), 1936–1954

1415 eroberte Portugal während der Reconquista die Hafenstadt Ceuta von den Mauren. Sie wurde der erste Stützpunkt Portugals in Afrika. 1437 scheiterten die Portugiesen dabei, Tanger zu erobern, so dass sie ihre Pläne, auch Tunis und Kairo anzugreifen, begraben mussten. Auch 1458 gelang es ihnen nicht, die Stadt einzunehmen, doch 1471 wurde Tanger schließlich erobert. Die heutige marokkanische Region Tanger-Tétouan um das Kap Spartel erhielt den Namen Algarve ultramar (Algarve jenseits des Meeres). Um 1520 beherrschte Portugal schließlich nahezu alle Hafenstädte Marokkos am Atlantik. Die meisten wurden aber zwischen 1541 und 1550 aus wirtschaftlichen Gründen aufgegeben, da die ständigen Angriffe der Mauren die Städte auf Dauer unrentabel machten. 1578 versuchte König Sebastian I. entgegen allen Ratschlägen mit einem großen Heer ganz Marokko zu erobern und sich selbst zum Christlichen Kaiser des Maghrebs zu machen. Am 4. August 1578, dem „Tag der Schande“, wurde das portugiesische Heer bei der Schlacht von Alcácer-Quibir vernichtend geschlagen. Von 17.000 portugiesischen Soldaten kehrten nur 60 nach Lissabon zurück. Auch der König fiel. Nach der Befreiung Portugals aus der Personalunion mit Spanien (1580–1640) verblieb Ceuta mit der Isla Perejil als einzige portugiesische Kolonie nach dem Frieden von Lissabon 1668 bei Spanien. Tanger wurde 1661 zusammen mit Bombay als Mitgift für Katharina von Braganza an den englischen König Karl II. (England) gegeben. 1769 gab Portugal mit Mazagão (heute El Jadida) seine letzte Stadt in Marokko auf. Die Bevölkerung wurde nach Brasilien evakuiert, wo sie am 23. Januar 1770 den Ort Nova Mazagão im heutigen Bundesstaat Amapá gründete.
| Marokko                                                             | Marokko | Marokko | Marokko |
| Besitzung                                                           | Erwerb  | Verlust | Geschichte |
| ------------------------------------------------------------------- | ------- | ------- | --- |
| Alcácer-Ceguer (Alcazarquivir, El Qsar es Seghir, al-Qasr al-Kabir) | 1458    | 1550    | 1458 erobert, 1550 aufgegeben aus ökonomischen Gründen |
| Arzila (Asilah)                                                     | 1471    | 1589    | 1471 erobert, 1550 gegen über den Saadiern aufgegeben, 1577 wieder portugiesisch, 1589 endgültig verloren |
| Azamor (heute Azemmour)                                             | 1486    | 1541    | 1486 Vasall Portugals und tributpflichtig, 1508 nach Aufstand durch Portugal erobert, 1513 erneut nach Unterlassung der Tributzahlung erobert, 1541 von Portugal aus ökonomischen Gründen aufgegeben                                                                                           |
| Ceuta                                                               | 1415    | 1668    | 1415 durch Portugal erobert, 1437 soll Portugal nach einem gescheiterten Versuch Tanger zu erobern auf Ceuta verzichten, tut es aber nicht, 1640 befreit sich Portugal aus der Personalunion mit Spanien und verzichtet im Frieden von Lissabon 1668 zu Gunsten Spaniens auf Ceuta als Kolonie |
| Mazagão (Mazagan, heute El Jadida)                                  | 1502    | 1769    | 1502 von Portugal erobert, 1514 Ausbau zur Hafenfestung, 1541 wurden die Befestigungsanlagen neu errichtet, 1562 Angriff der Mauren abgewehrt, 1769 von Portugal aufgegeben |
| Mogador (Essaouira)                                                 | 1506    | 1525    | 1506 Bau des Forts Castelo Real de Mogador, 1525 von den Marokkanern erobert |
| Safim (Safi)                                                        | 1488    | 1541    | 1488 Gründung als portugiesischer Handelsposten, 1508 Bau einer Festung, 1541 aus ökonomischen Gründen aufgegeben |
| Santa Cruz do Cabo de Gué (Agadir)                                  | 1505    | 1541    | 1505 als portugiesischer Handelsposten gegründet, 1541 von den Wattasiden erobert |
| Tanger                                                              | 1471    | 1661    | 1437 und 1458 Versuch Portugals Tanger zu erobern scheitert, 1471 Portugal erobert Tanger, 1661 als Mitgift an England |

#### Zwischen Marokko und der Goldküste

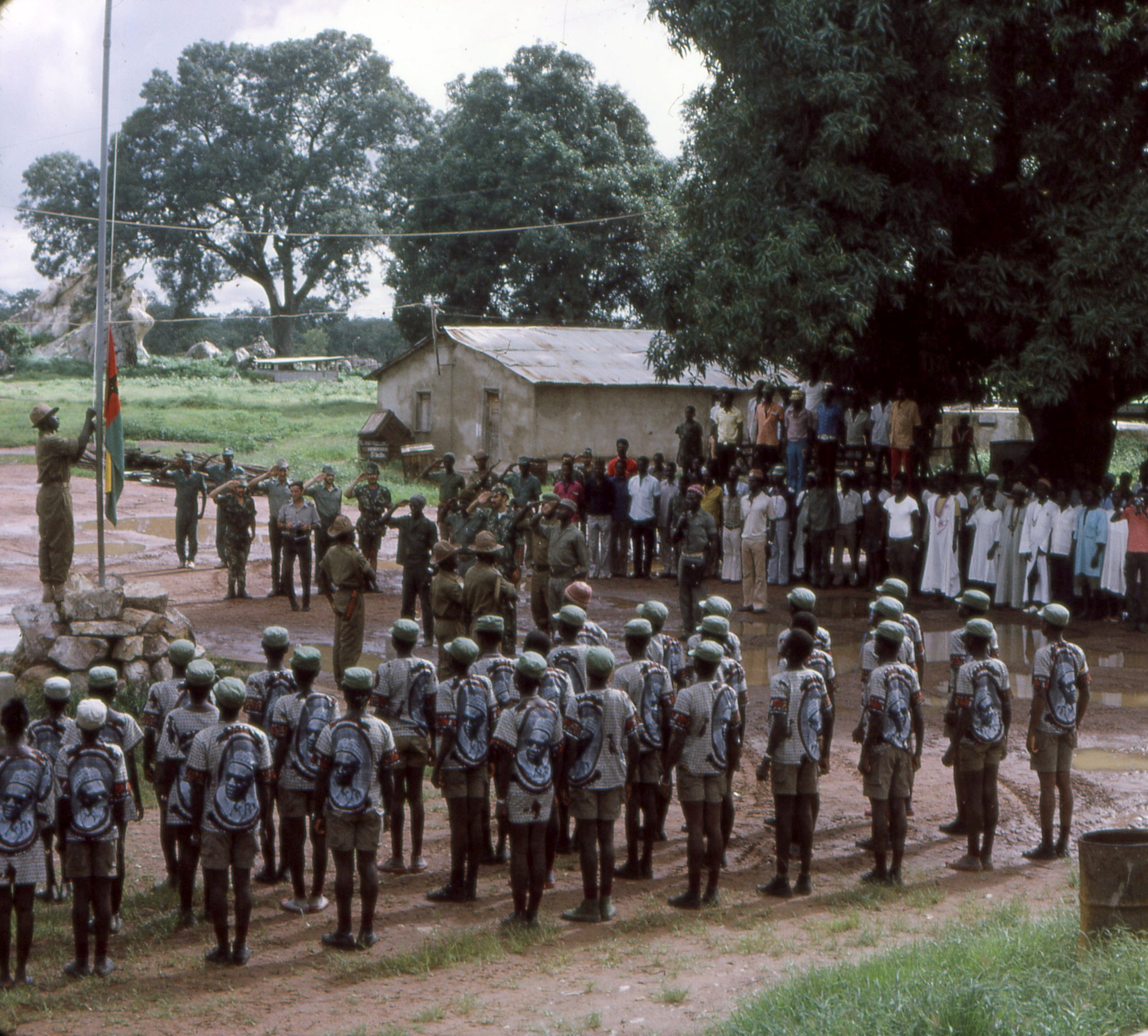
Fahnenappell der PAIGC-Rebellen 1974

Heinrich der Seefahrer organisierte mehrere Expeditionsfahrten entlang der afrikanischen Küste mit dem Ziel, den Seeweg nach Indien zu entdecken. 1434 umrundeten die Portugiesen das gefürchtete Kap Bojador und erreichten 1445 das Kap Verde an der Westspitze Afrikas. 1448 wurden die Faktorei und die Festung auf der Insel Arguim im heutigen Mauretanien gebaut, die zu einem wichtigen Handelsplatz für Sklaven wurde. 1455 erforschten die Italiener Antoniotto Usodimare und Alvise Cadamosto für Portugal den Gambiafluss. 1456 entdeckte Cadamosto die östlichen Kapverdischen Inseln. Einige Historiker haben die Entdeckung dem Genuesen António da Noli zugeschrieben; diese Version gilt aber inzwischen als widerlegt. 1461 entdeckte Diogo Afonso auch die westlichen Inseln des Archipels. Im selben Jahr errichtete da Noli, als erster Gouverneur der Kapverden, kleine Militärstationen auf der Insel Santiago und Fogo und 1462 die erste Siedlung Ribeira Grande (heute: Cidade Velha) im Süden Santiagos, die erste permanent bewohnte europäische Siedlung in den Tropen. Die ersten Siedler waren portugiesische Exilanten, begnadigte Straftäter, flämische und genuesische Abenteurer sowie sephardische Juden von der iberischen Halbinsel. Bis 1480 war die gesamte Küste von Guinea bekannt. 1487 wurde eine Faktorei in Oden (Ouadâne) aufgebaut, ein Knotenpunkt der Karawanenrouten etwa 550 km landeinwärts im heutigen Mauretanien. 1532 erhielt Ribeira Grande das Stadtrecht und das eigenständige Bistum Santiago de Cabo Verde wurde errichtet. Von hier aus begann die Missionierung Westafrikas. 1614 wurden die Kolonie Cacheu und 1753 die Kolonie Bissau auf dem Festland gegründet, die bis zu ihrer Vereinigung als Kolonie Portugiesisch-Guinea 1879 unter der Oberhoheit von Kap Verde standen. Teile der von Portugal beanspruchten Gebiete auf dem Festland wurden im 19. Jahrhundert von Frankreich annektiert. Erst 1915 konnte Portugal die bis dato unabhängigen Stämme unterwerfen. In den 1940er Jahren hatte Bissau, seit 1941 Hauptstadt Portugiesisch-Guineas, eine gewisse Bedeutung als Ausweichflughafen für den Panamerican-Clipper. Während des Estado Novo erlangte Kap Verde eine traurige Berühmtheit durch das Konzentrationslager Tarrafal (Campo do Tarrafal) auf der Insel Santiago, in dem von 1936 bis 1954 viele Aufständische aus den Kolonien und Regimekritiker aus dem Mutterland inhaftiert waren. Ab 1963 wütete in Portugiesisch-Guinea ein Unabhängigkeitskrieg, in dem es den Aufständischen gelang, einen Großteil des Landes unter ihrer Kontrolle zu bringen und eine provisorische Regierung aufzubauen. Am 24. September 1973 erklärte die PAIGC die Unabhängigkeit Guinea-Bissaus und Kap Verdes als gemeinsamer Staat, doch erst am 10. September 1974 wurde Guinea-Bissau als erste Überseeprovinz nach der Nelkenrevolution endgültig unabhängig. Kap Verde wurde am 5. Juli 1975 ein unabhängiger Staat, getrennt von Guinea-Bissau.
| Zwischen Marokko und der Goldküste         | Zwischen Marokko und der Goldküste | Zwischen Marokko und der Goldküste | Zwischen Marokko und der Goldküste |
| ------------------------------------------ | ---------------------------------- | ---------------------------------- | --- |
| Besitzung                                  | Erwerb                             | Verlust                            | Geschichte |
| Arguim                                     | 1448                               | 1633                               | 1448 Bau einer portugiesischen Festung (andere Quelle: 1440/1455), 1461 Bau einer Festung, 1633 von den Niederlanden erobert, 1685–1721 brandenburgische Kolonie (heute Mauretanien)                                                                                    |
| Kapverdische Inseln                        | 1456/61                            | 1975                               | 1456 (Ostteil) und 1461 (Westteil) entdeckt, ab 1462 besiedelt, 1975 in die Unabhängigkeit entlassen |
| Oden (Ouadâne)                             | 1487                               | 16. Jh.                            | 1487 portugiesische Faktorei eingerichtet, wahrscheinlich kurzlebig, denn in Übersicht 1506/07 nicht erwähnt |
| Portugiesisch-Guinea (heute Guinea-Bissau) | 1614                               | 1974                               | 1446 Ankunft von Nuno Tristão, 1588 Bau eines ersten Forts, 1641 Gründung der Kolonie Cacheu, 1753 Gründung der Kolonie Bissau, 1879 Vereinigung der beiden Kolonien zu Portugiesisch-Guinea, bis 1915 Eroberung des Hinterlandes, 1974 in die Unabhängigkeit entlassen |
| Ziguinchor (heute im Senegal)              | 1645                               | 1888                               | 1621 gibt es dort portugiesische Händler und eine Kirche; 1645 unter portugiesische Verwaltung gestellt, 1888 an Frankreich verloren |

#### Portugiesische Goldküste

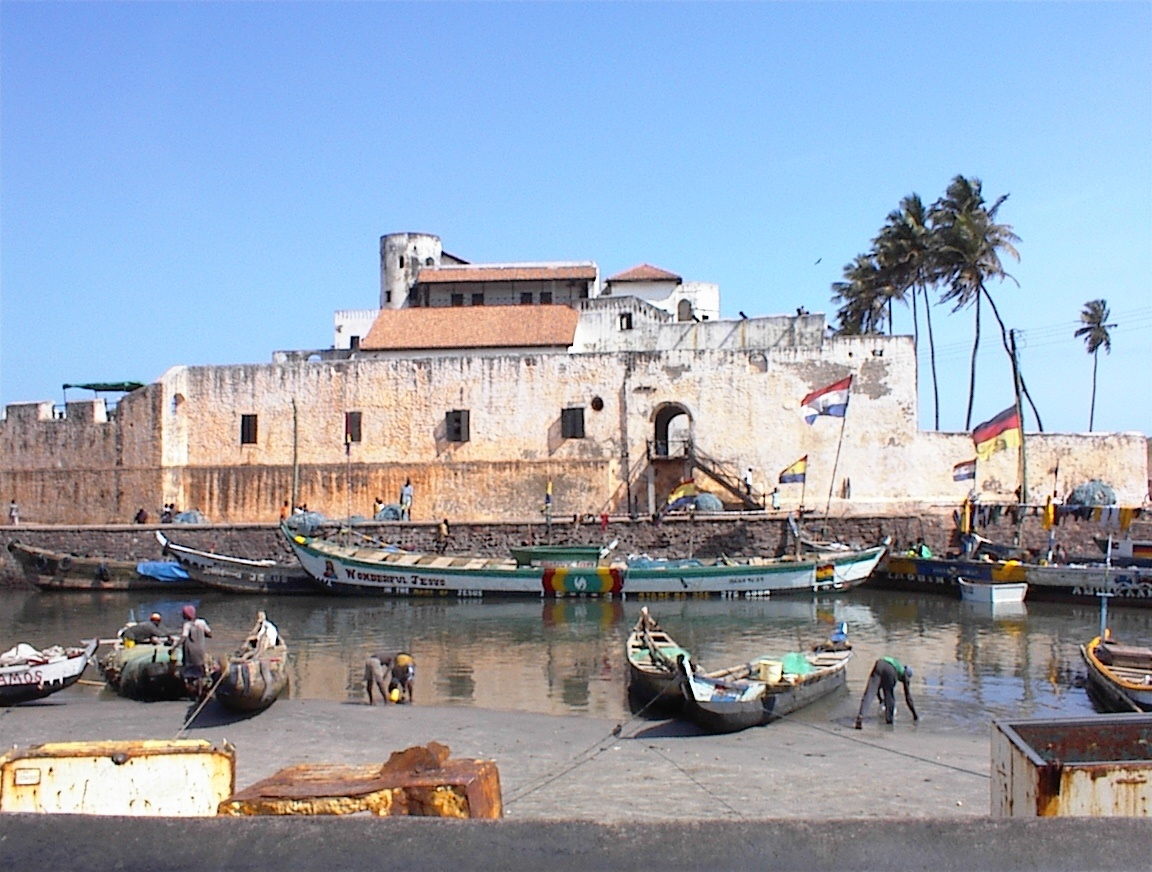
Fort São Jorge da Mina in Elmina

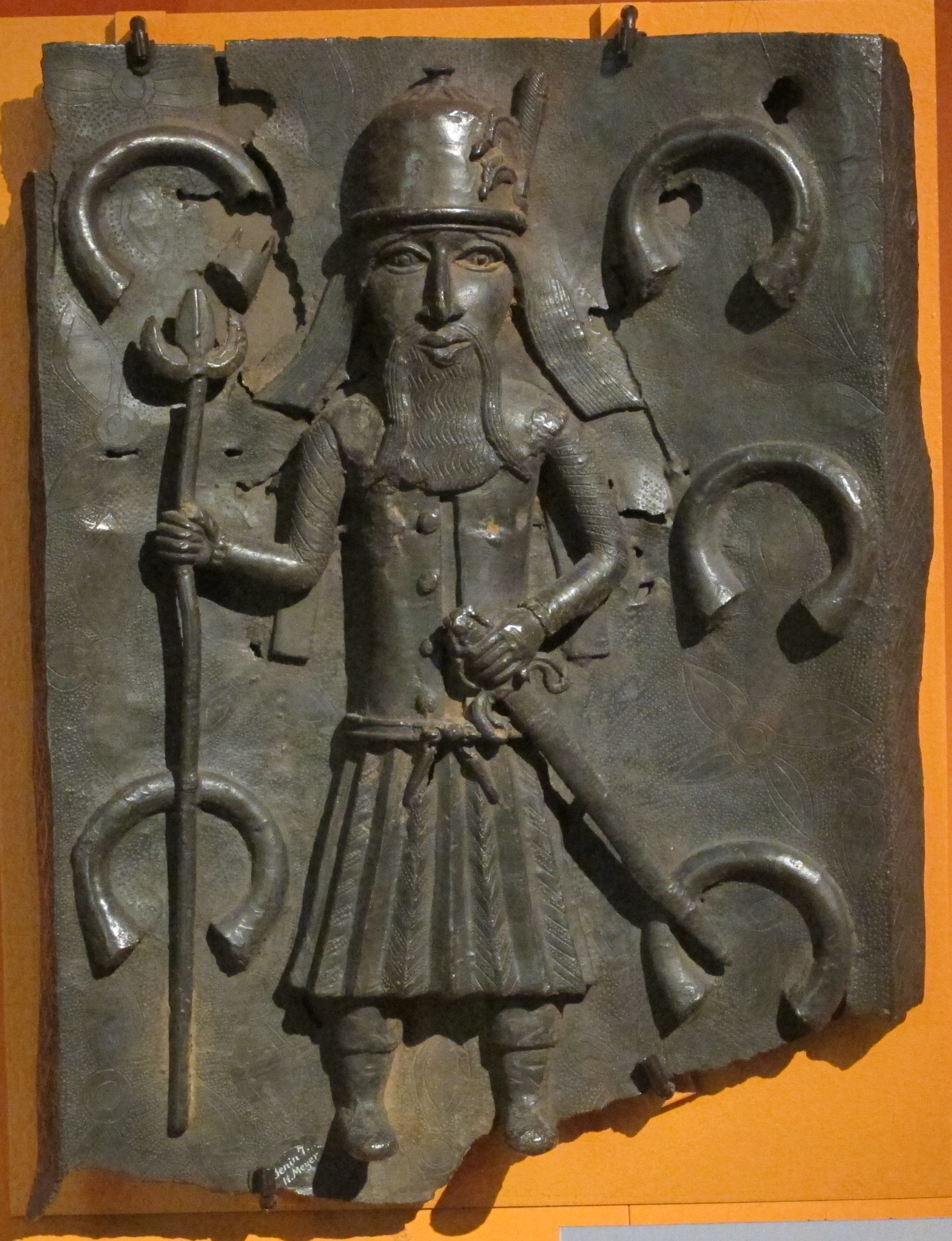
Benin-Bronze mit der Darstellung eines Portugiesen (16. oder 17. Jahrhundert), Museum für Völkerkunde zu Leipzig. Manillas, wie sie auf der Tafel abgebildet sind, kamen als Bezahlung für die vom Königreich Benin gelieferten Sklaven nach Afrika und lieferten das Material für die Bronzen.

Unter Afonso V. „dem Afrikaner“ (1443–1481) erforschte Portugal den Golf von Guinea bis zum Kap St. Katherina. 1471 befuhren die Portugiesen unter João de Santarém und Pêro Escobar erstmals die Goldküste. Unter Johann II. (1481–1495) wurde dort 1482 die erste Festung São Jorge da Mina durch Diogo de Azambuja angelegt, die zum Hauptstützpunkt Portugals in Westafrika bis 1637 wurde. Die portugiesischen Stützpunkte dienten mehr als Handelszentren, denn als Ausgangspunkte für großräumige Eroberungen. Vor allem der Gold-, Elfenbein- und Sklavenhandel florierte. Die Einkünfte der Krone verdoppelten sich auf einen Schlag. Durch die Entdeckung und Kolonisierung Amerikas erlebte besonders der Sklavenhandel, der zuvor hauptsächlich von arabischen Staaten betrieben worden war, einen markanten Aufschwung. Schon 1553 stieg auch England in das lukrative Geschäft ein und kurz darauf folgten andere europäische Nationen: Schweden, Dänemark, die Niederlande, Brandenburg und Frankreich, die ihrerseits Stützpunkte an dieser Küste errichteten. Im 17. Jahrhundert gingen die portugiesischen Besitzungen an der Goldküste an die Niederlande verloren und 1690 endete die Zeit der Portugiesen im heutigen Ghana.
| Portugiesische Goldküste                                                             | Portugiesische Goldküste | Portugiesische Goldküste | Portugiesische Goldküste |
| Besitzung                                                                            | Erwerb                   | Verlust                  | Geschichte |
| ------------------------------------------------------------------------------------ | ------------------------ | ------------------------ | --- |
| Accra                                                                                | 1557                     | 1578                     | Portugiesische Festung, von Einheimischen niedergebrannt |
| Fort Duma (Egwira)                                                                   | 1623                     | 1636                     | an der Mündung des Ankober (Rio da Cobra) |
| Fort Santo Antonio in Axim                                                           | 1503                     | 1642                     | 1503 portugiesische Faktorei, 1514 von Einheimischen zerstört, 1515 Neugründung in befestigter Form, 1641 erster niederländischer Angriff abgewehrt, 8. Februar 1642 von Niederländern eingenommen |
| Fort São Sebastião in Shama (Samma)                                                  | 1526                     | 1640                     | 1526 portugiesisch; 1546 bis 1558 Holzpalisaden mit Turm und kleiner Garnison; 1558 befestigtes Haus; 1620 Bau des eigentlichen Forts; 1640 an die Niederlande verloren |
| Fort São Jorge da Mina (St. George’s Castle oder Elmina Castle) in Elmina (El Mina)  | 1482                     | 1637                     | 1482 Bau des portugiesischen Forts, 1486 São Jorge da Mina erhält das Stadtrecht, 1540er Rekonstruktion des Forts, 1596, 1606, 1607, 1615, 1625 erfolglose Angriffe der Niederländer, 29. August 1637 durch die Niederlande erobert |
| Cape Coast Castle (Fort Carolusburg, Fort Karlsborg) in Cape Coast hist. Ogua (Ugwà) |                          | 1637                     | vor 1637 portugiesischer Stützpunkt, 1638 niederländisch |
| Fort Dom Pedro in Anashan                                                            | 1683                     | 1690                     | 1640 britisch, 1683–1690 portugiesisch (nachdem diese Fort Cará wieder geräumt hatten) |
| Fort Cará (Christiansborg, heutiges Osu Castle [Osu, Ossu, Ursue])                   | 1558                     | 1683                     | 1558 portugiesische Lodge, 1576 von Einheimischen zerstört, 1580 französisch, 1640 portugiesisch, 1645 wieder aufgegeben, 1650 schwedisch, 1652 Festungsbau von Schweden begonnen, 1658 dänisch, 1659 niederländisch, 1661 dänisch, 1680–1683 portugiesisch (Der dänische Kommandant verkaufte das Fort wieder an die Portugiesen.), 1683 wieder an die Dänen verkauft, 1693 unter Kontrolle der lokalen Akwamu |

#### Zwischen der Goldküste und dem Kap der Guten Hoffnung

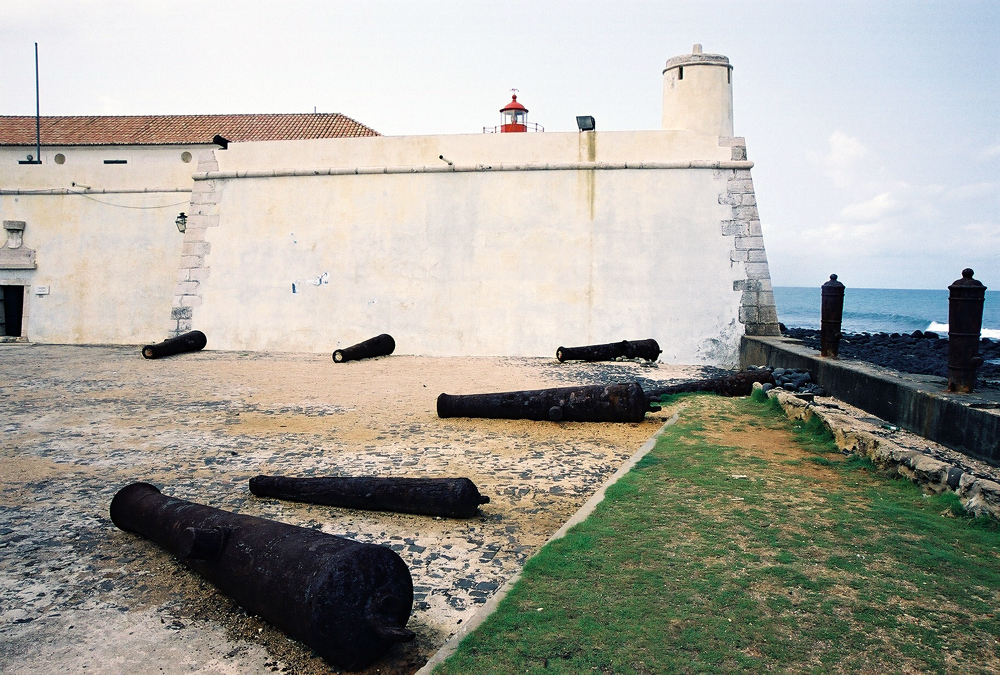
Portugiesische Festung auf São Tomé

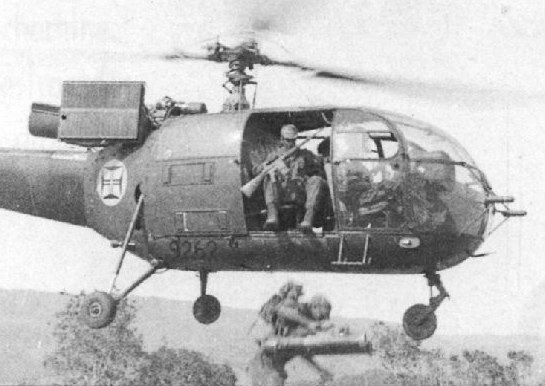
Portugiesische Truppen im Kolonialkrieg in Angola

1471 wurde São Tomé von João de Santarém entdeckt und 1472 Principe 1474 überquerte Lobo Gonçalves den Äquator. 1482 gelangte Diogo Cão an die Mündung des Kongo. 1485 fuhr Diogo Cão auf einer zweiten Reise erneut zum Kongo und nahm dort mit dem Mani-Kongo, dem Herrscher des Kongoreichs Kontakt auf. Der Herrscher ließ sich zum Christentum bekehren, die Portugiesen bauten Kirchen und Schulen. Allerdings lehnten einige kongolesische Adlige die Forderung der Missionare ab, die Vielehe abzuschaffen. Es kam zur Revolte. Der vorige König schwor zwar dem Christentum ab, wurde aber 1507 von seinem Vetter gestürzt, der selbst 1491 getauft worden war. Seine Dynastie beherrschte den Kongo, bis sie im 18. Jahrhundert durch die Portugiesen gestürzt wurde.
1488 erreichte Bartolomeu Dias das Kap der Guten Hoffnung. Ab 1491 breitete Portugal seine Einflusssphäre auf die Region südlich der Kongo-Mündung aus und begann mit der Missionierung der Einheimischen. 1520 bis 1526 erforschten die Portugiesen Baltasar de Castro und Manuel Pacheco den Kongofluss. 1576 gründeten die Portugiesen Luanda. 1641 bis 1648 besetzten die Niederländer Angola. Dort konnten sie sich nicht halten, doch 1652 gelang es den Niederländern sich am Kap der Guten Hoffnung festzusetzen. 1721 baute Portugal das Fort São João Baptista d’Ajudá um sich nochmals am Golf von Guinea zu etablieren, nachdem die Stützpunkte an der Goldküste ebenfalls an die Niederlande verloren gegangen waren. Allerdings konnte man nur noch die nächste Umgebung unter seine Kontrolle bringen. Lediglich als regionales Zentrum des Sklavenhandels spielte São João Baptista d’Ajudá im 18. Jahrhundert eine gewisse Rolle. Am 10. September 1885 schloss Portugal jedoch im Hinterland von São João Baptista d’Ajudá einen Vertrag mit dem Königreich Dahomey, durch welchen Portugal Anfang 1886 das Protektorat über dessen gesamte Küste übernahm. 1892 fiel Dahomey jedoch an Frankreich. Ebenso scheiterten 1885 Portugals Ansprüche auf das gegenüberliegende Belgisch-Kongo am Einspruch Deutschlands und 1890 musste Lissabon auf britischen Druck hin auf die Verbindung Angolas und Mosambiks zu einem geschlossenen südafrikanischen Kolonialreich verzichten. Am 1. August 1961 besetzte das gerade erst unabhängig gewordene Dahomey, das heutige Benin, São João Baptista d’Ajudá. Der Aufstand nationaler Kräfte in Angola, der im Frühsommer 1959 begann, wurde 1964 blutig niederschlagen. Ein weiterer von der marxistischen MPLA angeführter bewaffneter Aufstand 1972 wurde 1973 brutal niedergeschlagen. Erst nach der Nelkenrevolution in Portugal 1974 erhielten Angola und São Tomé und Príncipe die Unabhängigkeit. Cabinda wurde von Angola annektiert, obwohl es ursprünglich ein eigener Staat werden sollte. Kurz darauf stürzte Angola in einen jahrzehntelangen Bürgerkrieg.
| Zwischen der Goldküste und dem Kap der Guten Hoffnung       | Zwischen der Goldküste und dem Kap der Guten Hoffnung | Zwischen der Goldküste und dem Kap der Guten Hoffnung | Zwischen der Goldküste und dem Kap der Guten Hoffnung |
| ----------------------------------------------------------- | ----------------------------------------------------- | ----------------------------------------------------- | --- |
| Besitzung                                                   | Erwerb                                                | Verlust                                               | Geschichte |
| Angola, auch Portugiesisch-Westafrika                       | 1575                                                  | 1975                                                  | 1483 landet der portugiesische Seefahrer Diogo Cão in der Region, 1484 Besetzung des Küstenstreifens, 1576 Gründung der Hauptstadt Luanda, 1641–1648 niederländische Zwischenherrschaft, danach wieder portugiesisch, 1840 Gründung von Moçâmedes, 1886 Gebiet zwischen Kunene und Kubango portugiesisch, 1891 Gebiet zwischen Kubango und Kassai portugiesisch, 1894 Luanda (Nordost) portugiesisch, 1975 in die Unabhängigkeit entlassen                                                                            |
| Annobón                                                     | 1474                                                  | 1778                                                  | 1474 entdeckt und besiedelt, von 1642–1648 und nochmals 1662–1664 niederländisch besetzt, 1778 im Vertrag von El Pardo an Spanien abgetreten (heute: Äquatorialguinea) |
| Benin (Gwato)                                               | 1486                                                  | 1852                                                  | Gründung einer portugiesischen Faktorei durch Afonso de Aveiro, 1852 britisches Protektorat (heute in Nigeria) |
| Fernando Póo (Bioko)                                        | 1474                                                  | 1778                                                  | 1472/73 entdeckt, 1474 in Besitz genommen, 1642–1648 von den Niederlanden besetzt, 1778 in den Verträgen von San Ildefonso und von El Pardo an Spanien abgetreten (heute: Äquatorialguinea) |
| Portugiesisch-Kongo (Cabinda)                               | 1883                                                  | 1975                                                  | Schlacht von Ambuila am 29. Oktober 1665: Portugal gewinnt die Kontrolle über die Region, seit 1883 Protektorat, ab 1956 unter einem gemeinsamen Generalgouverneur mit Angola, 1975 sollte Cabinda als eigener Staat unabhängig werden, wurde aber von Angola annektiert. |
| Ouidah mit dem Fort São João Baptista d’Ajudá (heute Benin) | 1680                                                  | 1961                                                  | 1680 Bau einer Festung, kurz darauf wieder aufgegeben, 1721 Festung São João Baptista de Ajudá neu aufgebaut, 1727 Stadt von König Dossou Agadja von Dahomey erobert, 1728 wieder portugiesisch, 1822 brasilianisch, nachdem Brasilien 1844 die Festung aufgibt, wieder portugiesisch, doch auch Portugal gibt 1858 die Festung auf, 1861 Dahomey schenkt die Festung Frankreich, 1865 Portugal fordert erfolgreich die Festung zurück, 1. August 1961 von Dahomey annektiert, 1975 Annexion durch Portugal anerkannt |
| Rio Muni                                                    |                                                       | 1778                                                  | nur Handelsrechte zwischen dem Niger und dem Fluss Ogooué, an Spanien abgetreten (heute: Äquatorialguinea) |
| São Tomé und Príncipe                                       | 1471/72                                               | 1975                                                  | zwischen 1469 und 1471 Entdeckung São Tomés, 1472 Entdeckung Principes, 1493 erste erfolgreiche Siedlung, Bau des Torre do Capitão, 1502 erste Siedlung auf Principe, 1641–1648 niederländisch besetzt, 1648 französisch besetzt, 1975 in die Unabhängigkeit entlassen |

#### Ostafrika

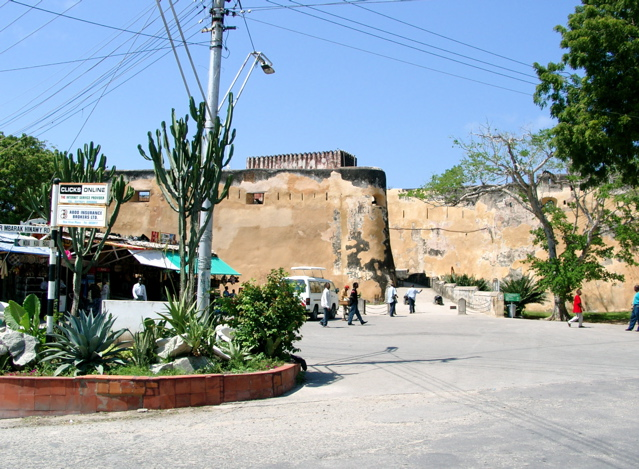
Fort Jesus in Mombasa/Kenia

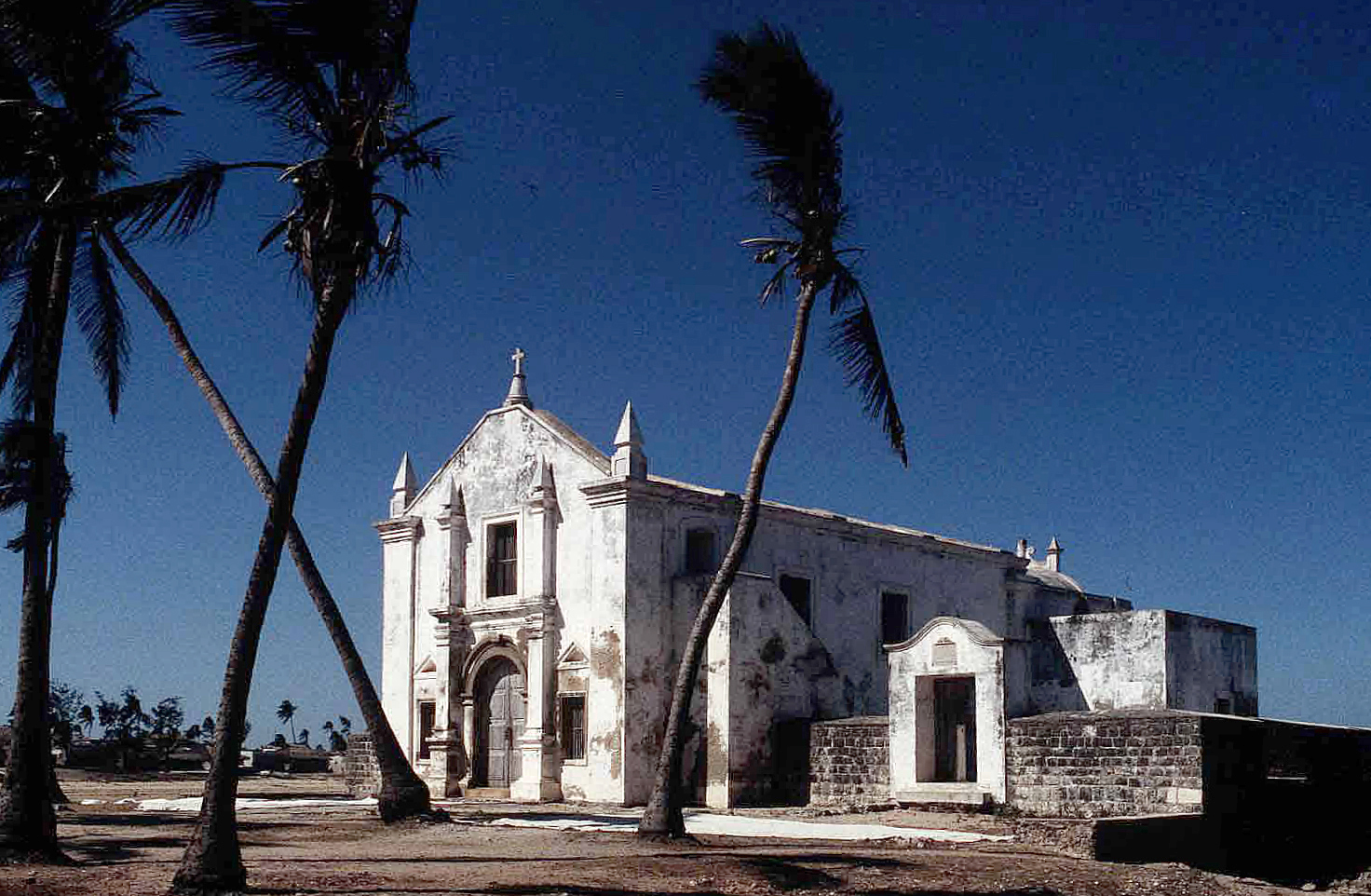
Ilha de Moçambique

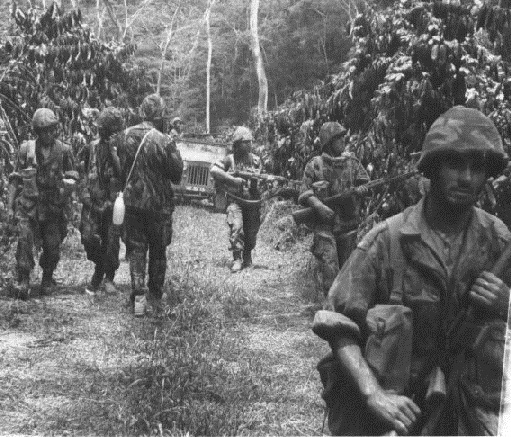
Portugiesische Soldaten im Kolonialkrieg in Mosambik

Nach der Umrundung des Kaps der Guten Hoffnung war der Weg in den Indischen Ozean offen. Vasco da Gama fuhr 1498 entlang der afrikanischen Küste, die bisher zur Einflusssphäre der Araber gehörte, nach Norden Richtung Indien. Unterwegs schloss er einen Pakt mit der Stadt Melinde. Die Taktik der Portugiesen bestand in den folgenden Jahren darin, dass sie mit schwer bewaffneten Schiffen in die Häfen fuhren und vom dortigen Herrscher verlangten, dass er sich zum Untertan der Portugiesen mache. Wurde diese Forderung nicht erfüllt, dann wurde die Stadt geplündert.
Diese Aktionen wurden als heiliger christlicher Krieg gerechtfertigt. Da selbst die großen Städte es nicht gewohnt waren, sich verteidigen zu müssen und auch waffentechnisch unterlegen waren, hatten die Portugiesen ein leichtes Spiel. Im Jahr 1503 griff Ruy Lourenço Ravasco Sansibar an und zwang die Stadt einen Tribut zu zahlen. 1505 wurde Sofala eingenommen und es wurde dort die portugiesische Festung São Caetano erbaut. Francisco de Almeida plünderte in den folgenden Jahren Kilwa, Mombasa und Baraawe. Dasselbe Schicksal ereilte 1517 und 1528 ein zweites Mal Zaila (Saylac). Bis 1506 dehnte Portugal seinen Machtanspruch auf die gesamte Küste Tanganjikas aus. Diese Herrschaft bestand allerdings nur auf dem Papier, weil Portugal diesen Bereich nicht kolonisierte. Portugal baute in den folgenden Jahren eine Reihe von Stützpunkten an der restlichen ostafrikanischen Küste auf und eroberte bis 1520 alle muslimischen Sultanate zwischen Sofala und dem Kap Guardafui, um den Seeweg nach Indien zu sichern.
Schon früh versuchte man, im Gegensatz zu Westafrika, auf der Jagd nach Gold in das Landesinnere vorzudringen. Bereits 1501 hatte Pedro Álvares Cabral die Goldminen des Monomotapa im heutigen Grenzgebiet zwischen Simbabwe und Mosambik besucht, 1514/15 erreichte António Fernandes das heutige Simbabwe, indem er das Königreich von Monomotapa im inneren Mosambiks umging. 1543 verteidigten portugiesische Hilfstruppen unter Cristóvão da Gama den Negus von Äthiopien gegen den muslimischen Somaliherrscher Ahmed Graññ's, eine Bekehrung des äthiopisch-orthodoxen Landes zum katholischen Glauben scheiterte aber. Auch Sklavenhandel wurde betrieben. Die verschleppten Afrikaner wurden in erster Linie an die arabischen Länder verkauft.
Die Yaruba-Dynastie aus dem Oman begann im 17. Jahrhundert nach und nach die portugiesischen Stützpunkte zu erobern, später folgten europäische Konkurrenten. Schließlich verblieb Mosambik als letzte Kolonie, in dessen Süden (Delagoa-Bucht) Portugal niederländischen, britisch-südafrikanischen und österreichischen Kolonialansprüchen gegenüberstand. 1890 musste Portugal auf englischen Druck hin auch auf eine Landverbindung nach Angola, ihrer Kolonie an der afrikanischen Westküste verzichten. Im Ersten Weltkrieg besetzten deutsche Truppen das nördliche Mosambik, wofür Portugal als Entschädigung 1919 das Kionga-Dreieck erhielt, das an Mosambik angeschlossen wurde. 1964 begann der bewaffnete Kampf der FRELIMO gegen die portugiesischen Kolonialherren, doch erst nach der Nelkenrevolution in Portugal wurde Mosambik nach einer einjährigen Übergangsphase in die Unabhängigkeit entlassen.
| Ostafrika                                             | Ostafrika | Ostafrika | Ostafrika |
| ----------------------------------------------------- | --------- | --------- | --- |
| Besitzung                                             | Erwerb    | Verlust   | Geschichte |
| Brava (Baraawe) (heute Somalia)                       | 1506      | 1698      | 1506 von Tristão da Cunha erobert, sporadische Tributzahlungen ohne feste portugiesische Besatzung; 1698 an den Oman verloren |
| Grande Comore (Komoren)                               | 1500      | 1505      | von Portugal fünf Jahre besetzt |
| Insel Lamu (heute Kenia)                              | 1506      | 1698      | 1506 von Tristão da Cunha erobert, 1540 befestigter Posten, ab 1652 Beistand durch Oman, 1698 endgültig verloren |
| Melinde (Malindi) (heute Kenia)                       | 1500      | 1630      | 1498 Vasco da Gama erreicht Melinde und errichtet einen Padrão, 1500 Bündnis zwischen Melinde und Portugal, 1502 portugiesische Faktorei errichtet, 1593 Verlegung des portugiesischen Hauptstützpunkts nach Mombasa, 1630 Aufgabe der Faktorei |
| Mogadischu (Somalia)                                  |           | 1698      | |
| Mombasa (Kenia)                                       | 1500      | 1729      | 1498 Vasco da Gama erreicht Mombasa, 1505 von Francisco de Almeida für Portugal erobert, 1588 bis 1593 unter Kontrolle von Amir Ali Bey, 1593/94 wieder erobert durch Portugal, Bau des Fort Jesus, 1698 an den Oman verloren, 1728 bis 1729 nochmals portugiesisch, dann an den Oman verloren |
| Moçambique (Mosambik), auch Portugiesisch-Ostafrika   | 1502      | 1975      | 1498 Vasco da Gama erreicht Mosambik und nimmt es für Portugal in Besitz, 1502 Ilha de Moçambique und Sofala als Stützpunkte besetzt, 1510 Fort São Sebastião de Moçambique auf der Insel, 1530 Gründung von Sena, 1537 Gründung von Tete am Sambesi, 1544 Gründung von Quelimane und Laurenço Marques (Maputo), 1875 Delagoa-Bucht im Süden wird portugiesisch, 1885 Besetzung des Hinterlandes, 1893 Grenze der Gebiete um den Sambesi festgelegt, 1897 endgültige Grenze zu den britischen Kolonien, 1917–1918 Norden von Deutschland besetzt, 1919 Kionga-Dreieck annektiert, 1964–1974 Unabhängigkeitskrieg der FRELIMO, 1975 in die Unabhängigkeit entlassen |
| Insel Pemba                                           |           |           | |
| Quíloa (Kilwa Kisiwani)                               | 1505      | 1512      | 1502 von Vasco da Gama besucht, 1505 Francisco de Almeida zerstört die Stadt und baut ein Fort, 1512 durch Araber erobert, wieder Swahili-Stadtstaat |
| Sansibar                                              | 1503      | 1698      | 1499 von Vasco da Gama erreicht, ab 1503 portugiesische Handelsposten, 1505 durch João Homere für Portugal in Besitz genommen, 1698 an den Oman verloren |
| Ilha do São Lorenço, auch Santa Apolonia (Madagaskar) | 1506      | 1550      | 10. August 1500 Diogo Dias betritt als erster Europäer Madagaskar, 1506 Flottenstützpunkt in Matatane an der Ostküste, angeblich südliche und südöstliche Küste der Insel im Besitz Portugals bis 1550 |

### Amerika
Der Geschichtsschreiber Cordeiro berichtet vom Portugiesen João Vaz Corte-Real, er habe 1473 in einer gemeinsamen portugiesisch-dänischen Expedition Neufundland (Terra (Nova) do Bacalhau) und Grönland erreicht. Seine geheimen Berichte von dem armen Land jenseits des Atlantiks sollen mit ein Grund gewesen sein, weshalb Portugal Christoph Kolumbus keine Expedition Richtung Westen finanziert hat. 1498 erforschte João Fernandes Lavrador die Küste der nach ihm benannten Labrador-Halbinsel. Am 12. Mai 1500 übertrug Manuel I. Gaspar Corte-Real, einem Sohn von João Vaz Corte-Real, die Eigentumsrechte „einiger Inseln und der Terra firma“ im Nordwestatlantik. Auch Gaspar unternahm Entdeckungsfahrten bei Neufundland, Labrador und Grönland. Er verschwand bei einer seiner Fahrten, ebenso wie sein Vater und sein Bruder Miguel.
Spekulationen gibt es über den portugiesischen Seefahrer João Álvares Fagundes, der 1520 die Südküste Neufundlands erforschte. Einige Wissenschaftler trauen Fagundes zu, dass er bis in den Golf des Sankt-Lorenz-Stroms vordrang. Fagundes soll als Belohnung eine Capitania über die von ihm entdeckten Gebiete erhalten und dort eine Kolonie gegründet haben. Diese soll aber, ebenso wie eine Kolonie der Corte-Reals auf Labrador, nach kurzer Zeit wieder aufgegeben worden sein. Den Siedlern war es angeblich zu kalt, so dass sie ihr Glück weiter westlich versuchten. Die neue Kolonie soll sich bei Ingonish oder in der Mira Bay befunden haben, beides auf der Kap-Breton-Insel. Der Widerstand Indigener soll dann die Aufgabe der Kolonie erzwungen haben. Sicherheit über die Existenz der portugiesischen Kolonien in Nordamerika gibt es nicht, jedoch zeigen Karten aus der Zeit um 1500 Neufundland, Labrador und sogar Grönland als portugiesisches Territorium (Cantino-Planisphäre). Die Gebiete werden hier auch Terra Cortereal und Terra del Rey de Portuguall genannt. Sicher ist, dass die portugiesischen Fischer seit dieser Zeit vor die Küste Neufundlands kommen, um hier Fische als Grundlage für das portugiesische Nationalgericht Bacalhau zu fangen.

Karte Brasiliens aus dem 16. Jahrhundert

1500 erreichte Pedro Álvares Cabral als erster Europäer die Küste Brasiliens, andere Expeditionen Portugals erforschten ab 1501 die Küste Brasiliens. Bei einer von ihnen war Amerigo Vespucci als Steuermann mit dabei. 1502 erreichte man bereits Uruguay und den Río de la Plata. Brasilien wuchs bald zur größten und reichsten Kolonie Portugals heran. 1531/32 wurden von Rio de Janeiro und São Vicente aus erstmals Expeditionen ins Landesinnere entsandt.
1807 wurde Lissabon von den Truppen Napoleons besetzt, die portugiesische Königsfamilie floh nach Brasilien, Rio de Janeiro wurde neuer Regierungssitz. Nach Ende des Krieges erhielt Brasilien 1815 den Status eines Königreichs, das in Personalunion mit Portugal gemeinsam regiert wurde. Nach dem Tode Maria I. 1816 wurde der Prinzregent in Rio de Janeiro als Johann VI. zum König von Brasilien und Portugal gekrönt. Als er 1820 zur Rückkehr nach Portugal aufgefordert wurde, folgte er dieser, doch der Kronprinz weigerte sich, ließ sich als Peter I. zum Kaiser von Brasilien krönen und erklärte am 7. September 1822 die Unabhängigkeit Brasiliens, womit Portugal seine größte und reichste Kolonie endgültig verlor.
Die vierte portugiesische Indienflotte erreichte 1502 auf den Weg nach Indien die Insel Trindade und im selben Jahr entdeckte Fernão de Noronha die nach ihm benannte Insel Fernando de Noronha. De Noronha hatte die Insel ursprünglich São João getauft. Fernando de Noronha wurde besiedelt und kam, wie Trindade, zu Brasilien nach dessen Unabhängigkeit.
| Amerika                                        | Amerika | Amerika | Amerika |
| ---------------------------------------------- | ------- | ------- | --- |
| Besitzung                                      | Erwerb  | Verlust | Geschichte |
| Barbados                                       | 1536    | 1620    | entdeckt durch Pedro Campos, Außenposten von brasilianischen Juden, 1620 aufgegeben |
| Brasilien                                      | 1500    | 1822    | 1500 Entdeckung Brasiliens, ab 1530 Kolonie, 1624 bis 1654 Nordosten als Neu-Holland niederländisch, 1714 Vizekönigreich, 1815–1822 Personalunion Vereinigtes Königreich Portugal, Brasilien und Algarve, 1822 unabhängig |
| Cisplatina (heute Uruguay)                     | 1808(?) | 1822    | 1808 von Portugal in Besitz genommen, andere Quelle: 1816 von Portugal besetzt, 1815–1822 Vereinigtes Königreich Portugal, Brasilien und Algarve, 1822 als Teil Brasiliens unabhängig |
| Colónia do Sacramento (Colonia del Sacramento) | 1680    | 1777    | 1680 Gründung der Kolonie, im selben Jahr von Spanien besetzt, 1681 Rückgabe an Portugal, 1705–1715 als Niemandsland unter spanisch-argentinischer Verwaltung, 1715–1722 spanisch-argentinisch, 1722 verwaltet durch Portugal, 1735 von Spanien besetzt und Absetzung des portugiesischen Gouverneurs 1737, 1762 Erneuter Angriff Spaniens, 1763 wieder an Portugal, 1777 Abtretung an Spanien |
| Französisch-Guayana                            | 1809    | 1817    | von Portugal im Laufe der napoleonischen Kriege besetzt |
| Labrador (?)                                   | 1499    | 1526    | 1498 von João Fernandes Lavrador entdeckt und nach ihm benannt, 1499 Kolonie, 1526 aufgegeben |
| Terra Nova (Neufundland) (?)                   | 1521    | 1526    | 1473 bereits möglicherweise durch João Vaz Corte-Real entdeckt und als Terra Nova do Bacalhau (Neues Land des Stockfischs) benannt, 1500 durch portugiesische Expeditionen erforscht, 1521 Bau einer Kolonie, 1526 aufgegeben, seitdem nur noch von Fischern besucht |

### Asien

#### Naher Osten

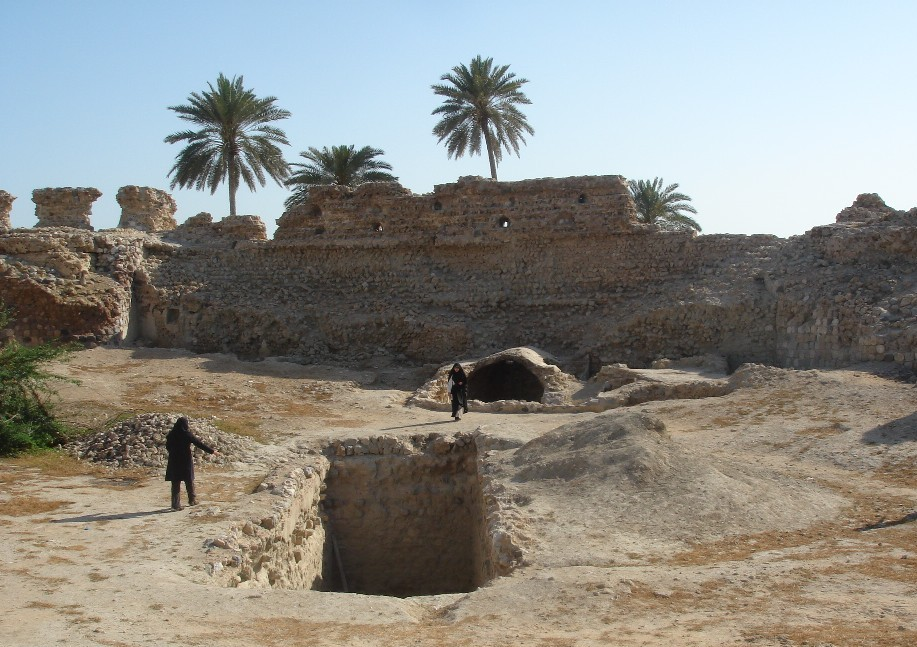
Forte de Queixome auf Qeschm

1507 besetzte Afonso de Albuquerque für Portugal mehrere Städte am Golf von Oman und an der Straße von Hormus. Ziel war das Ausschalten der Konkurrenz durch Händler aus Arabien, Ägypten, Genua und Venedig, indem der Golf von Aden und der Persische Golf deren Schiffen gesperrt wurde. Portugal beherrschte die Insel Hormus von 1515 (mit Unterbrechungen) bis 1622. Im selben Jahr landete Afonso de Albuquerque auf der Insel Sokotra, nahe der Hauptstadt Suq im Glauben, sie würden dort Christen vom arabisch-islamischen Joch befreien. Als sie merkten, dass sie doch nicht so willkommen waren, zogen die Portugiesen 1511 bereits wieder ab. 1513 scheiterte der Eroberungsversuch von Aden. Der Plan zur Eroberung von Mekka und Sues wurde daraufhin aufgegeben. Die anderen Besitzungen im arabischen Raum gingen im 17. Jahrhundert nach und nach verloren. Persien eroberte von den Portugiesen Bahrain (1602), Gamru (1615) und mit Hilfe der Engländer die Besitzungen an der Straße von Hormus (1622). Nasir ibn Murshid und sein Cousin Sultan ibn Saif I. aus der Yaruba-Dynastie vertrieben die Portugiesen bis 1650 aus den Oman. Später eroberten die Yaruba auch die portugiesischen Besitzungen in Ostafrika und plünderte 1655 Bombay. 
| Naher Osten                      | Naher Osten | Naher Osten | Naher Osten |
| -------------------------------- | ----------- | ----------- | --- |
| Besitzung                        | Erwerb      | Verlust     | Geschichte |
| Bahrain (Arad Fort)              | 1521        | 1602        | Nach 81 Jahren wieder an Persien verloren |
| Gamru (heute: Bandar Abbas/Iran) | 16. Jh.     | 1615        | Erwerb je nach Quelle 1506, 1515 oder 1521, von den Portugiesen befestigte Stadt, 1615 von Persien erobert, |
| Hormus (Ormuz, Hormuz)           | 1507        | 1622        | 1507 Eroberung von Hormus, Bau der Festung Forte de Nossa Senhora da Vitória, 1508 aufgegeben, 1515 Albuquerque erobert Hormus erneut, Bau vom Forte de Nossa Senhora da Conceição de Ormuz auf Gerun, 1621 Bau vom Forte de Queixome auf Qeschm, 1622 Persien nimmt mit englischer Hilfe Hormus und die Forts ein                       |
| Maskat                           | 1507        | 1650        | Vasco da Gama erreicht als erster Portugiese Maskat auf seiner Fahrt nach Indien, 1507 Portugal erobert Maskat, 1523 und 1526 nach Revolten zurückerobert, 1550–1552 von den Türken besetzt, 1581 erneut durch die Türken zerstört, 1588 Fort von den Portugiesen wieder aufgebaut, 1650 von Sultan ibn Saif I. und an den Oman verloren |
| Quriyat (Curiate, Kuriyat)       | 1507        | 1648        | 1507 Portugal erobert die Stadt und Festung, 1522 Revolte, 1607 Festung wieder aufgebaut, 1648 von Nasir ibn Murshid erobert und an den Oman verloren |
| Socotorá (Sokotra)               | 1507        | 1511        | 1507 portugiesisch, 1511 aufgegeben, an den Sultan von Mahra |
| Suhar (Sohar)                    | 1507        | 17. Jh.     | 1507 Portugal erobert die Stadt, bis 1649 Nasir ibn Murshid erzwingt Abzug, an den Oman verloren |
| Sur                              | 1507        | 17. Jh.     | von Nasir ibn Murshid erobert und an den Oman verloren |

Weitere Stützpunkte waren das Fort Sibo (El Sib) nahe Maskat, Calayate (Qalhat, Kalhat), Matara (Matrah), Borca (Barkah, Al Batha) und Cassapo (Khasab) im Oman. 

#### Portugiesisch-Indien

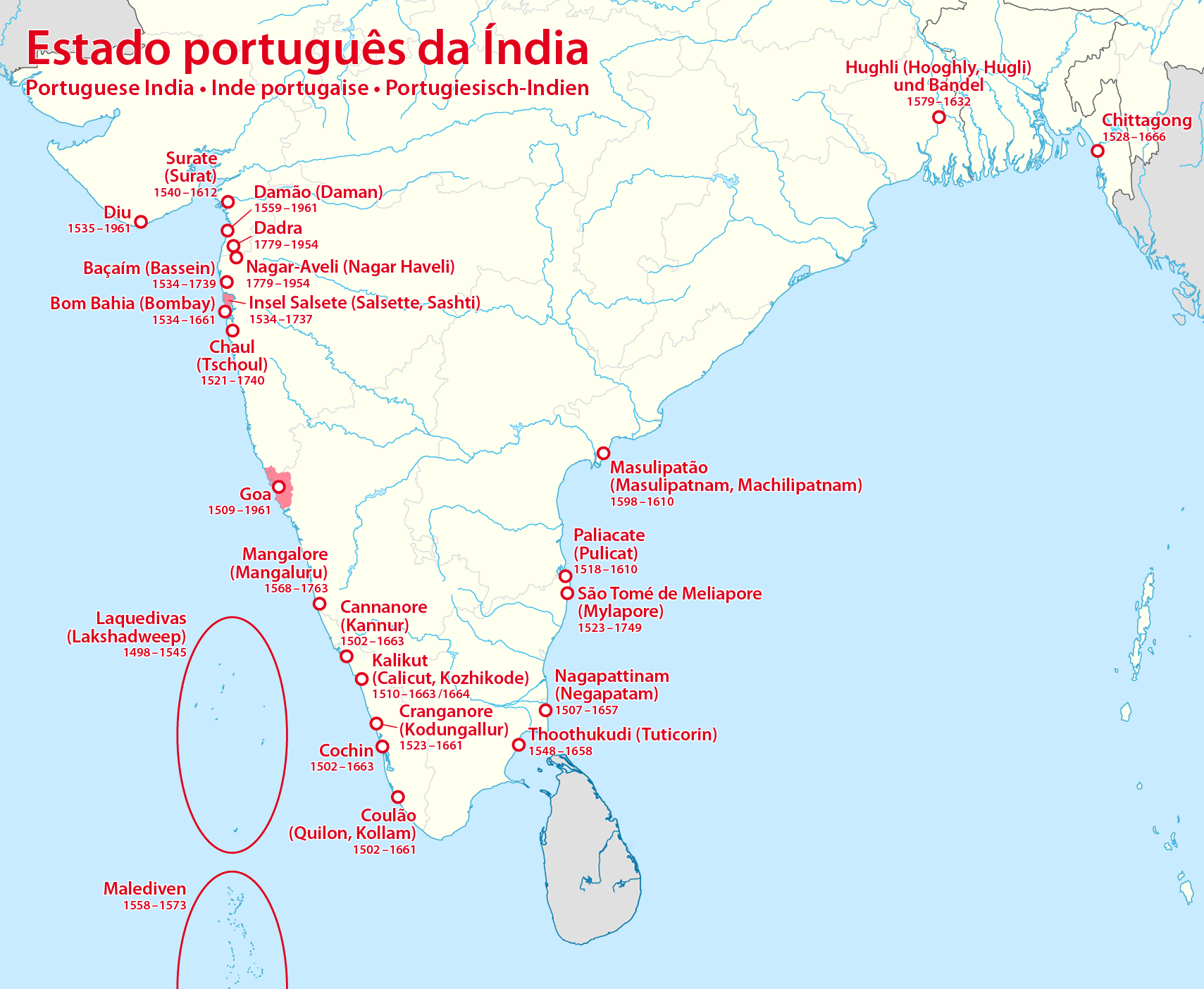
Portugiesische Besitzungen in Indien

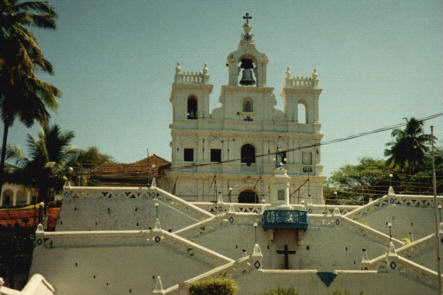
Kirche Unserer Lieben Frau der Unbefleckten Empfängnis in Panaji

Dem Portugiese Vasco da Gama gelang 1498, was europäische Seefahrer lange Zeit versucht hatten, auf dem Seeweg Indien zu erreichen. Portugal begann ab 1505 Gebiete in Indien zu erobern und dort Handelsstützpunkte einzurichten. Unter dem ersten Vizekönig des „Estado da Índia“ (Staat von Indien) Francisco de Almeida und seinem Nachfolger, dem Gouverneur Afonso de Albuquerque wurde die portugiesische Machtposition planmäßig ausgeweitet. 1507 führte Lourenço de Almeida eine Strafexpedition gegen Quilon, da dort kurz zuvor der portugiesische Leiter der Faktorei ermordet worden war. Ein Jahr später werden Chaul und Kalikut durch Francisco de Almeida geplündert. 1509 vernichtet er die arabisch-ägyptische Flotte vor Diu und Portugal erhielt die vollständige Seeherrschaft im Indischen Ozean. 1510 wurden Goa und Kalikut erobert. 1535 fiel das wichtige Handelszentrum Diu in portugiesische Hände. 1538 und 1546/47 konnten Belagerungen von Diu abgewehrt werden. Waren anfangs die Muslime (Ägypter und Türken) und die indischen Reiche die Gegner, traten ab dem 17. Jahrhundert die Niederlande, England und später andere europäische Großmächte als Konkurrenten auf. Dazu kam der Krieg gegen die Marathen im 18. Jahrhundert. Portugal verlor die meisten seiner Stützpunkte und konnte nur noch einen kleinen Rest bis in das 20. Jahrhundert halten. 1954 übernahmen lokale, indische Nationalisten in den portugiesischen Besitzungen Dadra und Nagar Haveli die Kontrolle und schaffen eine pro-indische Verwaltung. Die Republik Indien verweigerte den portugiesischen Truppen den Zugang zu den Enklaven durch sein Territorium. 1961 besetzte Indien die letzten Enklaven Goa, Diu und Damão (Daman). Die kleine portugiesische Garnison von 3.000 Mann konnte der Übermacht nichts entgegenstellen. Im Kampf wurde die Afonso de Albuquerque zerstört. 1974 wurde die Annexion durch Indien von Portugal anerkannt.
| Portugiesisch-Indien (Estado da India)    | Portugiesisch-Indien (Estado da India) | Portugiesisch-Indien (Estado da India) | Portugiesisch-Indien (Estado da India) |
| ----------------------------------------- | -------------------------------------- | -------------------------------------- | --- |
| Besitzung                                 | Erwerb                                 | Verlust                                | Geschichte |
| Baçaím (Bassein, heute Vasai-Virar)       | 1534                                   | 1739                                   | 1530 und 1531 wird die Stadt von den Portugiesen niedergebrannt, 1533 wird der ganze Küstenstrich verwüstet, 23. Dezember 1534 wird das Gebiet an die Portugiesen übergeben, 1720 erobern die Marathen den Hafen von Kalyan, 1737–1739 Verlust der restlichen Gebiete an die Marathen |
| Bom Bahia (Bombay, heute Mumbai)          | 1534                                   | 1661                                   | 1508 erreicht der Portugiese Francisco de Almeida die Bucht und nennt sie Bom Bahia (Gute Bucht), 23. Dezember 1534 Vertrag von Baçaím überträgt Region an die Portugiesen, 1626 Überfall der Engländer, 1655 Sultan ibn Saif I. aus dem Oman plündert Bombay, 1661 als Mitgift an England |
| Cannanore (Kannur)                        | 1502                                   | 1663                                   | 1502 Handelsstützpunkt, 1505 Errichtung des St. Angelo Fort, 1663 an die Niederlande verloren |
| Chaul (Tschoul)                           | 1521                                   | 1740                                   | 1507 Plünderung Chauls, 1521 Bau eines Forts am Südufer des Flusses Kundalika, 1531 neues Fort Santa Maria do Castello aus Stein, eine Stadt entsteht um das Fort, ein Vertrag von 1558 verhindert deren Befestigung, 1570/71 Zerstörung der Stadt durch Ahmadnagar, Wiederaufbau und Befestigung der Stadt, neue Festung Morro de Chaul am Nordufer des Flusses, weitere Angriffe auf die Stadt werden abgewehrt, Ausbau der Befestigung bis 1613, Belagerung durch die Marathen März bis Oktober 1739, an die Marathen 1740 abgetreten |
| Chittagong                                | 1528                                   | 1666                                   | 1528 Gründung einer Faktorei, 1666 von den Moguln erobert |
| Cochin                                    | 1502                                   | 1663                                   | 1500 landet der Portugiese Pedro Álvares Cabral in Cochin, 1502 Gründung einer Handelsniederlassung, 1503 erste europäische Festung in Indien (Fort Manuel), bis 1510 Hauptstadt von Portugiesisch-Indien, 1524 Vasco da Gama stirbt in Cochin, 1663 an die Niederlande verloren |
| Coulão (Quilon, Kollam)                   | 1502                                   | 1661                                   | 1502 Bau einer portugiesischen Faktorei, 1507 Strafexpedition gegen Quilon, 1518 Bau des Forte de São Tomé, 1661 an die Niederlande verloren |
| Cranganore (Kodungallur)                  | 1523                                   | 1661                                   | 1502 bitten die Syrischen Christen der Stadt die Portugiesen um ihren Schutz, 1523 Bau eines portugiesischen Forts, 1565 Vergrößerung des Forts, 1661 an die Niederlande verloren (eine andere Quelle gibt Zeit der portugiesischen Herrschaft mit 1536–1662 an) |
| Dadra                                     | 1779                                   | 1954                                   | 1779 Portugiesisch (andere Quelle: 1785), 1954 lokale Nationalisten übernehmen die Kontrolle, 1961 von Indien offiziell annektiert |
| Damão (Daman)                             | 1559                                   | 1961                                   | 1523 Diogo de Melo landet als erster Portugiese in Damão, 1534 Zerstörung der Befestigungsanlagen durch die Portugiesen, 1559 Eroberung der Stadt Damão, 1588 Teil der Kolonie Portugiesisch-Indien, 1614 Eroberung des Gebietes von Damão Pequeno am rechten Ufer des Flusses, 18. Dezember 1961 von Indien besetzt, 1974 Annexion durch Portugal anerkannt |
| Diu                                       | 1535                                   | 1961                                   | 1513 Gründung einer Faktorei scheitert, 1531 Eroberungsversuch scheitert, 1535 Eroberung; Der Sultan von Gujarat erlaubt den Bau einer portugiesischen Festung und die Stationierung einer Garnison innerhalb einer Allianz gegen das Mogulreich, 1538 und 1546/47 Belagerungen zur Vertreibung der Portugiesen scheitern, Ende 17. Jahrhundert Angriffe der Niederländer werden abgewehrt, 18. Dezember 1961 von Indien besetzt, 1974 Annexion durch Portugal anerkannt |
| Goa                                       | 1510                                   | 1961                                   | 1510 Eroberung und Errichtung einer portugiesischen Siedlung in Velha Goa (Alt-Goa), 1512 Niederschlagung einer Revolte, 1603 und 1639 niederländische Angriffe werden abgewehrt, Ende 17. Jahrhundert erobern die Marathen die nördlichen Teile Goas, 1737–1739 Die Marathen überrennen fast ganz Goa, nur das Eintreffen der Flotte verhindert den Verlust, 1759 Pangim (Panaji) wird neue Hauptstadt der Kolonie, Gebietsgewinne: Bicholim (1781), Satari (1782), 1787 Rebellion gegen die Portugiesen, letzte Gebietsgewinne: Pernem (1788), Ponda, Quepem, Sanguem und Canacona (alle 1791), 1799–1813 englische Besetzung Goas, 1843 Panaji wird Hauptstadt Goas, 1955 Versuch von Unbewaffneten die indische Flagge auf dem Fort von Tiracol zu setzen, 18. Dezember 1961 von Indien besetzt, 1974 Annexion durch Portugal anerkannt |
| Hughli (Hooghly, Hugli) und Bandel        | 1579                                   | 1632                                   | 1536 Portugiesen erhalten die Erlaubnis, Handel zu treiben; 1579 Stadtgründung durch die Portugiesen |
| Kalikut (Calicut, Kozhikode)              | 1510                                   | 1663/1664                              | 1498 landet Vasco da Gama an einem Strand in der Nähe das erste Mal in Indien, 1507 Plünderung von Kalikut, 1510 Eroberung Kalikuts, 1512 Bau es Fortaleza de Diu, 1525 der befestigte Posten wird aufgegeben, 1528 und 1538 Niederlagen von Zamorin gegen Portugal und erneuter Bau einer Festung, 1540 Monopol des Gewürzhandels für Portugal, 1571 Zerstörung der Festung, 1588 Portugiesen lassen sich wieder in der Stadt nieder, 1600 Rebellion wird niedergeschlagen, 1663/1664 an die Niederlande verloren |
| Laquedivas (Lakshadweep)                  | 1498                                   | 1545                                   | 1498 von den Portugiesen erobert und Bau eines Fort auf Amini, 1545 durch Rebellion der Einheimischen wieder verloren |
| Masulipatão (Masulipatnam, Machilipatnam) | 1598                                   | 1610                                   | 1598–1610 portugiesisch besetzt |
| Malediven                                 | 1558                                   | 1573                                   | 1558 portugiesische Garnison und Handelsstützpunkt auf Viador (Viyazoru), vom Einheimischen Muhammad Thakurufaanu Al-Azam von den Inseln wieder vertrieben |
| Mangalore (Mangaluru)                     | 1568                                   | 1763                                   | 1505 erste portugiesische Festung, 1565 Eroberung von Mangalore, 1568 Bau neuer Festung, 1659–1660 Oberhoheit durch Raja Shivappa Nayaka von Keladi (1645–1660), 1695 Araber brennen Mangalore nieder, 1714 Rückkehr der Portugiesen, 1763 Portugiesen werden durch Mysore-König Hyder Ali vertrieben |
| Nagapattinam (Negapatam)                  | 1507                                   | 1657                                   | 1657 an die Niederlande verloren |
| Nagar-Aveli (Nagar Haveli)                | 1779                                   | 1954                                   | 1779 Portugiesisch (andere Quelle: 1783), 1954 lokale Nationalisten übernehmen die Kontrolle, 1961 von Indien offiziell annektiert |
| Paliacate (Pulicat)                       | 1518                                   | 1610                                   | 1610 an die Niederlande verloren, 1612 zerstören die Portugiesen die niederländische Faktorei, der Ort wird aber nicht mehr besetzt (andere Quellen: 1609 Bau eines niederländischen Forts; portugiesische Herrschaft: 1518–1619) |
| Insel Salsete (Salsette, Sashti)          | 1534                                   | 1737                                   | 23. Dezember 1534 im Vertrag von Baçaím an Portugal, 1737 die Marathen erobern die Insel |
| São Tomé de Meliapore (Mylapore)          | 1523                                   | 1749                                   | 1516 Bau der Franziskanermission Nossa Senhora da Luz, portugiesische Siedlung von 1523 bis 1662 und von 1687 bis 1749 |
| Surate (Surat)                            | 1540                                   | 1612                                   | 1540 Eroberung und Zerstörung der Stadt durch Portugal, Bau eines Forts, 1608 Ankunft der ersten englischen Schiffe, 1612 Ablösung der portugiesischen maritimen Vormacht im Indischen Ozean durch England nach dem Seegefecht vor Suvali nördlich von Surat |
| Thoothukudi (Tuticorin)                   | 1548                                   | 1658                                   | 1548 Neugegründet durch die Portugiesen, 1658 an die Niederlande verloren |

#### Ceylon
Der Sohn von Francisco de Almeida, des ersten Vizekönig Portugiesisch-Indiens, Lourenço erreichte 1505 als erster Portugiese Ceylon, das bisher in erster Linie Zimt an arabische Händler verkaufte. 1517 errichten die Portugiesen ihr erstes Fort in Colombo, das aber 1524 wieder aufgegeben wird. 1545 wird Jaffna tributpflichtig, 1591 setzen die Portugiesen sogar einen neuen König in Jaffna ein. 1592 erlangen sie die Oberhoheit über die Reiche von Kotte und Sitawaka. Das Königreich Kandy wird zwar kurz besetzt, besteht aber als letztes Reich auf der Insel bis ins 17. Jahrhundert. 1597 fällt Kotte endgültig an die portugiesische Krone, 1621 folgt Jaffna und bis 1629 gelingt eine Eroberung von Teilen Kandys, bis die Portugiesen ein Jahr später eine Niederlage gegen Kandy einstecken müssen. 1639 beginnen die Niederländer nach und nach die Insel von den Portugiesen zu erobern. 1656 fällt Colombo und schließlich 1658 als letztes Jaffna.
| Ceylon                           | Ceylon | Ceylon  | Ceylon |
| -------------------------------- | ------ | ------- | --- |
| Besitzung                        | Erwerb | Verlust | Geschichte |
| Ceylon (Ceilão, heute Sri Lanka) | 1517   | 1658    | 1505 Lourenço de Almeida erreicht Ceylon, 1517 Colombo erobert und Festung errichtet, 1545 Jaffna tributpflichtig, 1592 Oberhoheit über Kotte und Sitawaka, zwischen 1656 (Colombo) und 1658 (Jaffna) an die Niederlande verloren |

#### Hinterindien

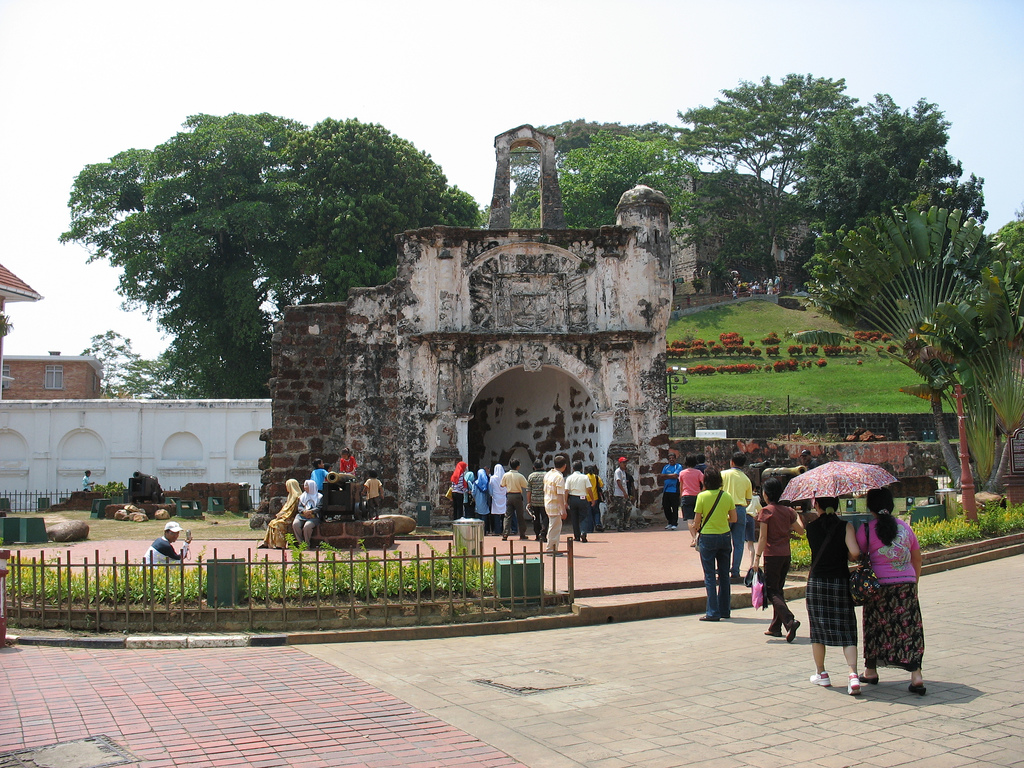
Die Reste des portugiesischen Forts A Famosa in Malakka

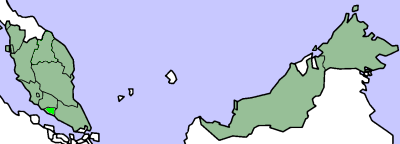
Malakka

Im Jahr 1509 besuchte der Portugiese Diogo Lopes de Sequeira die Handelsstadt Malakka. Im darauf folgenden Jahr scheiterte ein Versuch Malakka zu erobern, doch 1511 gelang Afonso de Albuquerque die Eroberung einer der wichtigsten Handelsstädte Ostasiens unter großen Verlusten. Im selben Jahr wurde das Fort A Famosa gebaut. Portugal begann Allianzen mit den umliegenden Herrschern der Halbinsel Malaya zu schmieden. Der ehemalige Sultan von Malakka versuchte von Johor aus mehrmals seine Stadt zurückzuerobern, auch Atjeh griff mehrfach an. 1583 schloss Johor mit Portugal Frieden. Albuquerque baute in Malacca eine neue Verwaltung auf und eine eigene Münzprägeanstalt. 1521 wurde eine Kirche errichtet, die 1558 zur Kathedrale geweiht wurde. Viele Portugiesen begannen sich in Malakka niederzulassen. Noch heute leben in dieser Stadt Nachkommen der Portugiesen, die eine portugiesische Kreolsprache sprechen. Ab 1602 begannen die Niederländer immer wieder die Stadt zu attackieren. Erst 1641 gelang einer Flotte aus Johore und Niederländern die Eroberung Malaccas.
Eine Fußnote der Geschichte bildete der portugiesische Abenteurer Filipe de Brito e Nicote, der im späten 16. Jahrhundert in Syriam (heute Thanlyin/Myanmar) seine Basis hatte. Er machte sich selbst zum Kriegsherrn über das Gebiet und kämpfte gegen die Birmanen, bis er 1613 gefangen genommen und getötet wurde. Zum portugiesischen Besitz gehörte Syriam nicht lange.
| Hinterindien      | Hinterindien | Hinterindien | Hinterindien |
| ----------------- | ------------ | ------------ | --- |
| Besitzung         | Erwerb       | Verlust      | Geschichte |
| Malakka (Malacca) | 1511         | 1641         | 1509 erstmals von Portugiesen besucht, 1510 Eroberungsversuch scheitert, August 1511 von Portugal erobert, 1641 an die Niederlande verloren |

#### Ostasien

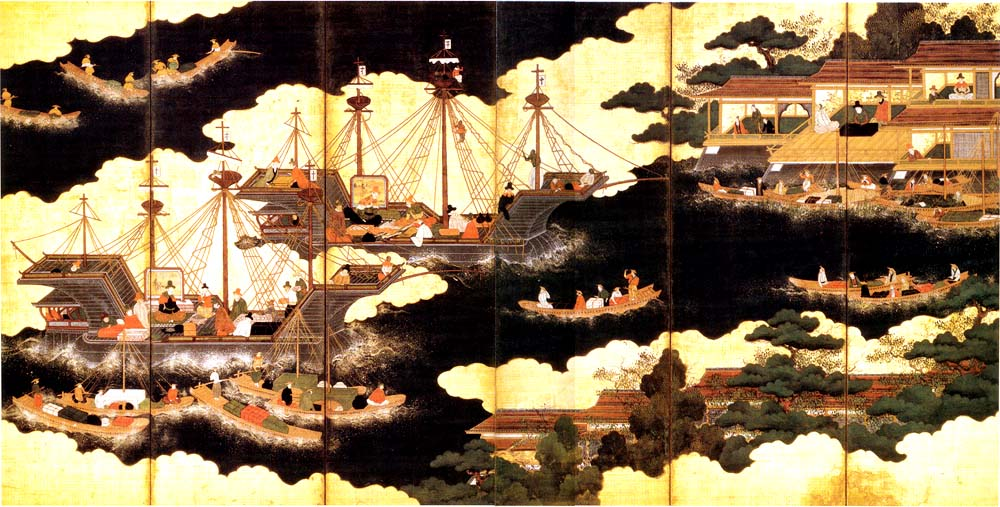
Nanban-Handelsschiffe in Japan

1513 (1515?) besuchten mehrere portugiesische Expeditionen erstmals Kanton, Nanjing und Peking. Der erste Posten in China wurde 1519 in Tamão errichtet. 1543 erreichten die Portugiesen Antônio da Mota, Antônio Peixoto und Francisco Zeimoto die japanische Insel Tanegashima. Nach mehreren Versuchen an anderen Orten in China, siedelten die Portugiesen sich Mitte des 16. Jahrhunderts in Macau an, das zum Zentrum des Handels in Ostasien wird. Da es Japanern und Chinesen verboten war, ihr Land zu verlassen, dienten die Portugiesen im 16. und 17. Jahrhundert als Händler zwischen den beiden asiatischen Reichen. In der Epoche des Nanban-Handels wurde Seide aus China zum portugiesischen Handelsposten Nagasaki gebracht. Auch Feuerwaffen fanden durch die Portugiesen ihren Weg nach Japan. 1634 wurde eins eine künstliche Insel als Handelsposten in den Hafen von Nagasaki gebaut, doch nach dem Shimabara-Aufstand mussten die Portugiesen 1638 Japan verlassen und die Niederländer nahmen ihren Platz ein. Am 20. Dezember 1999 gab Portugal seine letzte Besitzung in Übersee Macau an die Volksrepublik China zurück. Portugiesisch ist in Macau weiterhin eine Amtssprache.
| Ostasien                       | Ostasien | Ostasien | Ostasien |
| ------------------------------ | -------- | -------- | --- |
| Besitzung                      | Erwerb   | Verlust  | Geschichte |
| Lampakkau (Lampacão)           | 1553     | ?        | 1553 Nach Aufgabe von Sanchuang Umsiedlung nach Lampakkau, |
| Liampó, China (Ningbo, Ningpo) | 1533     | 1545     | 1542 Bau einer portugiesischen Siedlung, 1545 Siedlung durch Chinesen zerstört, Umzug nach Sanchuang (andere Quelle: Siedlung von 1540 bis 1549) |
| Macau (Macao, Aomen)           | 1553     | 1999     | 1516 Portugiesen landen in Macau, 1553 Gründung Macaus als Handels- und Missionarszentrum, 1557 portugiesische Verwaltung und Oberhoheit Chinas, 1680 erster portugiesische Gouverneur, jedoch weiterhin unter chinesischer Souveränität, 1849 Portugal erklärt die Unabhängigkeit Macaus von China, 1851 Besetzung von Taipa, 1864 Besetzung von Coloane, 1887 China erkennt das dauerhafte Recht Portugals an der Besetzung Macaus an, 1890 Ilha Verde mit einem Damm an Macau angebunden, 1938 Inseln Dom João, Lapa und Montanha von Portugal besetzt, 1941 Dom João, Lapa und Montanha von Japan besetzt, 1943–1945 Ganz Macau japanisches Protektorat, 1945 Rückgabe von Dom João, Lapa und Montanha an China, 1976 Macau offiziell chinesisches Territorium unter portugiesischer Verwaltung, 1999 an die Volksrepublik China übergeben |
| Nagasaki (Dejima)              | 1571     | 1638     | 1542 Portugiesen erreichen erstmals Japan, 1571 portugiesischer Handelsposten, 1634 Konstruktion der künstlichen Insel Dejima, 1637 Shimabara-Aufstand, 1638 Ausweisung der Portugiesen |
| Sanchuang                      | 1549     | 1553     | Nach Aufgabe von Liampó Neugründung der Siedlung in Sanchuang, 1553 Aufgabe der Siedlung und Umsiedlung nach Lampakkau |
| Tinceo                         | 1547     | 1549     | 1547–1549 portugiesisch |
| Tamão (Tuen Mun 屯門)          | 1519     | 1521     | 1519 portugiesisch besetzt (andere Quelle: 1519), 1521 von China zurückerobert |

#### Molukken

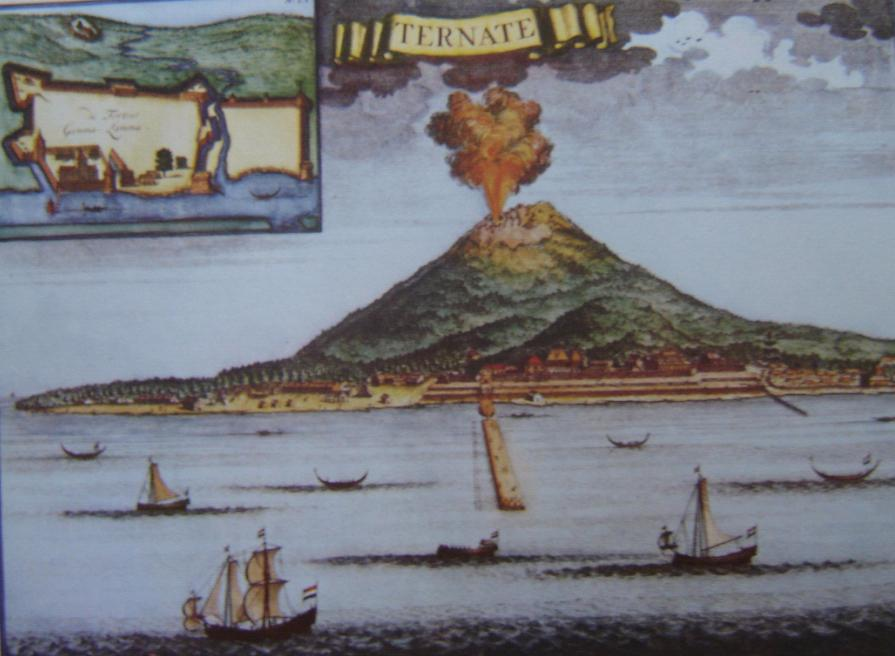
Niederländisches Bild von Ternate 1720 mit dem ehemaligen portugiesischen Fort

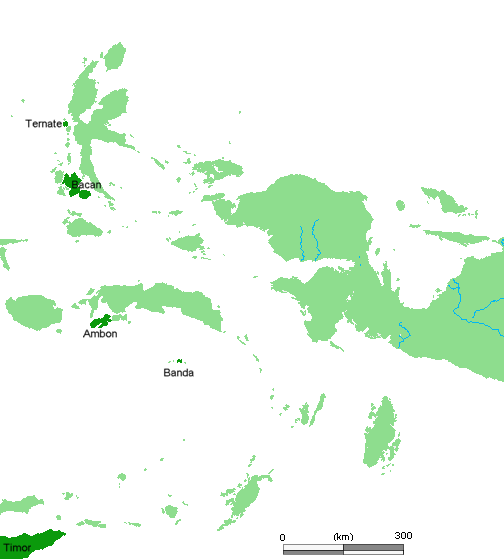
Portugiesische Besitzungen auf den Molukken im 16. und 17. Jahrhundert

Mit den Gewürzinseln (Molukken) erreichten die Portugiesen 1511 eines ihrer Hauptziele, der Zugang zu Gewürzen, wie Muskatnuss, Muskatblüte und Nelken. Wichtigster Verbündeter der Portugiesen auf den Molukken war das Sultanat von Ternate, das neben der Insel Ternate, die Hälfte der Insel Moti, den Norden Halmaheras (portugiesisch Moro, das Reich im Nordwesten Jailolo wurde von Ternate mit Hilfe Portugals annektiert), die Insel Ambon, den Osten von Ceram und den Nordosten Sulawesis beherrschte. Der Sultan erlaubte 1522 den Bau eines portugiesischen Forts auf Ternate und ermöglichte den Portugiesen den Handel in seinem Reich, weswegen in manchen Quellen fälschlicherweise das gesamte Reich als portugiesischer Besitz aufgeführt wird. Ähnlich verhält es sich mit Tidore, dem großen Konkurrenten Ternates, der sich mit Spanien verbündet hatte. Tidore beherrschte neben der eigenen Insel noch den größeren Teil Halmaheras, den anderen Teil von Moti, die Insel Makian und Teile des Westens von Neuguinea. Diese Gebiete werden oft als spanisch aufgeführt, obwohl 1527–1534 und 1544–1545 nur eine Allianz zwischen Tidore und Spanien bestand. Im Vertrag von Saragossa verzichtete Spanien zwar 1529 auf Aktivitäten auf den Molukken zu Gunsten Portugals, aber bis 1545 versuchte Spanien immer wieder die Kontrolle über die Region zu gewinnen, als die Armee von Villalobo von den Portugiesen besiegt wurde. Doch Portugal konnte nur kurze Zeit vom Sieg profitieren. Das Fort auf Ternate musste 1575 aufgegeben werden, als der Sultan gegen seine ehemaligen Verbündeten rebellierte. Während der Personalunion von Spanien und Portugal entsandte Spanien ab 1583 mehrere militärische Expeditionen um erneut Kontrolle über die Region zu gewinnen, doch auch der letzte Angriff auf Ternate 1602 verlief erfolglos. Dafür konnten die Niederländer 1605 das spanische Fort auf Tidore erobern. Erst 1606 konnten Spanier und Portugiesen Tidore wieder zurückerobern und schließlich die Kontrolle über die Molukken zurückgewinnen. Der Sultan von Ternate wurde mit seiner Familie nach Manila gebracht. Doch die Niederländer blieben, verbündet mit dem Sultan von Ternate, weiter der Gegner der Spanier, während diese sich weiter auf den Sultan von Tidore stützten. Die Spanier konnten sich bis 1663 auf Ternate halten, weitere kleinere spanische Stützpunkte existierten auf kleineren Inseln der Molukken noch etwas länger, wie zum Beispiel auf Siau (1671–1677). Portugal hatte zu diesem Zeitpunkt bereits keinen Einfluss mehr auf die Molukken. Nach ihrer Vertreibung von Ternate wurde zunächst Ambon ihr neues Zentrum in der Region, dass aber bis 1580 ständig durch muslimische Angriffe bedroht wurde. 1609 eroberten die Niederländer Ambon.
| Molukken            | Molukken | Molukken   | Molukken |
| ------------------- | -------- | ---------- | --- |
| Besitzung           | Erwerb   | Verlust    | Geschichte |
| Ambon               | 1521     | 1609       | 1511/1513 Portugiesen erreichen Ambon, 1521 Faktorei, 1569 Fort an der Nordküste, 1572 Fort an der Südküste, 1576 Festung Fortaleza da Nossa Senhora da Annunciada, 1605 an die Niederlande verloren |
| Batjan (Bacan)      | 1513     | 1851/59/61 | 1513 Faktorei, |
| Bandainseln (Bante) | 1512     | 1621       | 1511 entdeckt, 1512 Faktorei (andere Quelle gibt an, dass kein permanenter portugiesischer Posten existierte), 1621 an die Niederlande abgetreten                                                    |
| Ternate             | 1513     | 1575       | 1513 Faktorei, Juni 1522 Bau der Festung São João Baptista de Ternate, 15. Juli 1575 Aufgabe von Ternate nach Aufstand der einheimischen Bevölkerung                                                 |

#### Sundainseln

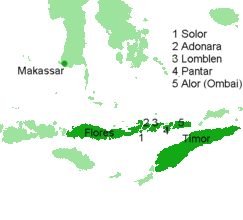
Portugiesische Einflusssphäre auf den Kleinen Sundainseln im 16. und 17. Jahrhundert

Mit Verlust von Malakka 1641, stieg die Bedeutung von Makassar als Handelszentrum für Seide, Sandelholz und Diamanten. Der Handelsposten war 1521 gegründet worden und arbeitete unter dem Schutz des Sultans von Makassar. In den 1620ern lebten ständig 500 portugiesische Händler in Makassar, 1660 waren es 2.000. 1660 griff eine starke niederländische Flotte Makassar an. Das Fort Panakkukang wurde gestürmt und der Sultan gezwungen, einen Vertrag zu unterzeichnen, der die Ausweisung der Portugiesen verlangte. Der Sultan zögerte dies aus wirtschaftlichen Gründen bis 1665 hinaus, doch dann verließen die letzten Portugiesen die Stadt.

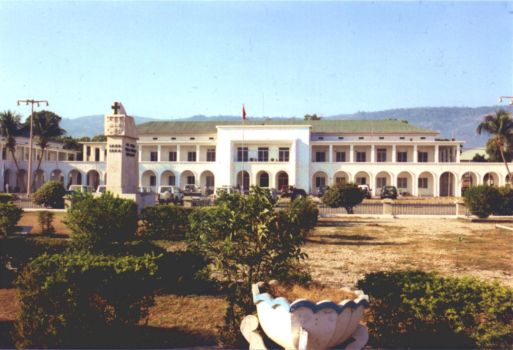
Gouverneurspalast in Dili/Osttimor

Neben den Gewürzen, handelten die Portugiesen auch mit Sandelholz von Timor. Anfang des 16. Jahrhunderts entdeckte António de Abreu die Insel. Bereits 1515 kamen die ersten Dominikaner als Missionare nach Timor. Im Gebiet der damaligen Königreiche Oecussi und Ambeno setzten sich die Portugiesen das erste Mal auf Timor fest. 1556 gründeten die Dominikaner zur Sicherung des Sandelholzhandels den Ort Lifau (Lifao) und bauten 1566 eine Festung auf der Insel Solor, nordwestlich von Timor. Über Solor wurde dann jährlich das Sandelholz aus Timor exportiert. Portugiesische Verwaltung, Militärgarnisonen und Handelsposten waren anfangs auf Timor nicht vorhanden. Sie wurden erst schrittweise als Reaktion auf die Bedrohung durch die Niederländer aufgebaut, die ihren Einfluss in der Region immer mehr vergrößerten. 1568 erreichten niederländische Händler erstmals Timor. 1586 wurden große Teile Timors portugiesische Kolonie (Portugiesisch-Timor). Auch auf Timor und den anderen Kleinen Sundainseln musste Portugal einen Großteil seiner Besitzungen nach und nach an die Niederlande abtreten. 1656 eroberten die Niederländer den portugiesischen Posten von Kupang in Westtimor. Die Macht der Niederländer blieb aber zunächst auf die Umgebung Kupangs beschränkt. Als jedoch 1749 ein Angriff von Portugiesen und Topasse auf Kupang, trotz Übermacht, in einem Desaster endete, brach die Herrschaft beider in Westtimor zusammen. Ein Großteil der regionalen Herrscher Westtimors schloss 1756 Verträge mit den Niederländern ab. 1846 begannen die Niederlande mit Portugal Gespräche über die Übernahme portugiesischer Territorien, aber Portugal lehnte zunächst jedes Angebot ab. 1851 kam der portugiesische Gouverneur José Joaquim Lopes de Lima mit den Niederländern zu einer Vereinbarung über die kolonialen Grenzen in Timor, allerdings ohne Autorisation von Lissabon. Darin wurde der Großteil von Westtimor an die Niederländer abgetreten. Außerdem wurden gleichzeitig der Ostteil Flores, Solor, Pantar und Alor an die Niederländer verkauft. Unnötig zu sagen, dass der Gouverneur in Ungnade fiel und abgesetzt wurde, als Lissabon von dem Vertrag erfuhr. Doch die Vereinbarungen konnten nicht mehr rückgängig gemacht werden, auch wenn der Vertrag über die Grenzen 1854 neu verhandelt wurde und erst 1859 als Vertrag von Lissabon ratifiziert wurde. Die verschiedenen kleinen Königreiche Timors wurden unter niederländischer und portugiesischer Autorität aufgeteilt.

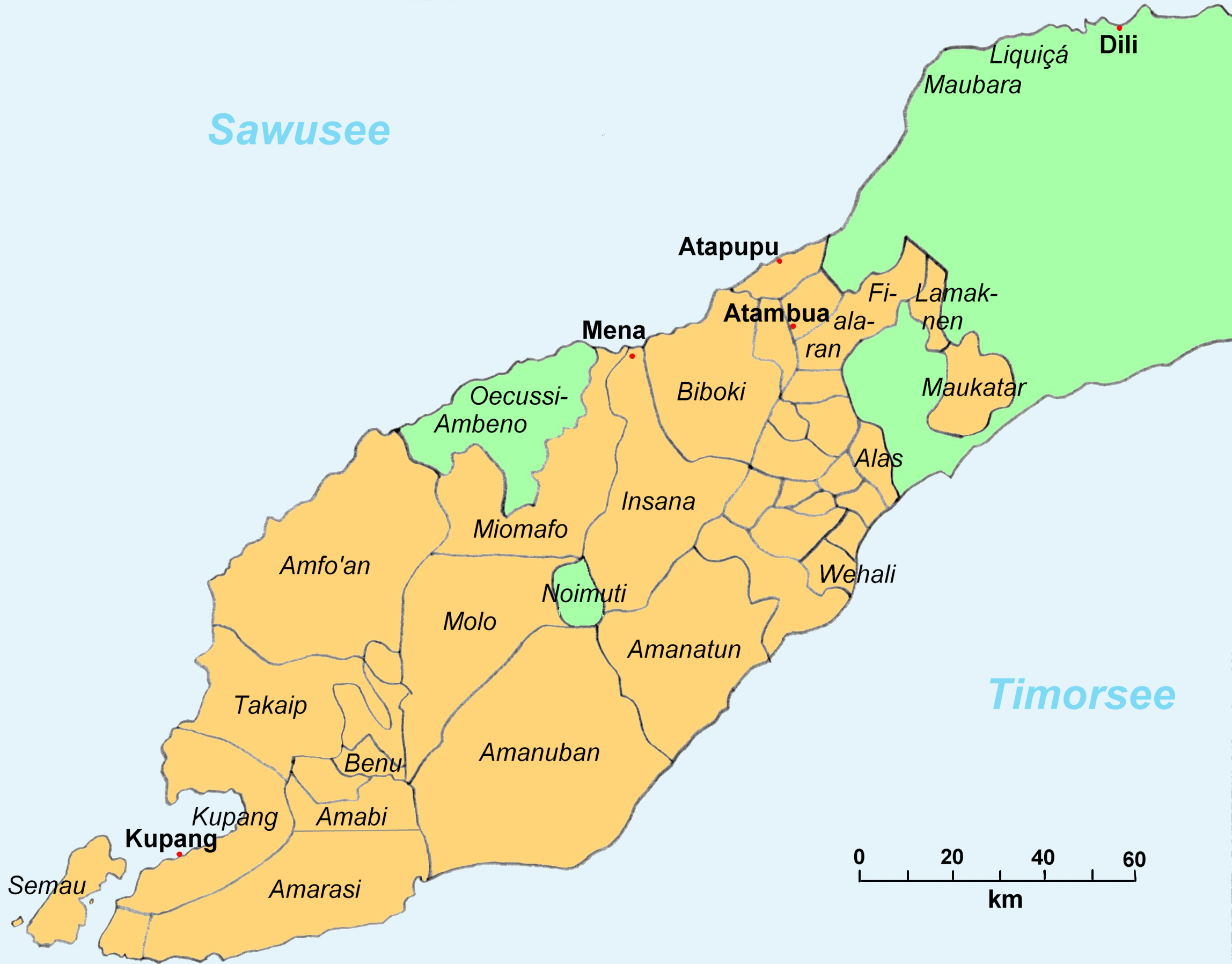
Niederländisch- (orange) und Portugiesisch-Timor (grün) 1911

Die Streitigkeiten wurden erst 1916 beigelegt, als die endgültige Grenze zwischen dem niederländischen West- und dem portugiesischen Osttimor gezogen wurde. Zuvor hatten beide Kolonialmächte noch Enklaven ohne Meereszugang im Gebiet des jeweils anderen. Neben dem Territorium auf Timor waren Portugal nur noch die dazugehörigen Inseln Atauro und Jaco verblieben. Nach der Nelkenrevolution sollte auch Osttimor in die Unabhängigkeit entlassen werden. Es kam aber zu Machtkämpfen zwischen den osttimoresischen Parteien, die Indonesien zur Besetzung grenznaher Gebiete nutzte. Die dadurch in Bedrängnis gebrachte Partei FRETILIN rief daher am 28. November 1975 die Unabhängigkeit aus, doch nur neun Tage später startete Indonesien offen mit der Besetzung des Landes, die bis 1999 anhielt. 1999 übernahmen die Vereinten Nationen die Verwaltung und führten Osttimor 2002 schließlich in die Unabhängigkeit. Da die Ausrufung der Unabhängigkeit 1975 und die indonesische Besatzung international nie anerkannt wurden, galt Osttimor bis 1999 offiziell als „abhängiges Territorium unter portugiesischer Verwaltung“. In Osttimor ist heute noch Portugiesisch Amtssprache, auf Flores wird von einer Minderheit eine portugiesische Kreolsprache gesprochen.

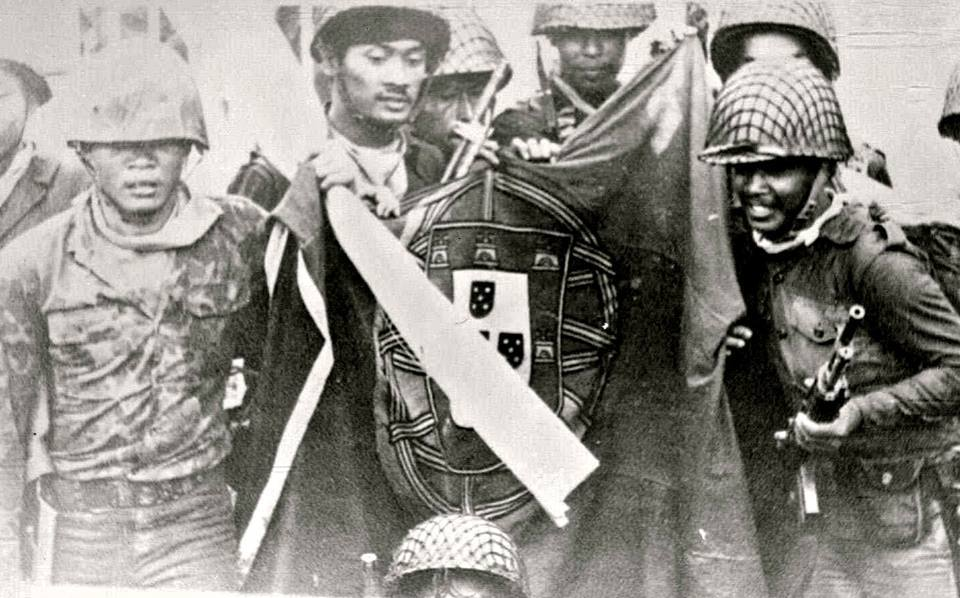
Indonesische Soldaten posieren im November 1975 im osttimoresischen Batugade mit einer erbeuteten portugiesischen Flagge

| Sundainseln                               | Sundainseln | Sundainseln | Sundainseln |
| ----------------------------------------- | ----------- | ----------- | --- |
| Besitzung                                 | Erwerb      | Verlust     | Geschichte |
| Adenara (Adonara)                         |             | 1851/59/61  | 1851 durch den Gouverneur an die Niederlande abgetreten, 1859 Abtretung bestätigt, 1861 Übergabe an die Niederlande erfolgt |
| Alor (Ombai)                              | 16. Jh.     | 1851/59/61  | 1851 durch den Gouverneur an die Niederlande abgetreten, 1859 Abtretung bestätigt, 1861 Übergabe an die Niederlande erfolgt |
| Flores                                    | 1570        | 1851/59/61  | 1544 erste Sichtung der Insel durch Portugiesen, 1570 erste portugiesische Siedlungen, 1595 portugiesisches Fort in Ende, 1667 Teile von Flores an die Niederlande verloren, 1851 letzte Enklaven im Ostteil der Insel durch den Gouverneur an die Niederlande abgetreten, 1859 Abtretung bestätigt, 1861 Übergabe an die Niederlande erfolgt |
| Lomblen                                   | 16. Jh.     | 1851/59/61  | 1851 durch den Gouverneur an die Niederlande abgetreten, 1859 Abtretung bestätigt, 1861 Übergabe an die Niederlande erfolgt |
| Macassar (Makassar, heute: Ujung Pandang) | 1512        | 1665        | 1512 portugiesischer Handelsstützpunkt, 1660 Niederländer stürmen Makassar und zwingen den Sultan die Portugiesen auszuweisen, 1665 die Portugiesen verlassen Makassar |
| Pantar                                    | 16. Jh.     | 1851/59/61  | 1814 Oberhoheit Portugals anerkannt, 1851 durch den Gouverneur an die Niederlande abgetreten, 1859 Abtretung bestätigt, 1861 Übergabe an die Niederlande erfolgt |
| Portugiesisch-Timor                       | 1586        | 1975 (1999) | 1512 entdeckt, 1556 Gründung des Ortes Lifau, 1586 Bildung der Kolonie, 1640 Beginn der niederländischen Besetzung des Westteils der Insel, 1653 wird von den Niederlanden Kupang zerstört und 1656 erobert, 1701 Lifau wird Hauptstadt der Kolonie, 1756 Großteil Westtimors geht an die Niederlande verloren, 1769 Dili wird neue Hauptstadt, 1916 endgültige Grenze zu Westtimor, 1975 unabhängig und kurz darauf von Indonesien besetzt, 1999 UN-Verwaltung bis 2002, offiziell bis zur endgültigen Unabhängigkeit 1999 „abhängiges Territorium unter portugiesischer Verwaltung“ |
| Solor                                     | 1556        | 1851/59/61  | 1556 Gründung einer portugiesischen Siedlung, 1566 Bau einer Festung, 1589 das Fort Laboiana wird bei einer Einheimischenrebellion teilweise niedergebrannt, 1602 Angriff der Bugis abgewehrt, 1613 an die Niederlande verloren, 1630 durch Überlaufen des niederländischen Kommandanten von Portugal zurückgewonnen, 1836 Angriff der Niederlande abgewehrt, kurz darauf aufgegeben und 1646 von den Niederlanden wieder besetzt, 1656 eine niederländische Militärexpedition wird von den Topasse aufgerieben, Topasse-Herrschaft über Solor, 1787 Bündnis zwischen Portugal und Topasse auf Solor, ab 1836 Teil der Kolonien Portugals, 1851 durch den Gouverneur an die Niederlande abgetreten, 1859 Abtretung bestätigt, 1861 Übergabe an die Niederlande erfolgt |

### Atlantik

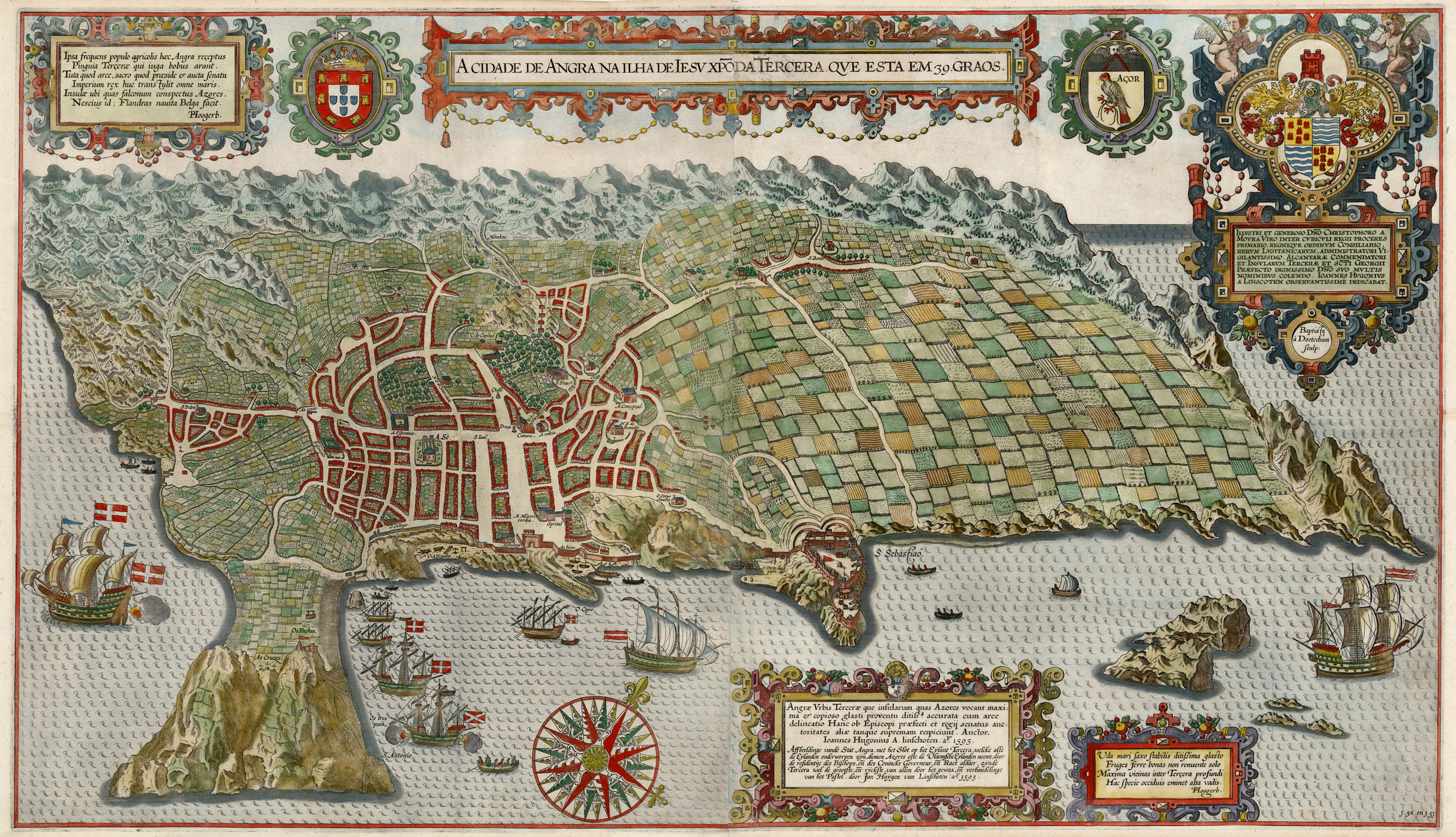
Die Azoreninsel Terceira auf einem Bild aus dem 16. Jahrhundert.

Die Inselgruppen der Azoren und Madeiras bilden die letzten Besitzungen Portugals abseits des kontinentalen Mutterlands. Wahrscheinlich waren die Inseln bereits den Phöniziern bekannt. 1419 gilt als Datum der Wiederentdeckung Madeiras durch den Portugiesen João Gonçalves Zarco, ab 1420 wurde die Blumeninsel besiedelt. Die Azoren wurden 1427 von Portugal entdeckt (andere Quellen: 1429 oder 1432) und ab 1439 besiedelt. Zunächst Kolonien, wurden die Inseln später zu Überseeprovinzen und 1976 zu autonomen Regionen der Republik Portugal. Im Gegensatz zu den anderen Überseebesitzungen Portugals besaßen die Azoren keine Urbevölkerung und wurden nahezu ausschließlich von Europäern – neben Portugiesen auch Flamen und Italienern – besiedelt.
Die Kanarischen Inseln waren nie portugiesisch, allerdings seit ihrer Entdeckung 1312 durch den Genuesen Lancelotto Malocello Streitobjekt zwischen Portugal, Aragonien und Kastilien. Heinrich der Seefahrer forderte von Kastilien, Portugal das Recht auf Besetzung der Kanaren einzuräumen, um El Hierro zu einer Basis für die weitere Erforschung der afrikanischen Küste aufzubauen. Sein Versuch einer eigenständigen Besetzung der Inseln im Jahr 1425 jedoch scheiterte, und auch der Versuch, dem unter dem Schutz Kastiliens stehenden normannischen Herrscher der Kanaren Maciot de Béthencourt die Hoheitsrechte abzukaufen, misslang aus unbekannten Gründen. Als Kastilien auf seiner Oberhoheit beharrte, wandte Heinrich sich schließlich 1433 an den Papst und dieser entsprach – offensichtlich in Unkenntnis der kastilischen Ansprüche – dem portugiesischen Ersuchen. Daraufhin erhielt Heinrich von seinem Bruder Duarte I. weitgehende Verfügungsrechte über die Kanarischen Inseln. 1451 bis 1454 kam es zwischen beiden Ländern zu bewaffneten Auseinandersetzungen um die Kanaren. Portugal verzichtete schließlich 1479 im Vertrag von Alcáçovas auf seine Ansprüche, wofür Spanien im Gegenzug auf alle Gebiete südlich von Kap Bojador und damit auf die Erforschung der Ostroute nach Indien verzichtete.

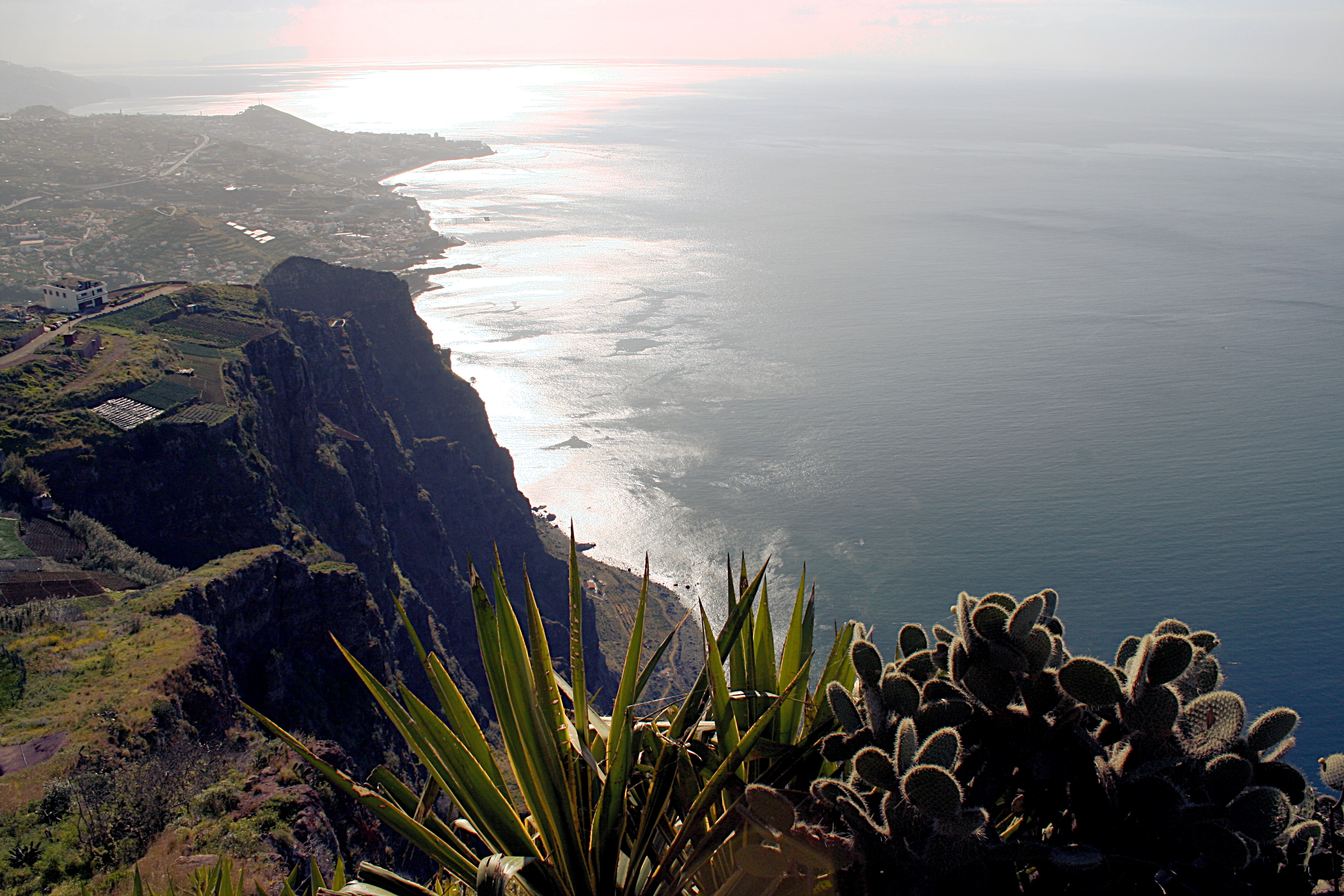
Madeira

Die dritte nach Indien geschickte portugiesische Armada entdeckte unter João da Nova mehrere Inseln im Südatlantik. Ascension wurde am 25. März 1501 entdeckt und Ilha de Nossa Senora da Conceição genannt, zwei Jahre später jedoch am 20. Mai 1503 noch einmal von Afonso de Albuquerque „entdeckt“ und, weil er sie an Christi Himmelfahrt sichtete, Assunção benannt, allerdings nicht in Besitz genommen.
Ebenfalls 1501 von den Portugiesen entdeckt wurde die Insel St. Helena, von der sie später Früchte importierten und auf der sie auch einige Häuser und eine Kapelle erbauten, die Lage der Insel allerdings zunächst geheimhielten. Der erste längere Bewohner der Insel war Fernão Lopez, der vom Gouverneur von Goa verbannt worden war, aber nicht nach Portugal zurückkehren wollte und 1530 auf St. Helena starb. Um 1600 gaben die Portugiesen St. Helena auf, das sofort danach von den Niederländern besetzt wurde.
1505 schließlich wurde vermutlich von Gonçalo Álvares die Insel Gough entdeckt und unter dem Namen Ilha de Gonçalo Álvares in die Karten eingetragen.
Die Insel Tristan da Cunha wurde zwar 1506 von dem Portugiesen Tristão da Cunha und der achten portugiesischen Indienflotte entdeckt, jedoch, da er nicht auf ihr anlanden konnte, von Portugal auch nicht in Besitz genommen.
| Atlantik   | Atlantik | Atlantik | Atlantik |
| Besitzung  | Erwerb   | Verlust  | Geschichte |
| ---------- | -------- | -------- | --- |
| Azoren     | 1427     |          | Entdeckung durch die Portugiesen 1427 (andere Quellen 1429 oder 1432), 1439 Besiedelung, Kolonie bis 1766, Verwaltung durch einen Generalkapitän (1766–1831), Überseeprovinz (1831–1976), autonome Region seit 1976 |
| Madeira    | 1419     |          | seit 1420 im Besitz Portugals, Kolonie (1580–1834), Distrikt (1834–1976), autonome Region seit 1976 |
| St. Helena | 1501     | 1600     | 1501 entdeckt, 1600 aufgegeben und von den Niederlanden besetzt |